# Theodor Pištěk (výtvarník)
Theodor Pištěk (* 25. října 1932 Praha) je český malíř, kostýmní výtvarník, scénograf a bývalý automobilový závodník. Je světově proslulým autorem filmových kostýmů a dekorací a držitelem Oscara za kostýmy k filmu Amadeus režiséra Miloše Formana. Za následující film Valmont obdržel cenu César a byl nominován na Oscara. V roce 2003 mu byla udělena cena Český lev za dlouhodobý umělecký přínos českému filmu, roku 2013 Křišťálový glóbus za mimořádný umělecký přínos světové kinematografii a v roce 2017 Zlatý střevíček za mimořádný přínos kinematografii pro děti a mládež.

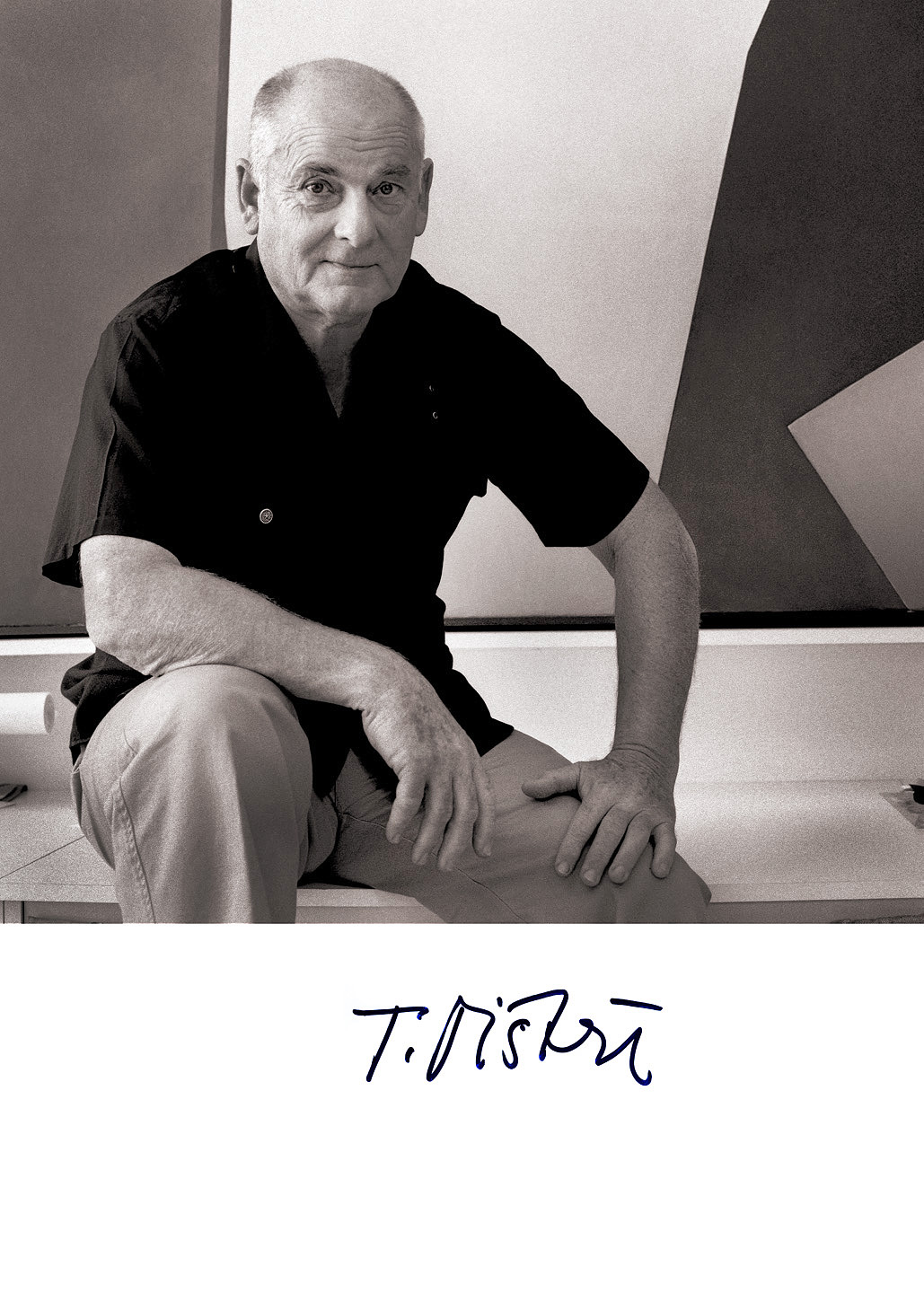
Theodor Pištěk, (foto: Jiří Jiroutek)

## Život
Theodor Pištěk je synem herce Theodora Pištěka a herečky Marie Ženíškové. Po svých prapředcích zdědil výtvarný talent i lásku k automobilům. Jeho pradědečkem byl malíř František Ženíšek. Dědeček Julius Ženíšek byl zástupcem letecké firmy Wright a zakladatelem a majitelem firmy Ford Motor Company pro Rakousko-Uhersko a jako jeden z prvních již roku 1895 vlastnil závodní auto. Vinou jeho společníka firma zkrachovala a rodina při bankrotu byla nucena rozprodat cennou sbírku obrazů po F. Ženíškovi.
Pištěk studoval nejprve gymnasium a po čtvrtém ročníku přestoupil na Vyšší školu uměleckého průmyslu v Praze. Jeho spolužáky zde v letech 1948–1952 byli Aleš Veselý a Milan Ressel.
Již v 16 letech se naučil řídit auto a v osmnácti se po absolvování autoškoly stal členem Automotoklubu a začal soutěžit v závodech automobilů. Roku 1952 byl přijat na Akademii výtvarných umění v Praze do ateliéru Vratislava Nechleby. V té době zde ještě působila řada významných profesorů (Holý, Rada, Sychra, Španiel, Lauda, V. V. Štech) a mezi jeho spolužáky byli Jan Koblasa, Karel Nepraš, Bedřich Dlouhý, František Mertl, Jiří Valenta, Milan Ressel, Hugo Demartini, Aleš Veselý nebo Jaroslav Vožniak). Po absolvování studia roku 1958 strávil na Akademii další čestný rok v ateliéru Antonína Pelce. Dokonalé zvládnutí malířského řemesla bylo důležité, ale Pištěka i jeho spolužáky a přátele zajímalo moderní umění. Tíživému tlaku komunistického režimu čelili nejrůznějšími mimoškolními recesistickými aktivitami. Spolu se spolkem Šmidrové byl zakládajícím členem amatérského hokejového klubu Paleta vlasti (zal. 1962), v letech 1977–1979 prezidentem klubu.
Roku 1958 se oženil s asistentkou filmové režie Věrou Filipovou (synové Jan, * 1961; Martin, * 1967). V následujícím roce spolupracoval s Františkem Vláčilem jako tvůrce kostýmů a scény ve filmu Holubice. Získal vlastní ateliér na Břevnově, který sousedil s ateliérem Zbyňka Sekala. Jeho prostřednictvím se seznámil s Jindřichem Chalupeckým a jako host vystavoval v letech 1964-1968 se skupinou Máj. Blízké přátelství obou výtvarníků trvalo až do Sekalovy emigrace v roce 1968. Sekala později navštívil ve Vídni a seznámil se zde se sochařem Karlem Prantlem.
Samostatně vystavoval poprvé roku 1960 ve Filmovém klubu v Praze, v letech 1964–1968 se účastnil výstav Klubu konkrétistů. Roku 1964 získal od Huga Demartiniho nový ateliér na Vinohradech. V 60. letech byl automobilovým závodníkem na okruzích a soutěžil v Evropském poháru (1967–1969). Roku 1967 spolupracoval jako kostýmní výtvarník na filmech Františka Vláčila Marketa Lazarová a Údolí včel. Spolu s dalšími výtvarníky připravil výtvarné řešení výstavy Člověk a jeho svět v československém pavilonu na Expo 1967 v Montrealu. V letech 1972–73 byl nominován do Československého reprezentačního družstva v automobilových závodech na okruzích. Roku 1974 závodní činnost ukončil, ale svou zkušenost automobilového závodníka využil při psaní filmového scénáře pro film Rallye, který připravoval s režisérem Vláčilem. Od roku 1975 se intenzivně věnoval malbě. Bývá řazen k fotorealistům, ale ve východním bloku měla taková malba vždy jistý skrytý symbolismus určený ke „čtení mezi řádky“.
Jeho obrazový cyklus obdržel zvláštní uznání poroty na mezinárodním festivalu malby v Cagnes-sur-Mer ve Francii v roce 1977. S oceněním bylo spojeno stipendium Jacka Langa, díky kterému mohl Theodor Pištěk cestovat a navštívit ateliéry výtvarníků. Po úspěchu ve Francii pak některé české galerie na přelomu desetiletí do svých sbírek koupily Pištěkovy obrazy. V 80. letech spolupracoval jako kostýmní výtvarník s Milošem Formanem a za kostýmy k filmu Amadeus (1984) obdržel filmového Oscara a nominaci na cenu Britské filmové akademie. Za kostýmy pro další Formanův film Valmont (1989) byl rovněž nominován na Oscara a cenu BFA a obdržel cenu Francouzské filmové akademie César. Stal se členem Americké filmové akademie. Roku 1987 svá výtvarná díla i kostýmní návrhy vystavoval ve Washingtonu, na IV. bienále scénografie v Lincoln Center v New Yorku a Indianapolis v USA a v Sydney v Austrálii. Pištěkovu výstavu v Henry Art Gallery ve Washingtonu připravila Meda Mládková a zahájil ji Zbigniew Brzezinski.
Od roku 1990 byl předsedou výtvarné rady Pražského hradu a před chystanou návštěvou německého prezidenta Weizsäckera navrhl nové uniformy Hradní stráže a postavil motocyklový doprovod prezidenta z profesionálních závodníků. Při této příležitosti ho ministr obrany povýšil do hodnosti plukovníka. Byl iniciátorem a spolu s Václavem Havlem a Jiřím Kolářem i zakladatelem Ceny Jindřicha Chalupeckého pro mladé výtvarníky.
Roku 1996 přišel o ateliér a přestěhoval se z Prahy do Mukařova, kde si již dříve postavil podle vlastního návrhu dům. V roce 2000 ho prezident republiky Václav Havel vyznamenal medailí za zásluhy 1. stupně za vynikající umělecké výsledky. Roku 2004 mu Česká filmová akademie udělila cenu Český lev za dlouholetý umělecký přínos. Roku 2013 mu byl na MFF v Karlových Varech předán Křišťálový glóbus za mimořádný umělecký přínos světové kinematografii. V letech 2012–2013 se uskutečnila velká retrospektivní výstava jeho díla v Národní galerii v Praze.
V roce 2017 získal na Zlín Film Festivalu ocenění Zlatý střevíček za mimořádný přínos kinematografii pro děti a mládež.

## Výtvarné dílo

### Malba, reliéfy, instalace
Theodor Pištěk během studia u Vratislava Nechleby dokonale zvládl techniku klasické realistické olejomalby. Za absolventský obraz Boxer mu bylo studium prodlouženo o tzv. čestný rok. V závěru 50. let se věnoval portrétní malbě, ale další Pištěkova díla překvapivě nenavázala na akademické školení a předznamenala konstruktivní složku jeho tvorby, ke které se periodicky vracel ve druhé polovině 60. a počátkem 70. let a po roce 1990 také v prostorových instalacích. V letech 1960–1961 vytvořil geometrické reliéfní kompozice v sádře jako diptychy pozitivu a negativu (Dovnitř a ven, 1960, Opak, 1961).
Na počátku 60. let se intenzivně stýkal se Zbyňkem Sekalem, jehož ateliér sousedil s Pištěkovým. Oba se navzájem ovlivnili v tvorbě materiálových obrazů a vyšli z podobných existenciálních pocitů. Pištěk v té době sestavil sérii reliéfních asambláží ze součástek automobilů (Synagoga, 1962, Ukřižování, 1963) a informelní reliéfy z rozřezaných starých automobilových chladičů (Zápisky zmizelého, 1963, Exekuce, 1964). Vznikla také první trojrozměrná instalace Deset přikázání (1964).
Jako protějšek k syrovým materiálovým reliéfním obrazům maloval Theodor Pištěk vzdušně lehké černobílé kompozice tuší a nitrolakem. Kombinuje v nich jednoduché geometrické tvary se strukturami poznanými při zkoumání organického světa. Jsou i ohlasem na postsurrealistický symbolismus, jakým se tehdy zabýval např. Pištěkův spolužák Jaroslav Vožniak. Témata obrazů jsou někdy odlehčená (Jak hrát míčem, 1966), jindy existenciální (Jak uniknout, 1965, Léčka, 1965, Nezdařený pokus, 1966).

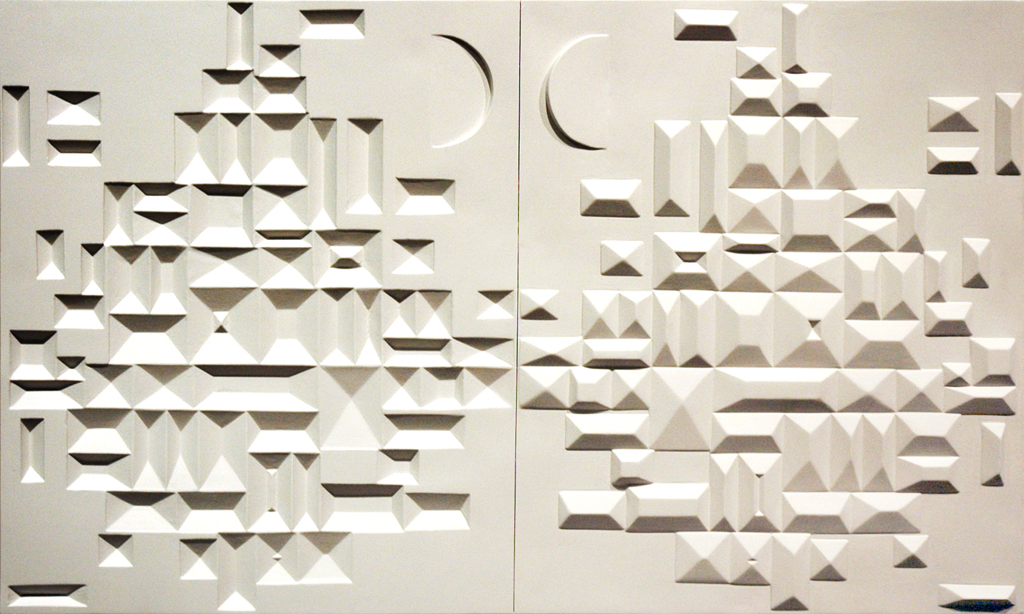
Opak, 1961
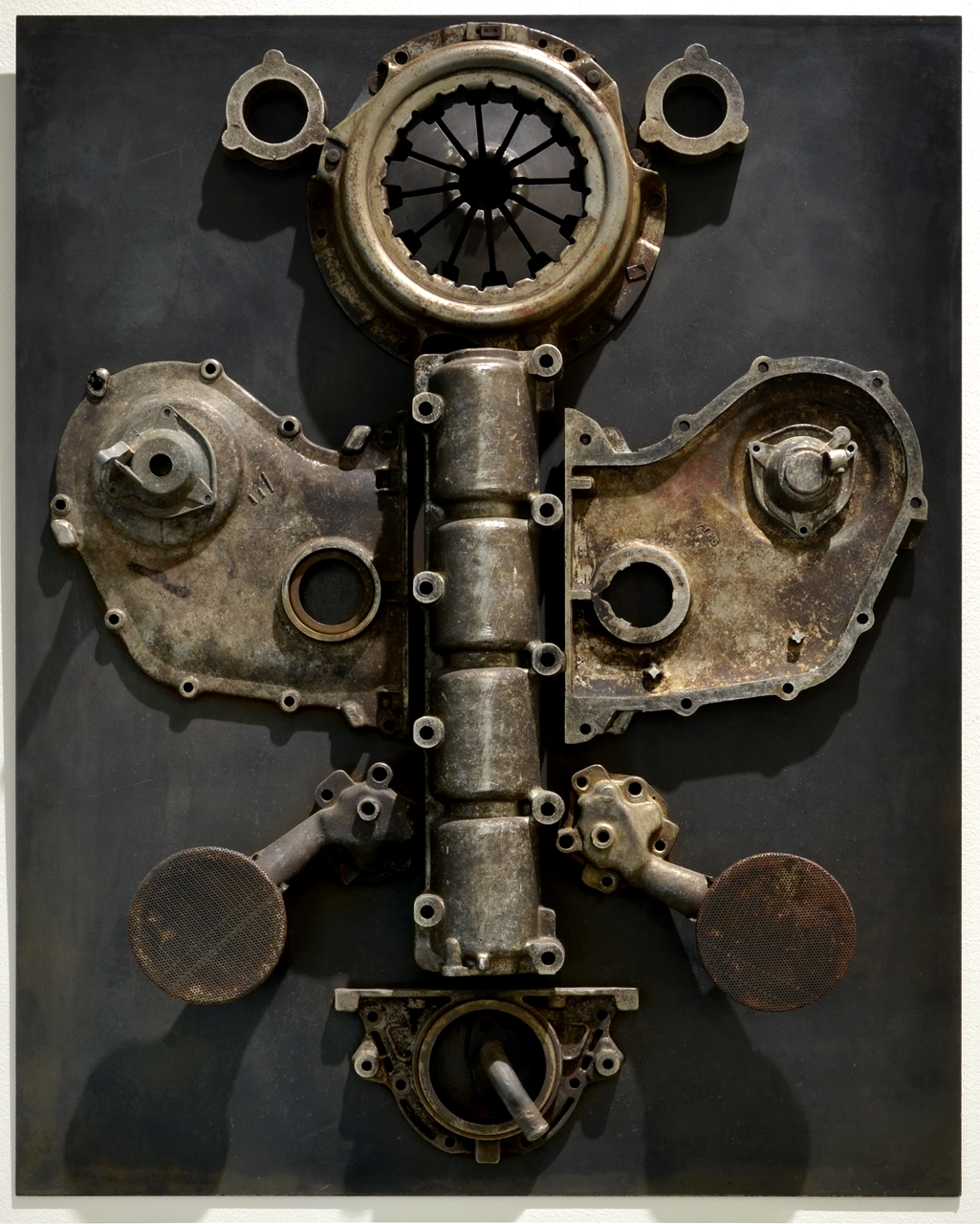
Leť motýlku leť, 1962, Galerie Zlatá Husa
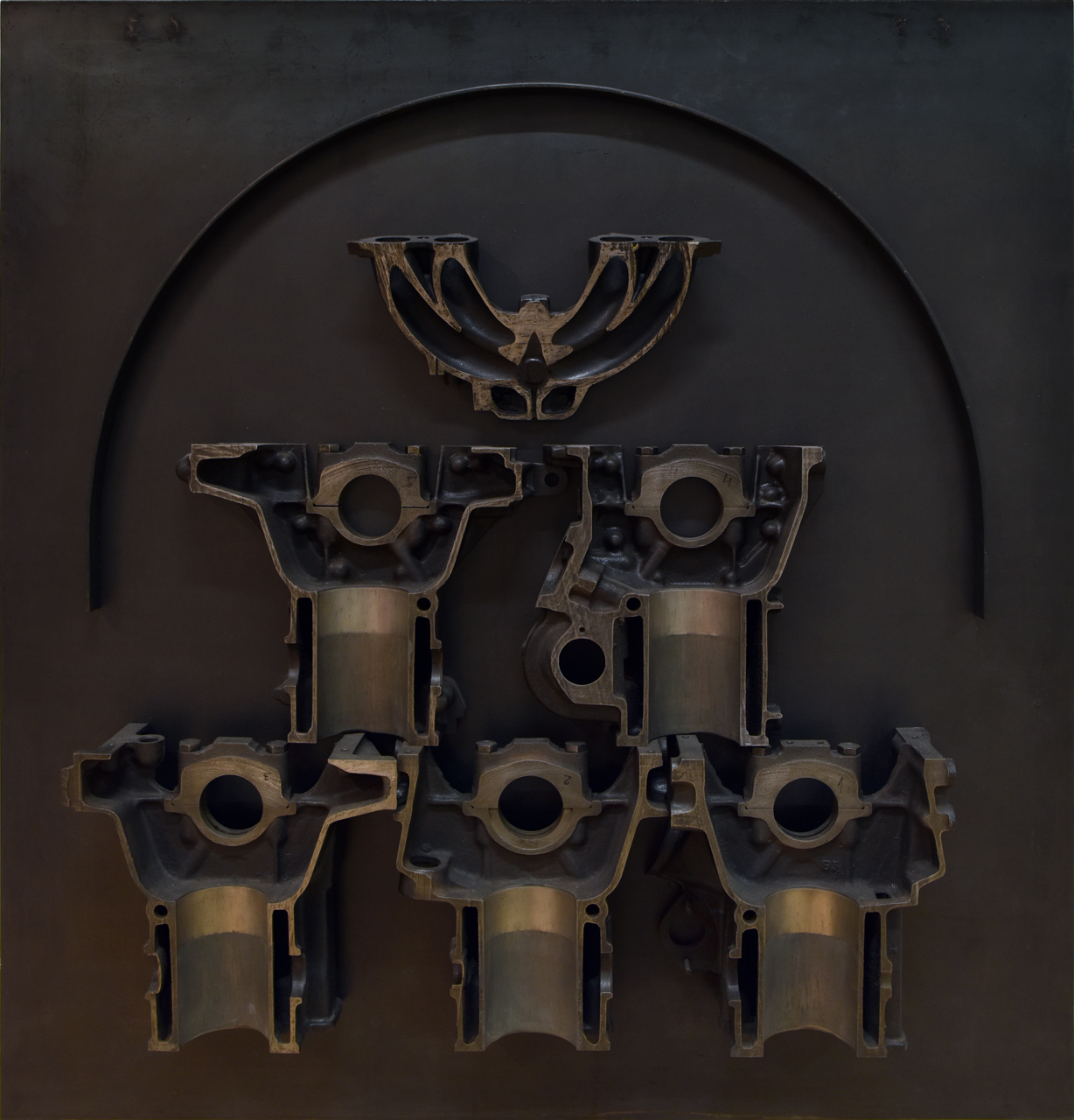
Synagoga, 1962, Galerie Zlatá husa
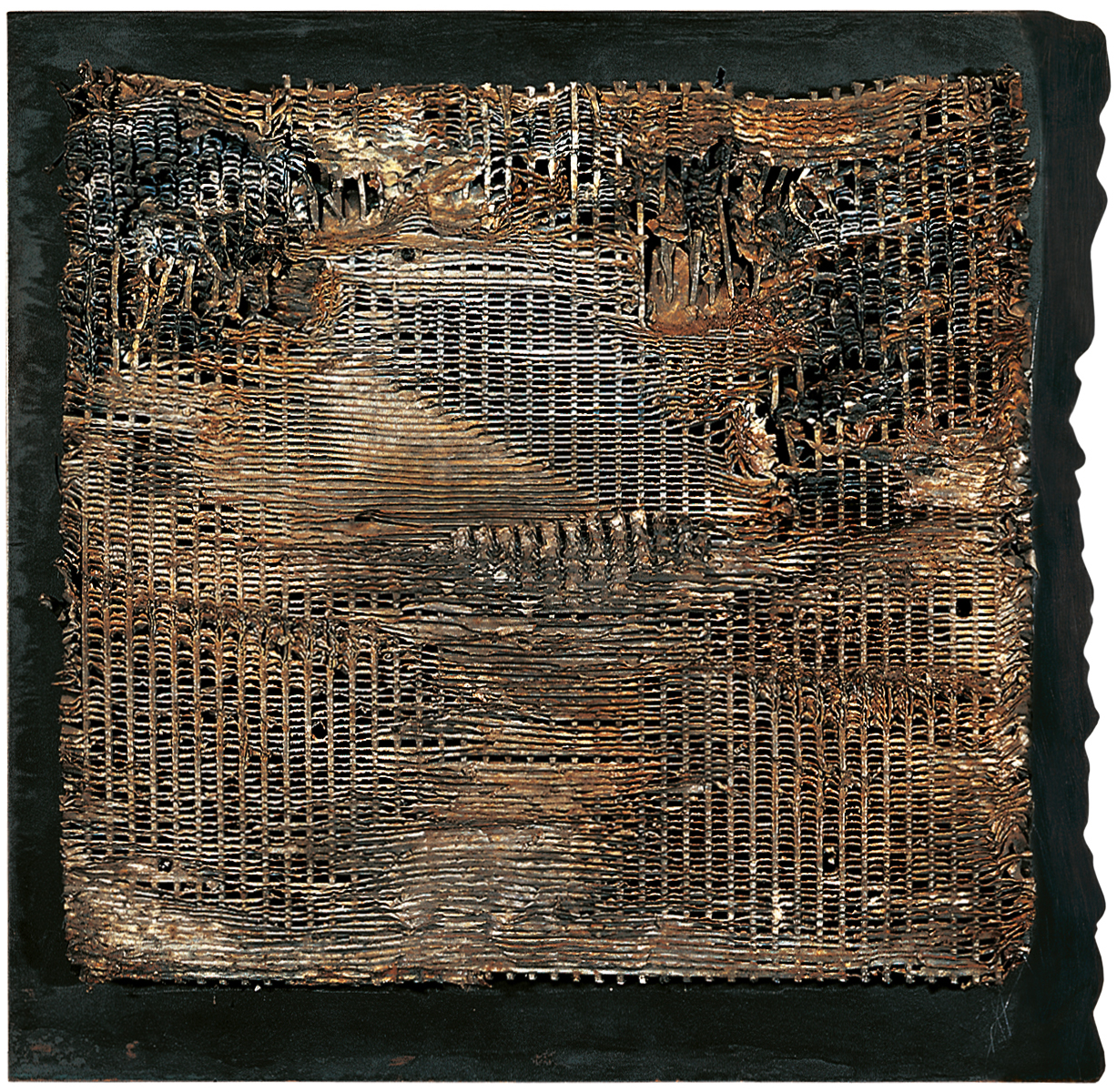
Zápisky zmizelého, 1963
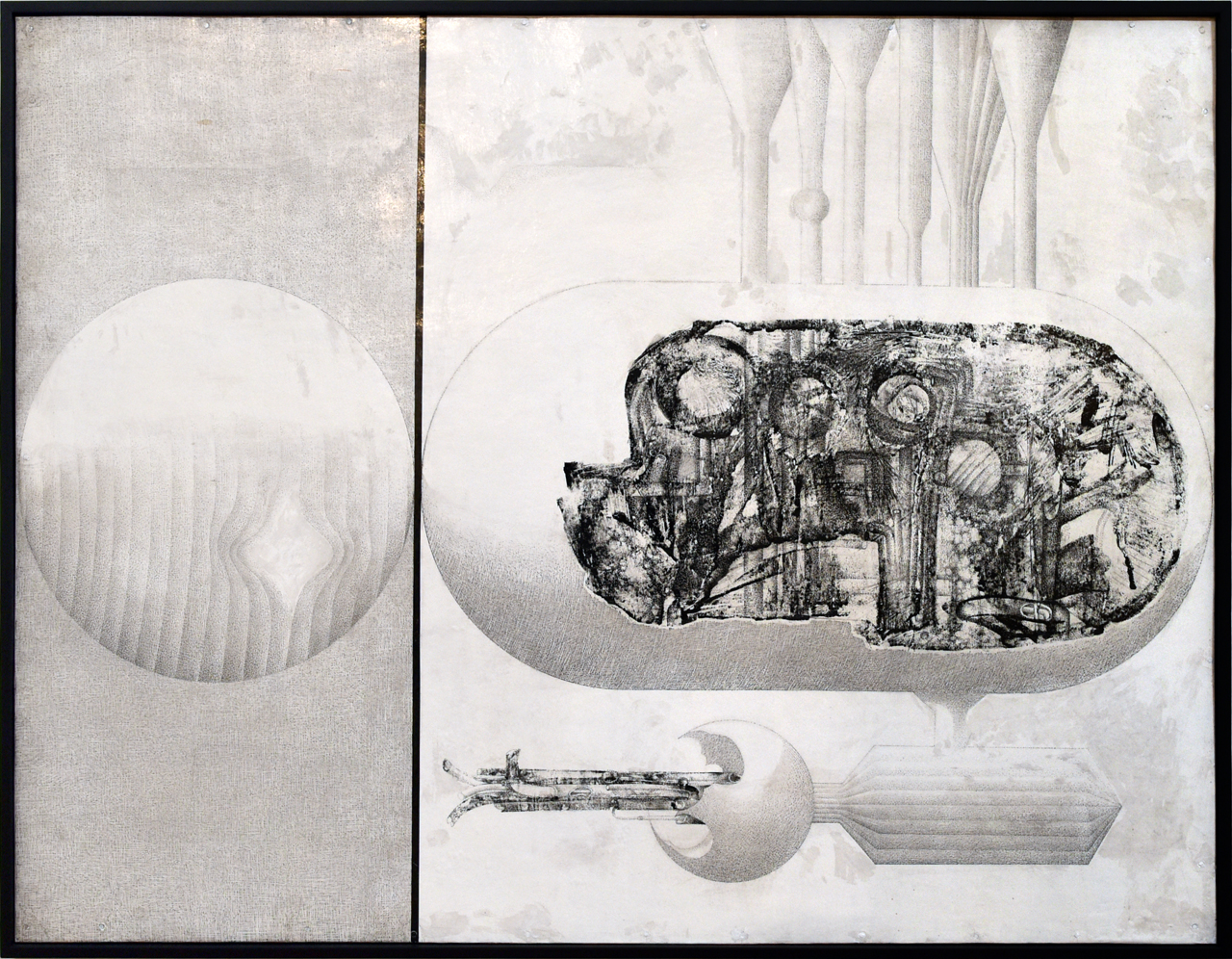
Nezdařený pokus 2, 1966

Po srpnu 1968 kresby vypadají jako terč se stopami po střelbě a kompozice je akcentována užitím monochromních barevných ploch (Srpnový obrázek 1–3, 1968–1969). Série kreseb tuší a nitrolakem přesahuje až do počátku 70. let (Pohled dovnitř, 1970, Poločas rozpadu, 1970) a navážou na ni barevné kompozice geometrických tvarů (Zrcadlení, 1971) a menší formáty olejových obrazů, v nichž geometrický řád barevných ploch porušují drobné nepravidelnosti (Pád, 1973, Dům, 1973). K monochromní malbě tuší a nitrolakem se malíř vrací počátkem 80. let v kompozicích umělých architektur (Kde budu žít příště, 1982), které později transformuje ve skutečné prostorové labyrinty (Město, 1997).

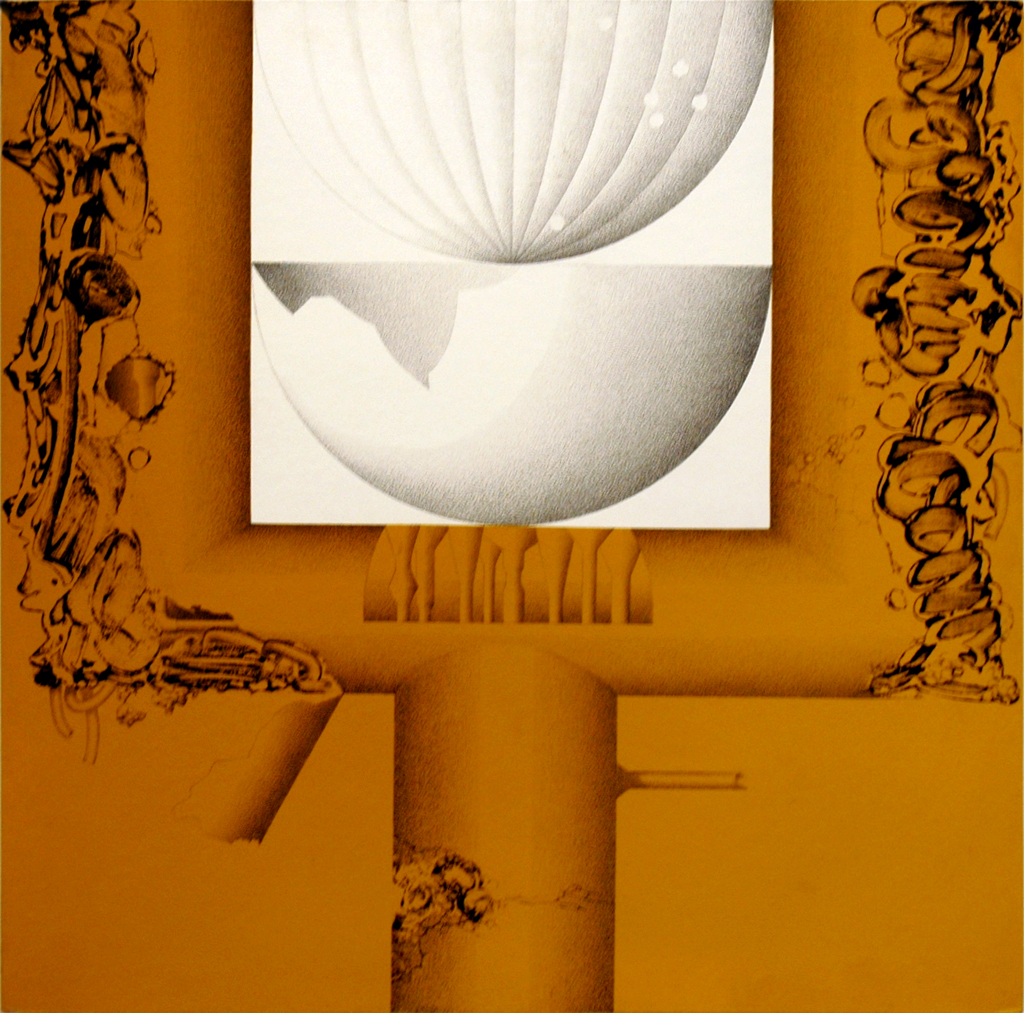
Srpnový obrázek I, 1968
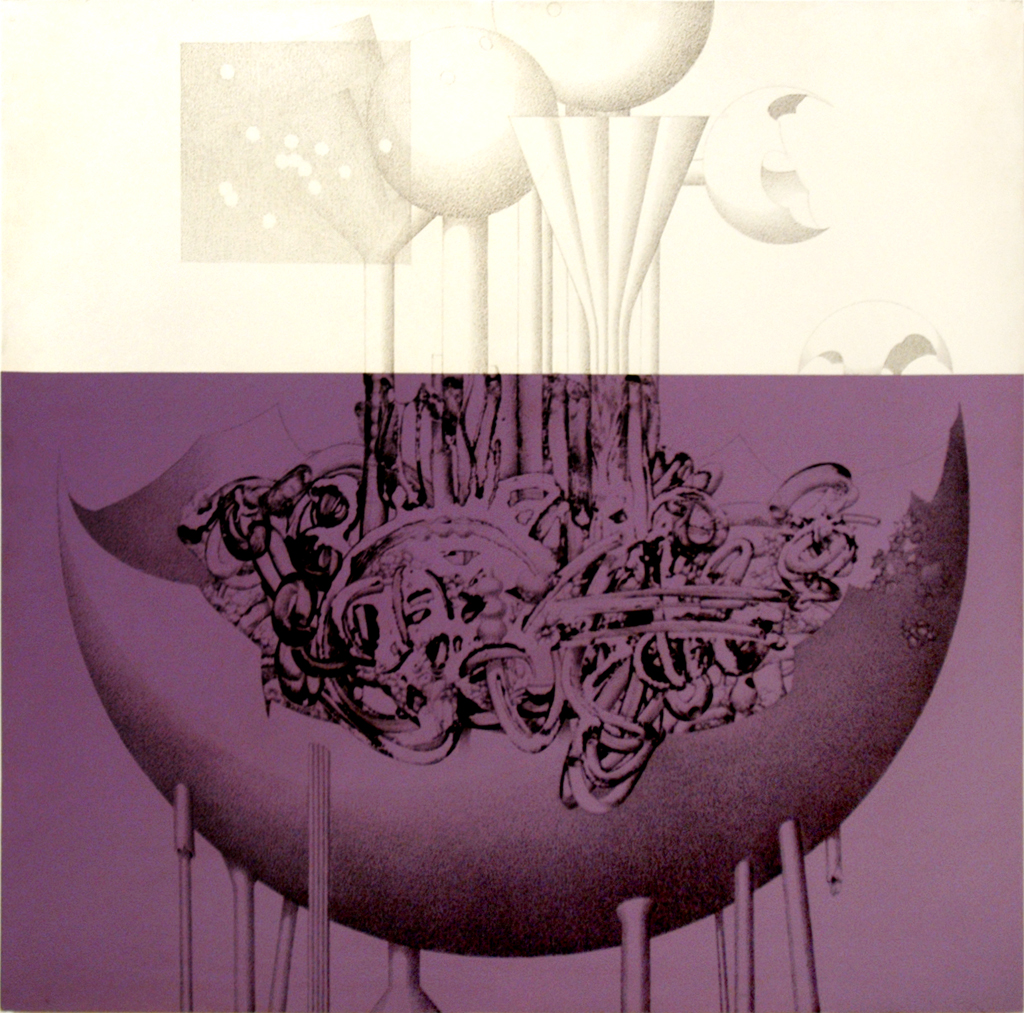
Srpnový obrázek II, 1968
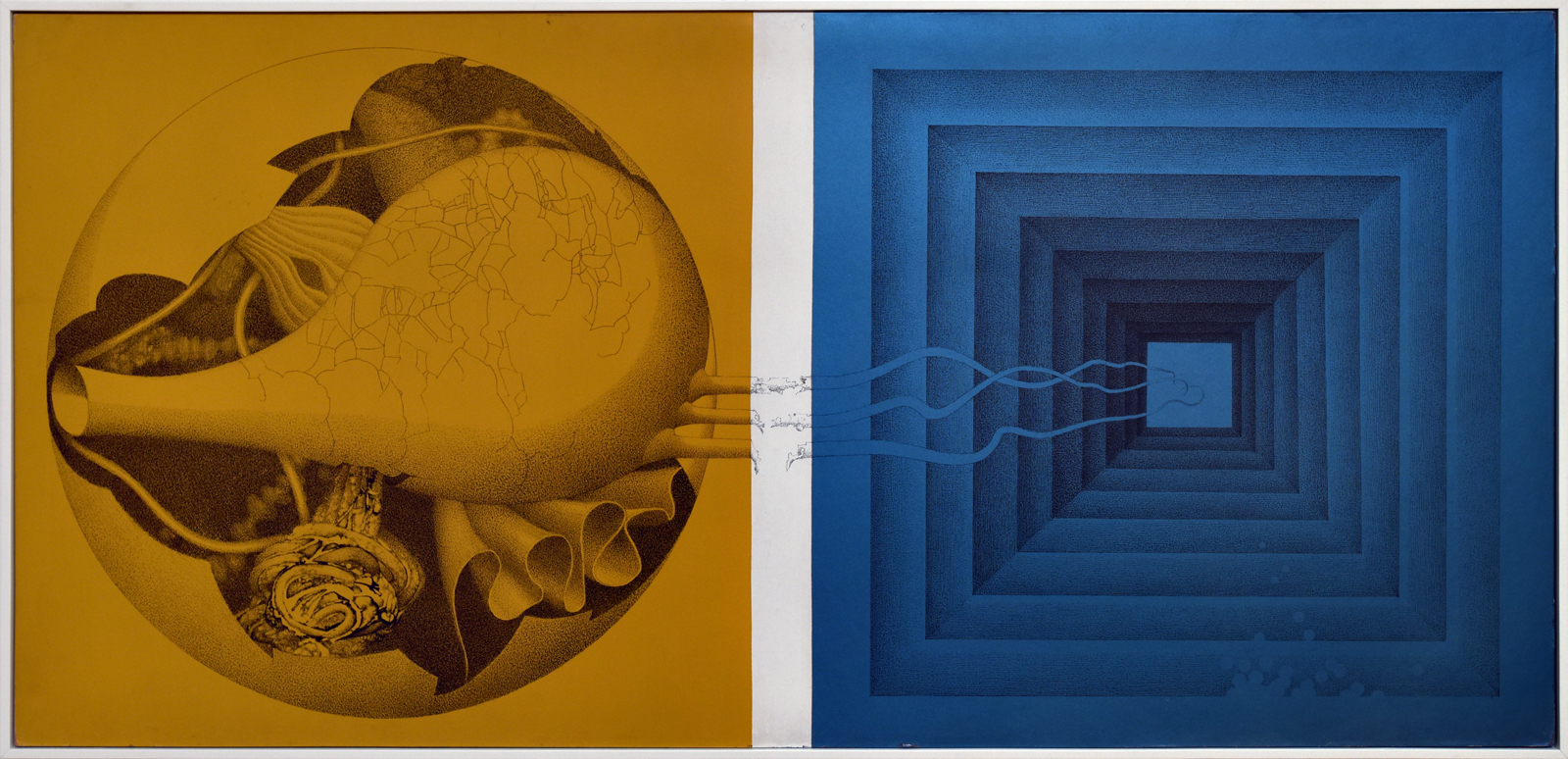
Srpnový obrázek III (1969)
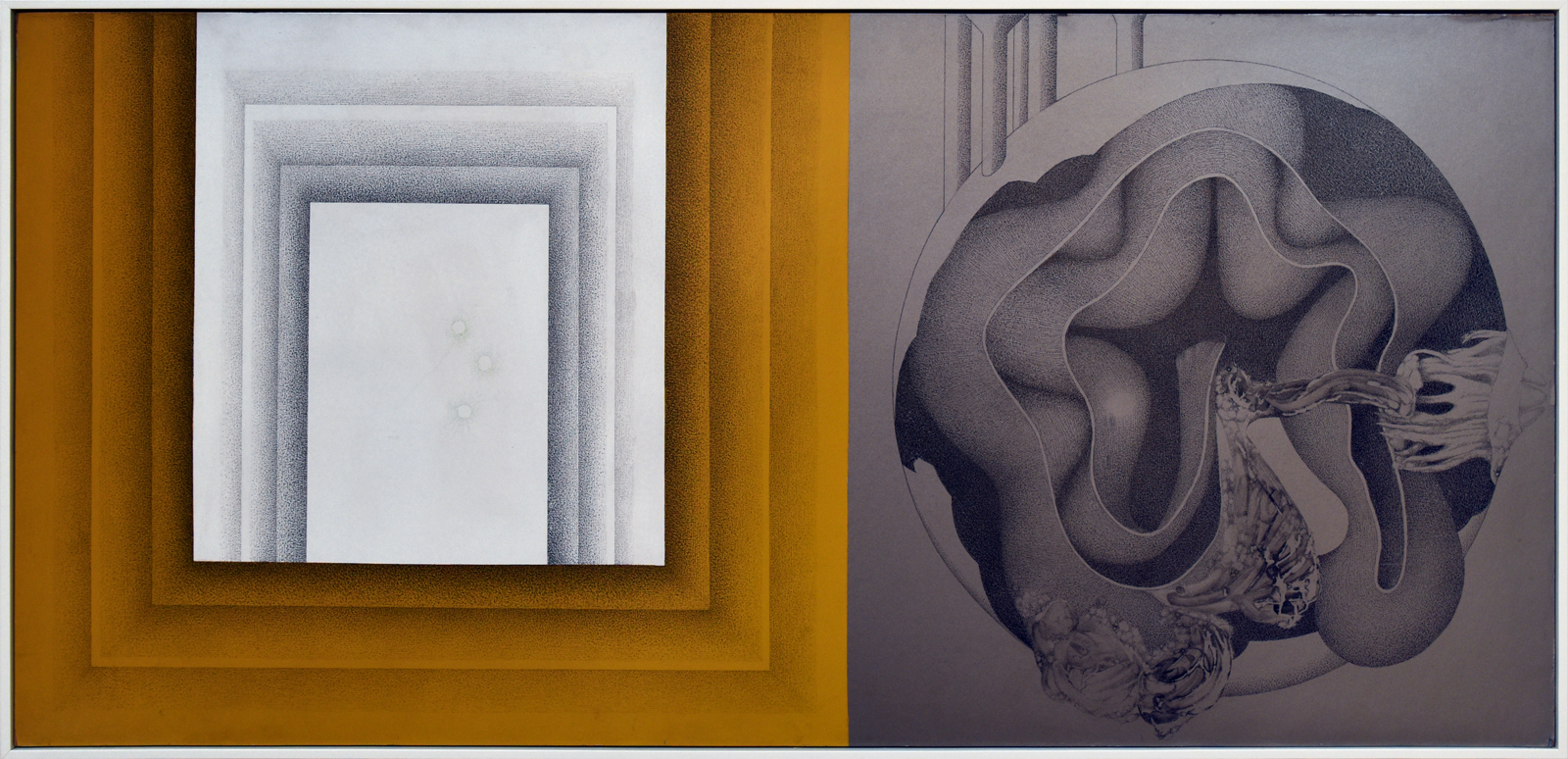
Srpnový obrázek IV (1969)
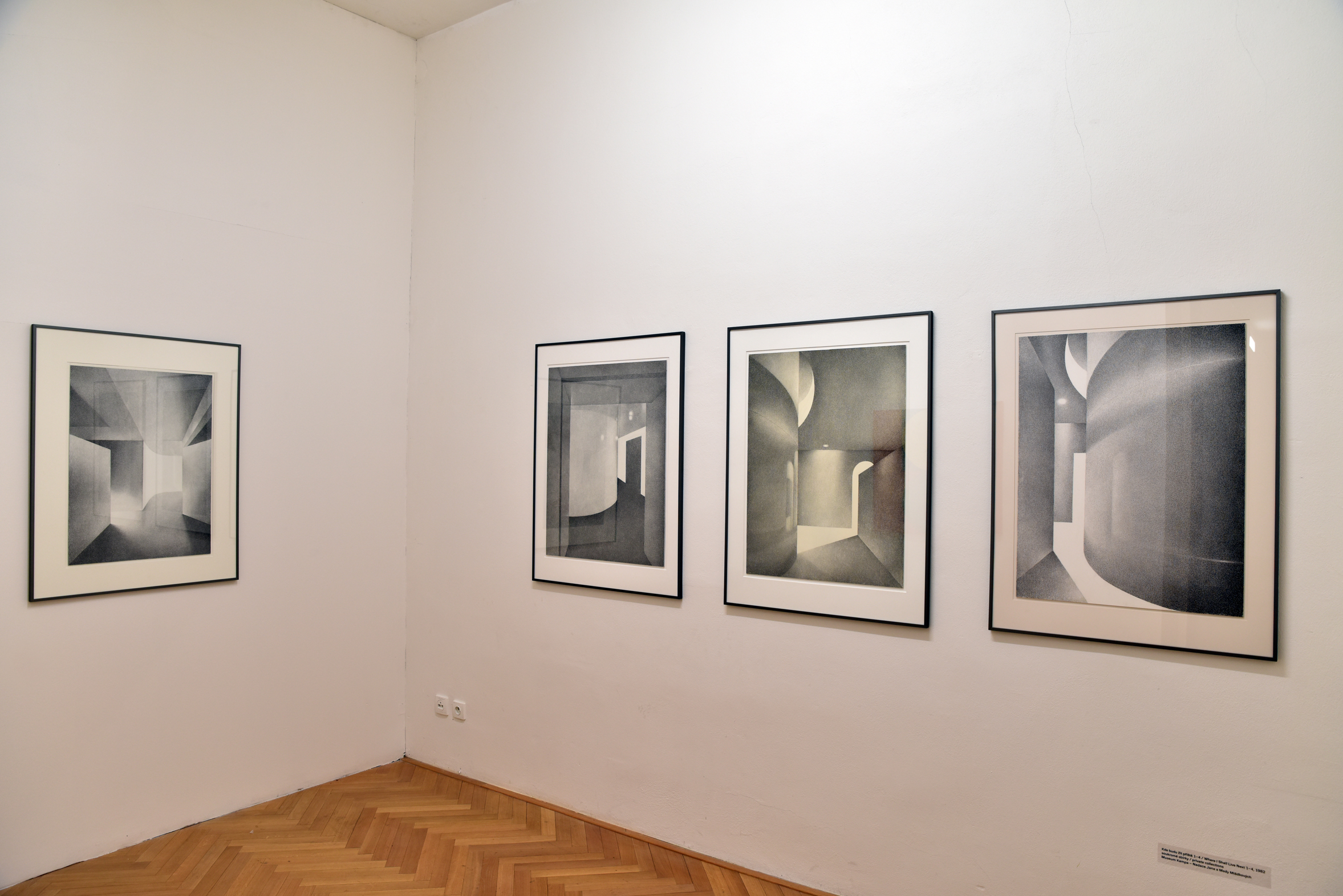
Kde budu žít příště, expozice v Domě umění města Brna, 2019

Téma zabalených figur a předmětů, které se v Pištěkově tvorbě objevuje v čase vrcholících komunistických represí během normalizace, představuje abstraktně existenciální symboly. Že nejde o zabalené sochy naznačují prsty vyčnívající z obalu (Rodinný portrét, 1976, Nahá Maja, 1980). Motiv zabalené hlavy (Autoportrét u okna 1 a 2, 1981) sám o sobě působí hrůzně a prázdnota či dekorativnost pozadí tento symbol krutosti činí ještě tísnivějším. Ze stejné doby je cyklus iluzivních obrazů v nichž zmačkaná látka či papír ovázaný motouzy zahaluje skrytou realitu, viditelnou v místech, kde je obal roztržen. Obvykle je v otvoru modrá nekonečná obloha s lehkými mráčky, ale v obrazu nazvaném Český horizont (1979) je vidět pouze černá země pod tmavým nebem. Se závodní kariérou se Theodor Pištěk symbolicky rozloučil triptychem Sbohem mládí (1981).

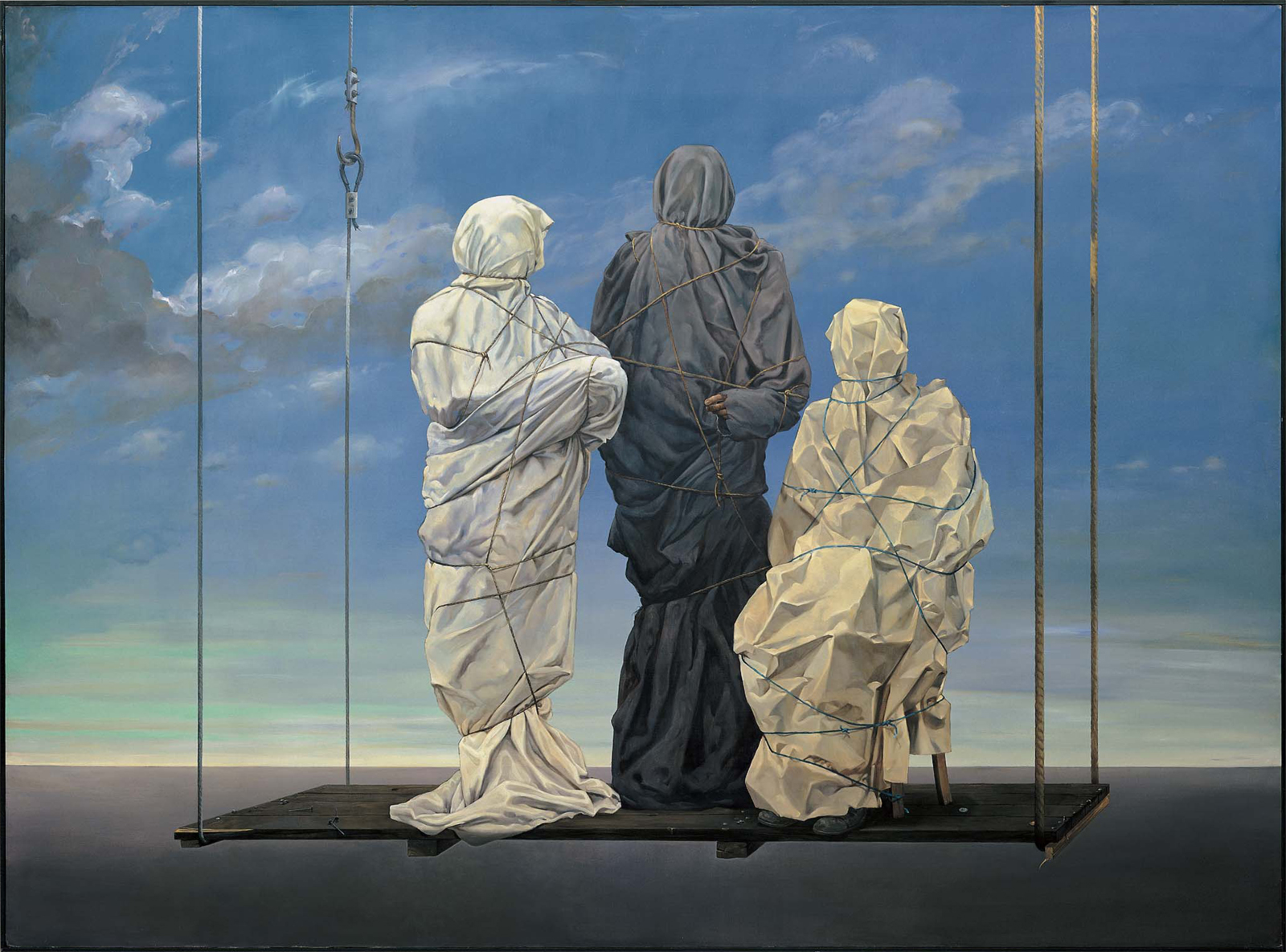
Rodinný portrét, 1976, Museum Kampa
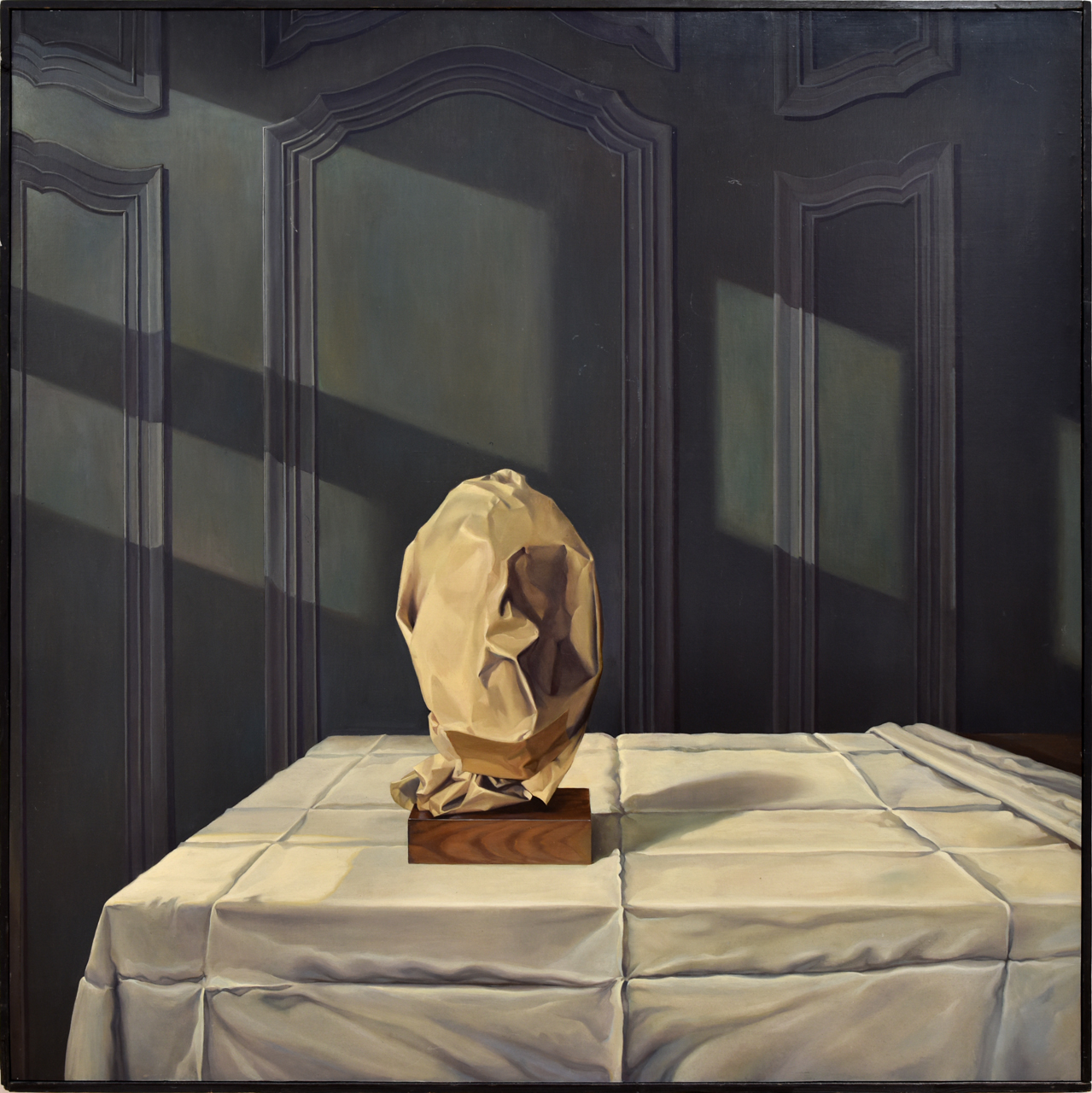
Autoportrét u okna I, 1981
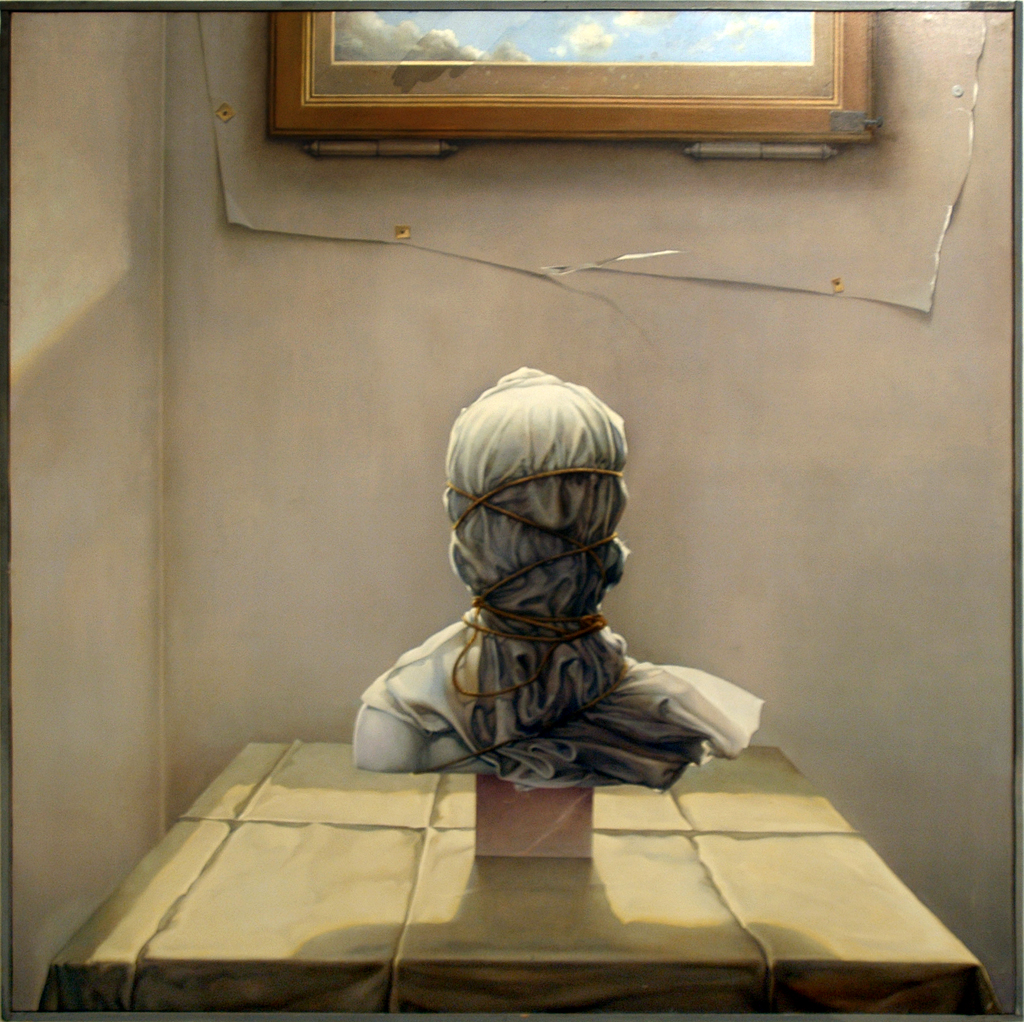
Autoportrét u okna II, 1981
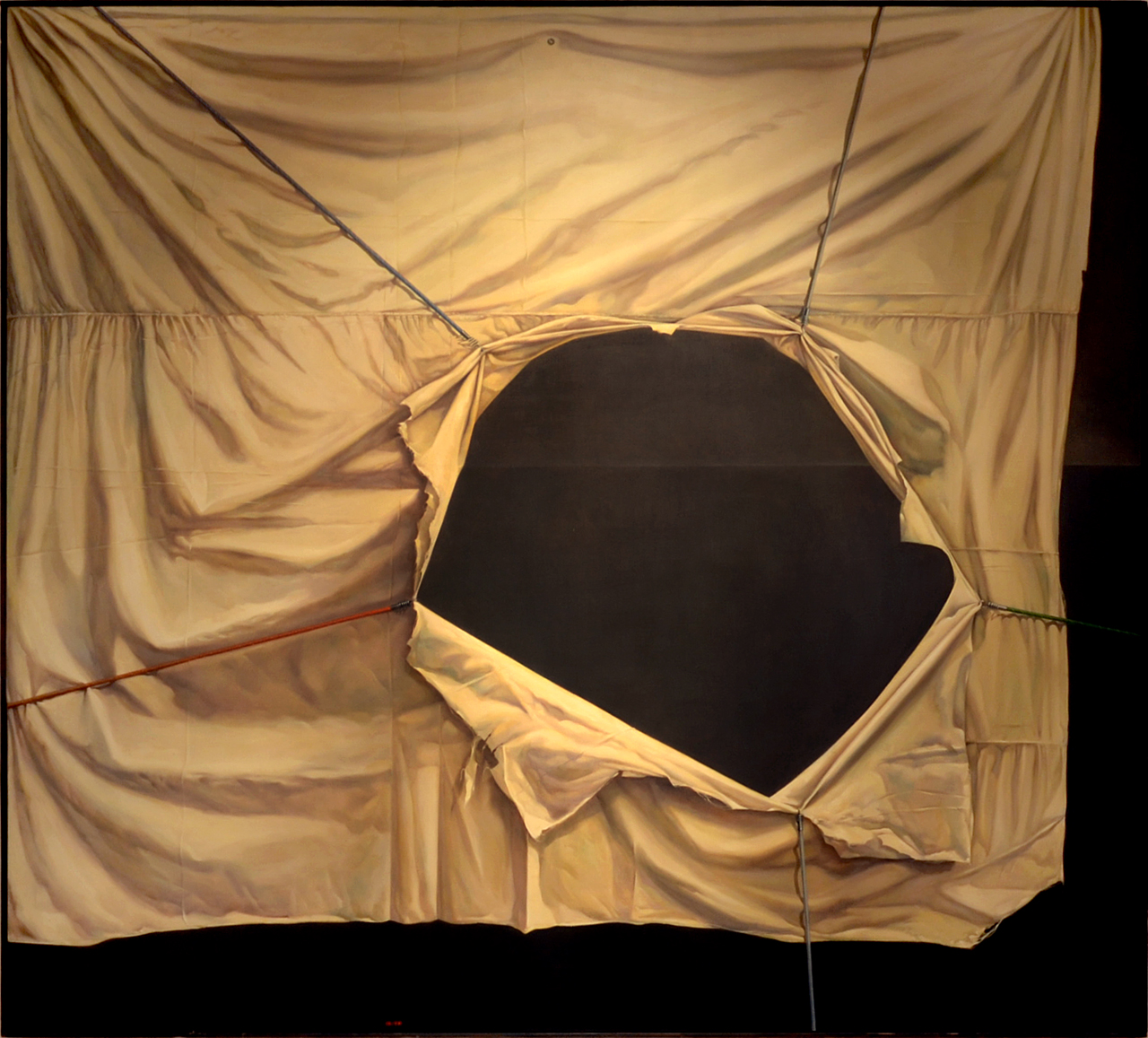
Český horizont, 1979
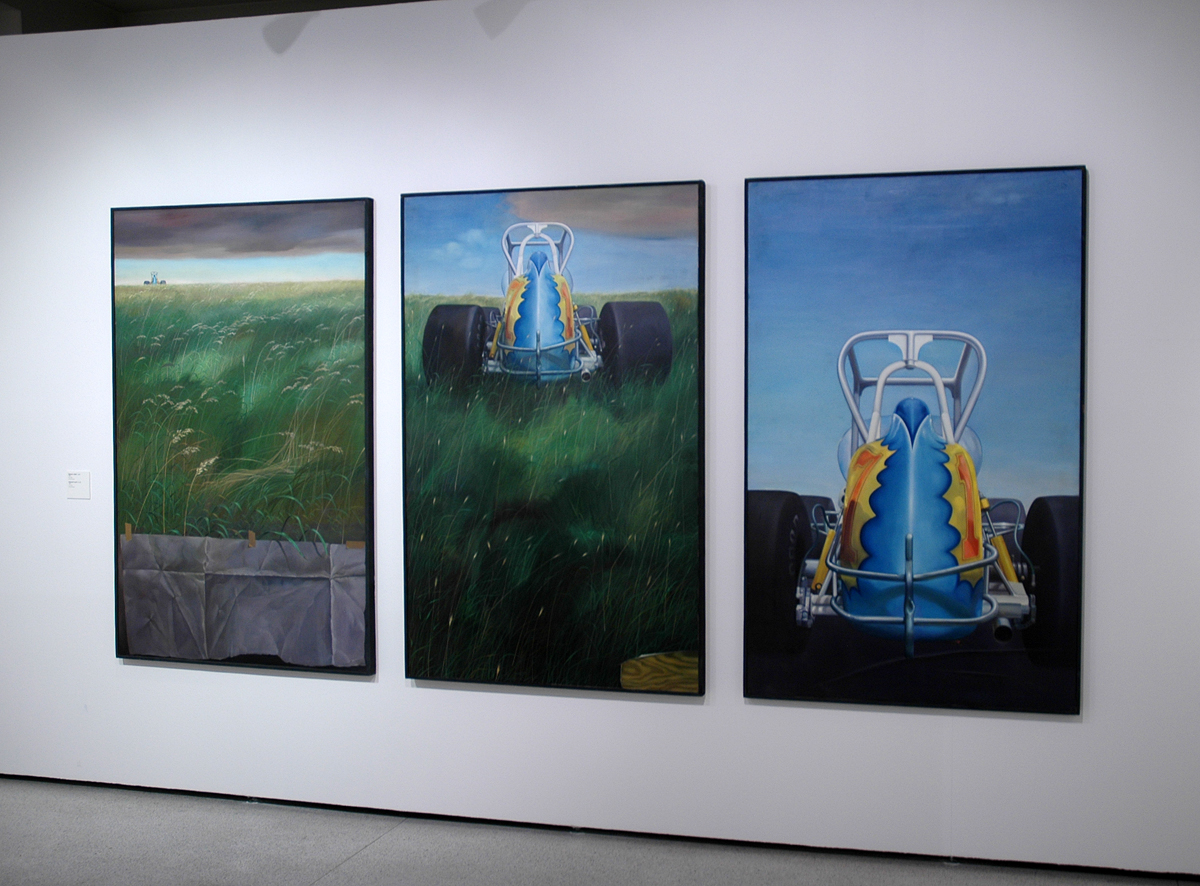
Sbohem mládí, 1981, instalace NG Praha

Dokonalé zvládnutí iluzivní malby technikou „trompe l'oeil“ malíř využil v sérii obrazů s detaily vyleštěných kovových částí automobilů a motocyklů (Angelus, 1978, Zlatá horečka, 1978) nebo neosobních předmětů obklopujících člověka (Zátiší Tonca, 1981, Pocta Papinovi, 1981). Inspirativním východiskem byly fotografie. V hyperrealistické věrnosti zobrazení povrchu věcí se nejednalo pouze o estetický fenomén, ale také o autorovo poměřování s jinými malíři. Theodor Pištěk se s odstupem času vzepřel zařazení mezi fotorealisty a sám svůj program označil jako „Nový romantismus“. Nepřál si, aby divák v jeho obrazech hledal jen verismus, ilusivnost a perfekci, ale chce proti modernímu kultu ošklivosti a beznaděje postavit „novou profesionalitu“, která prostřednictvím dokonalé malby usiluje o navození atmosféry, připomenutí prožitého okamžiku nebo příběhu, o němž už začínáme pochybovat zda se stal.

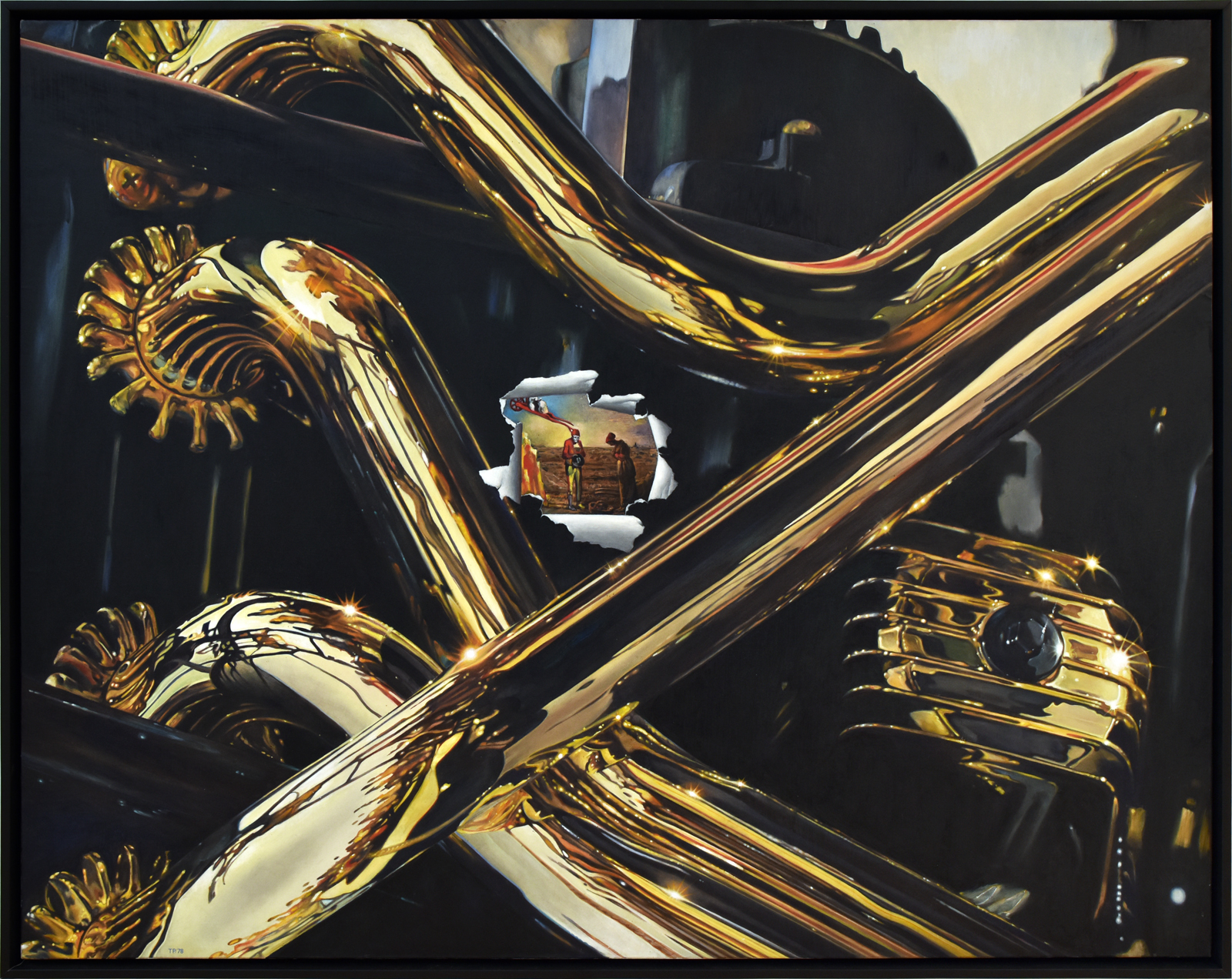
Angelus, 1978
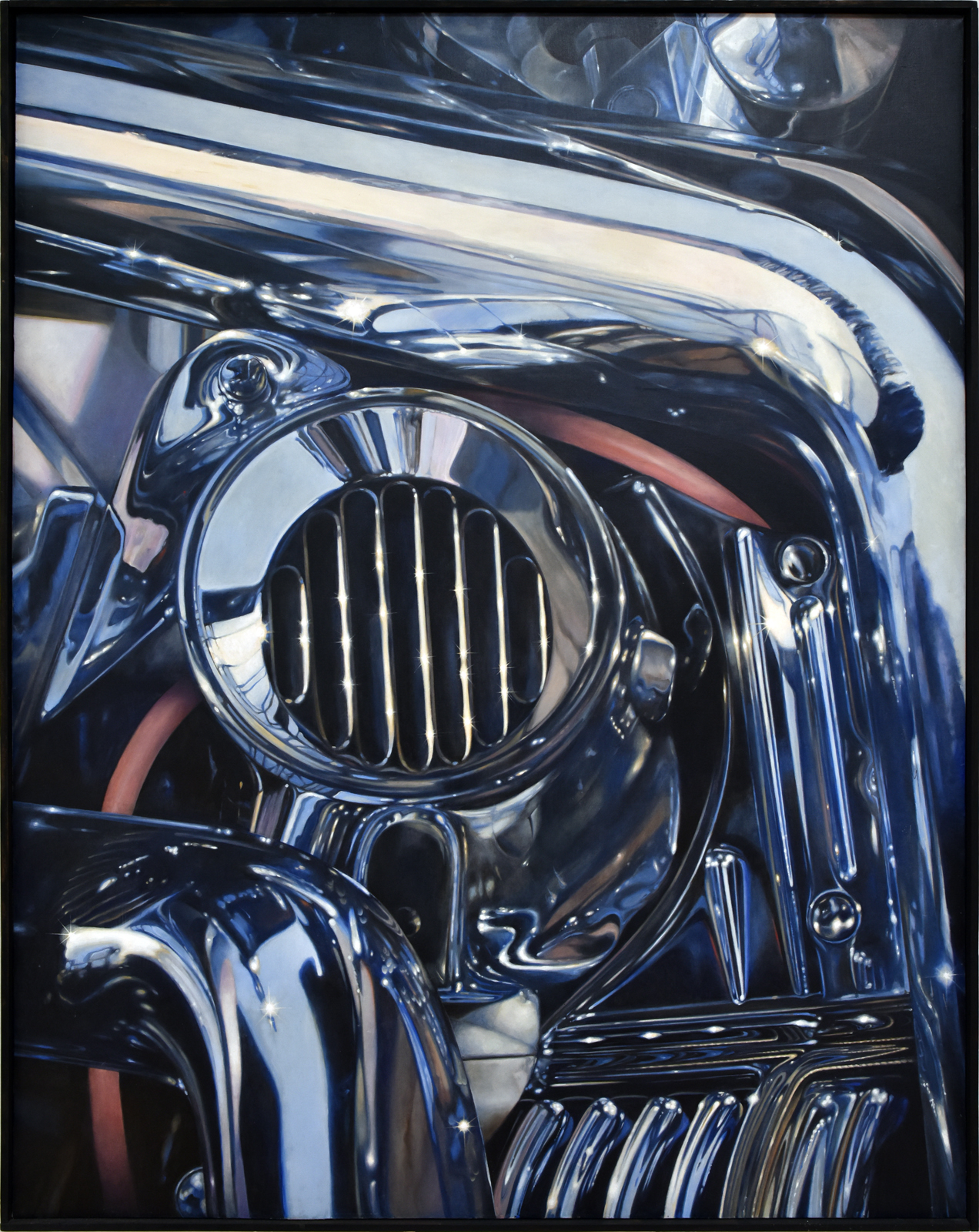
Vášeň 2, 1978
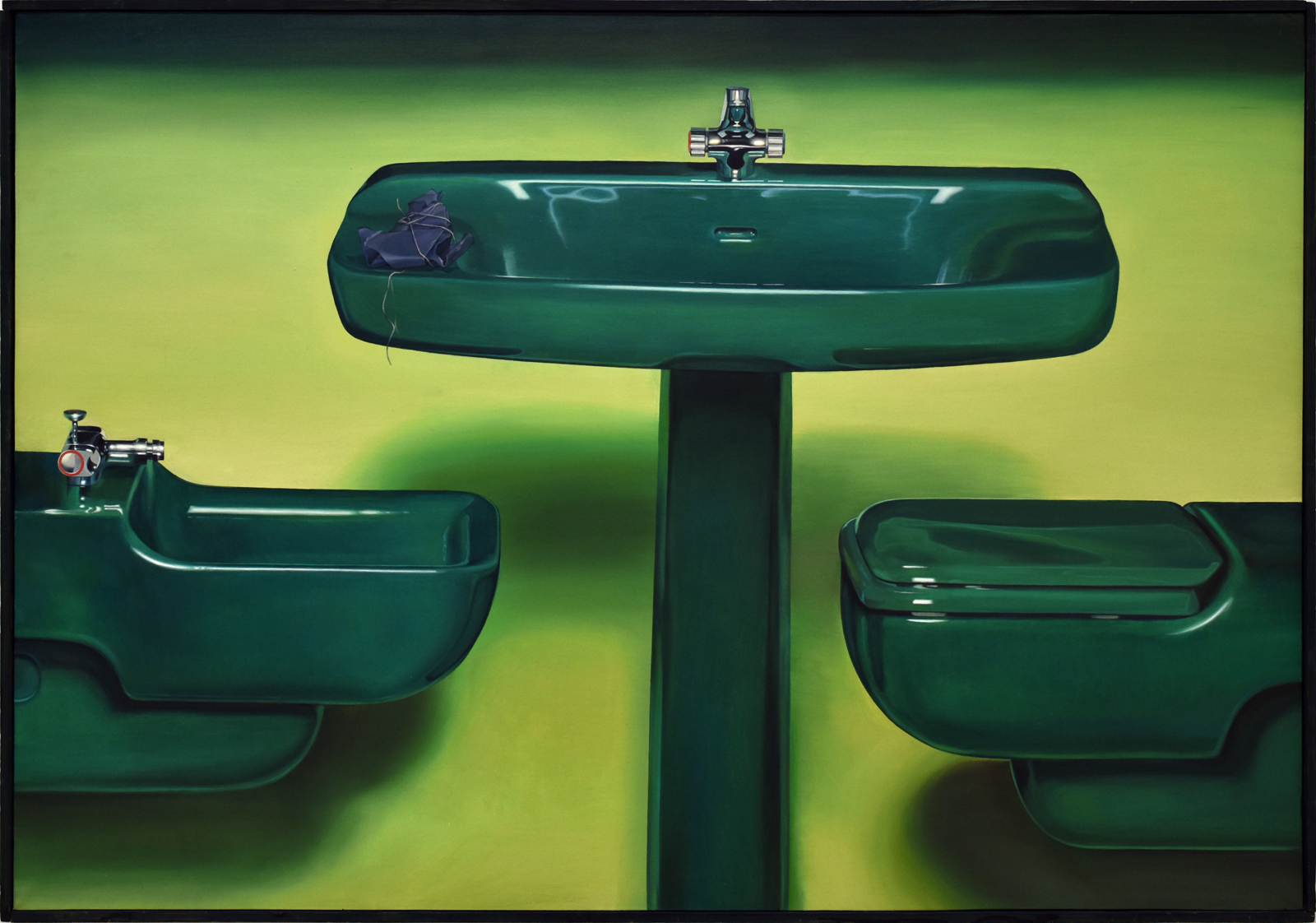
Zátiší Tonca, 1981, GMU Hradec Králové
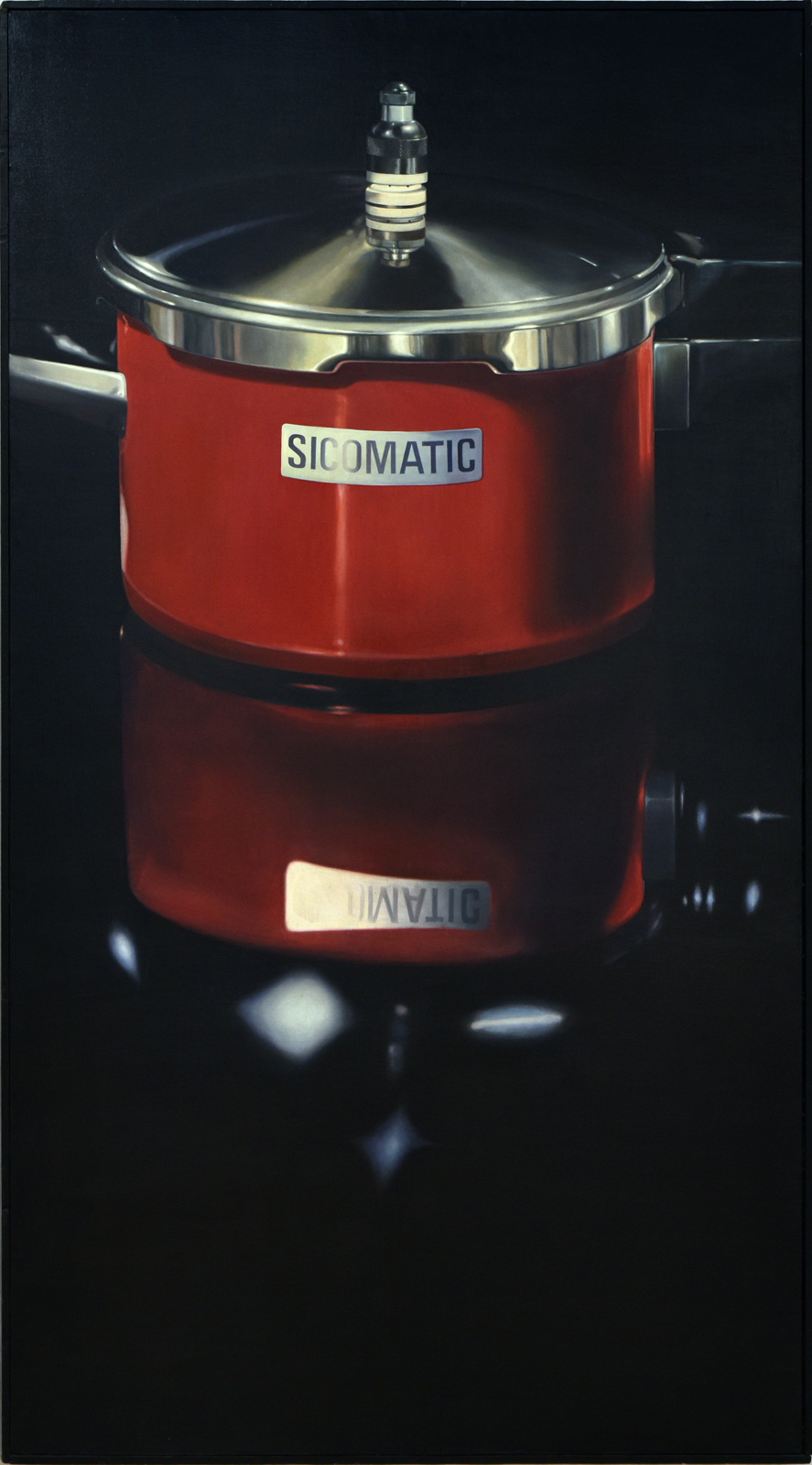
Pocta Papinovi, 1981, GU Karlovy Vary
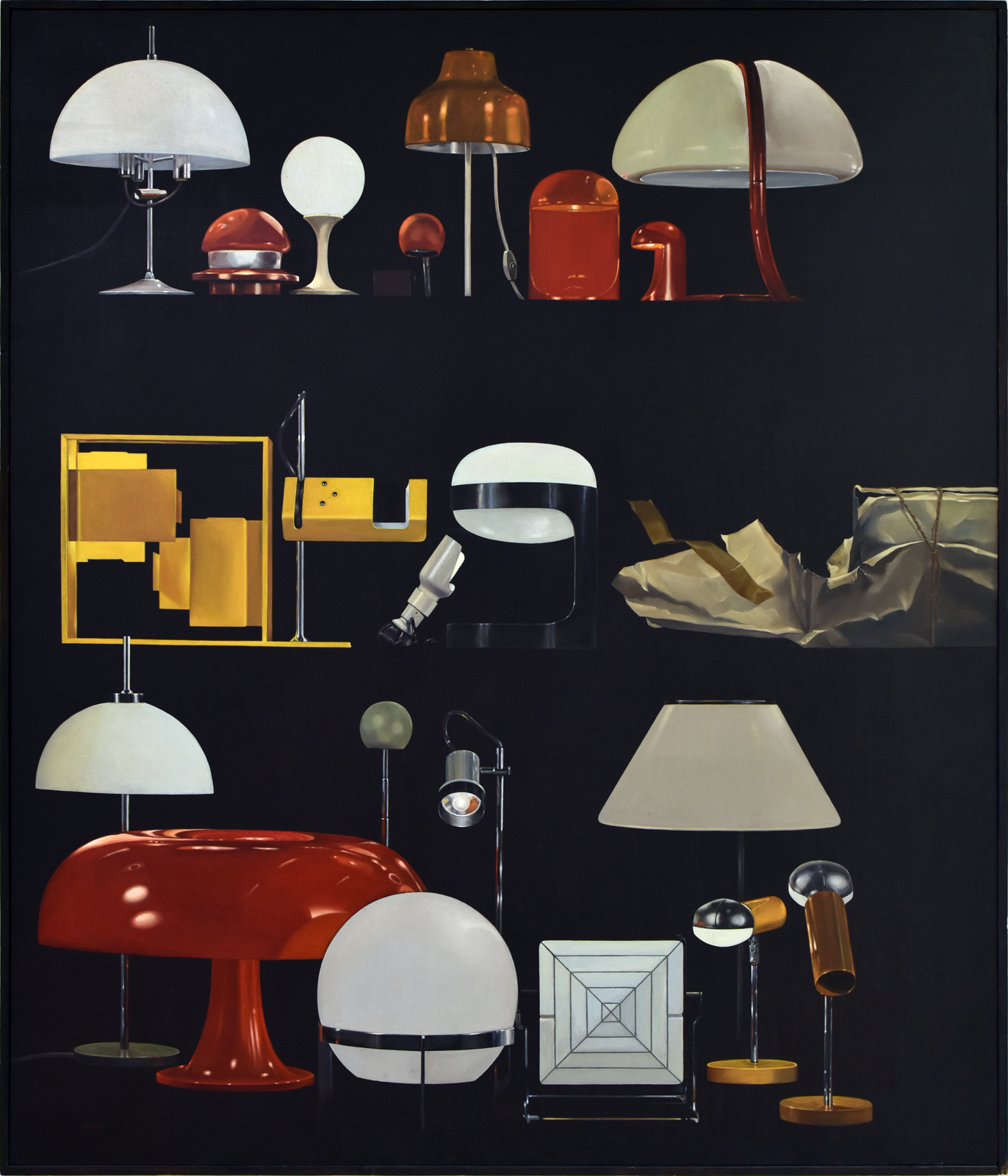
Zátiší s lampami, 1987

Obrazy z této periody, v nichž je pozorovatel od bezprostředního smyslového okouzlení veden k hledání tajemství skrytého za obrazem, přinesly do českého moderního umění nové impulsy. Jsou ovlivněny filmovým prostředím ve kterém se autor pohyboval a stejně jako filmové kulisy vytvářejí fiktivní prostředí. Prolínají se v nich různé dějové roviny bez vzájemné souvislosti (Cena elegance, 1973–1974, Krajina s Hondou, 1977) a iluze reality je neustále zpochybňována malířovými zásahy. Minuciózní a technicky perfektní iluzivní malba slouží k ošálení smyslů diváka. Plátno, zdánlivě rozřezané, je ve skutečnosti neporušené (Ecce homo, 1983), koláž z nalepených fotografií a lístků připíchnutých napínáčky je jen fikce v ploše malby (Portrét přítele, 1976, Midget, 1977, Den D, hodina H, 1980). V obrazech jsou odkazy na jiné autory (Dalí v obrazu Autoportrét, Millet v obrazu Angelus) i zcela osobní vzkazy, jako digitální číslice značící datum malířova narození v iluzivní hříčce se zdánlivě roztrženým plátnem, vytvořené k padesátinám (Z mého života, 1982).

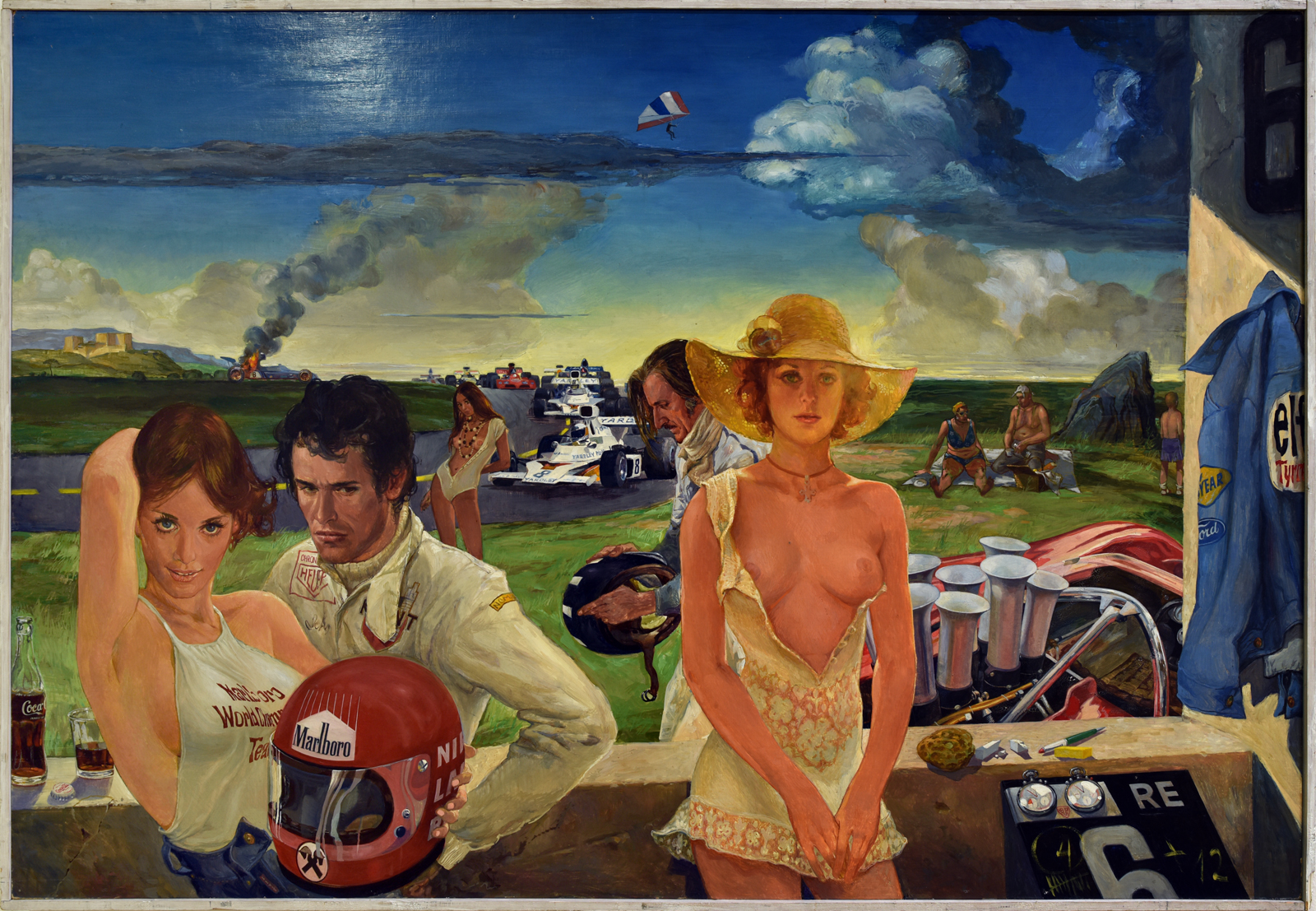
Velká krajina, 1976, AJG Hluboká
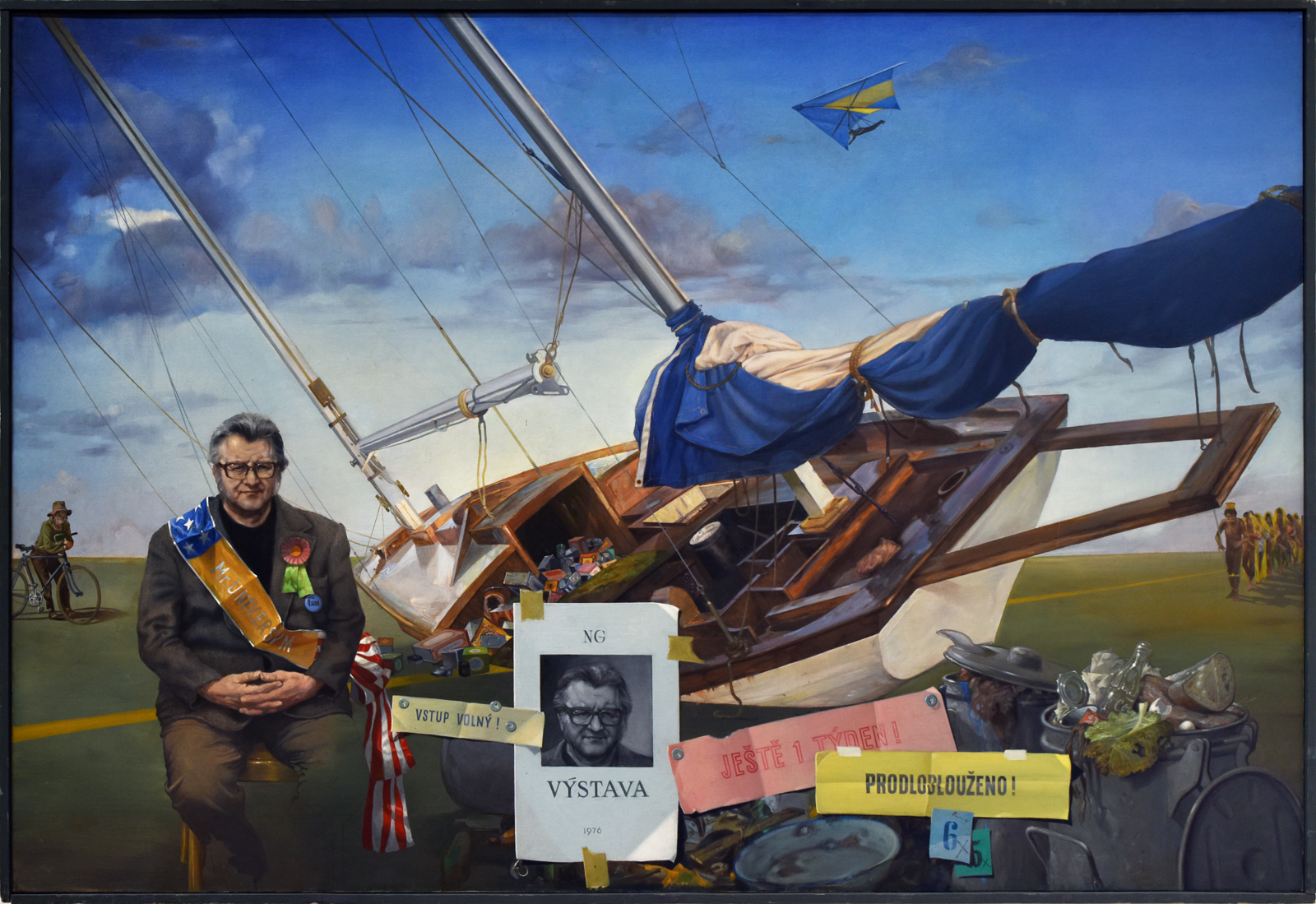
Portrét přítele, 1976, AJG Hluboká
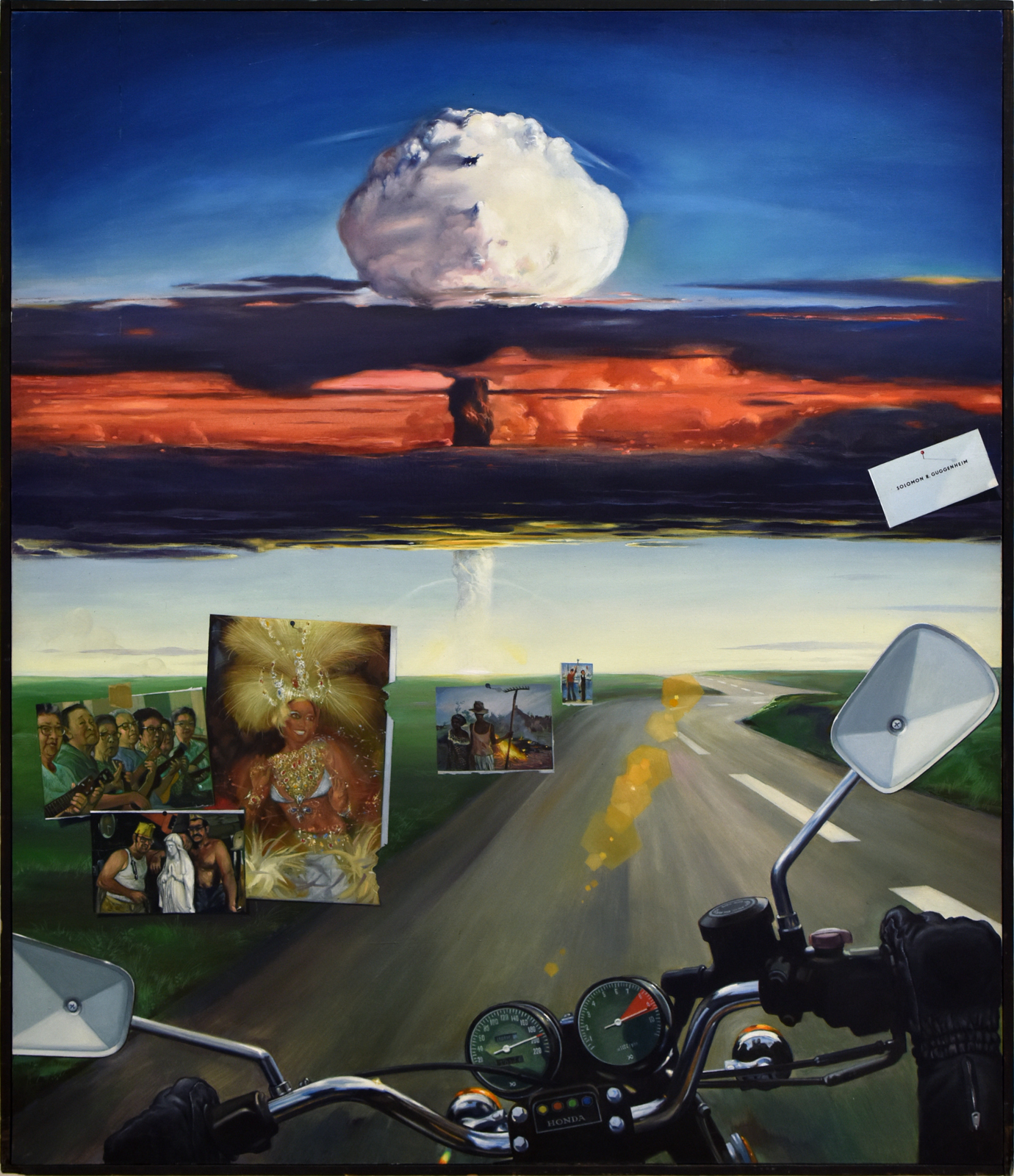
Krajina s Hondou, 1977, AJG Hluboká
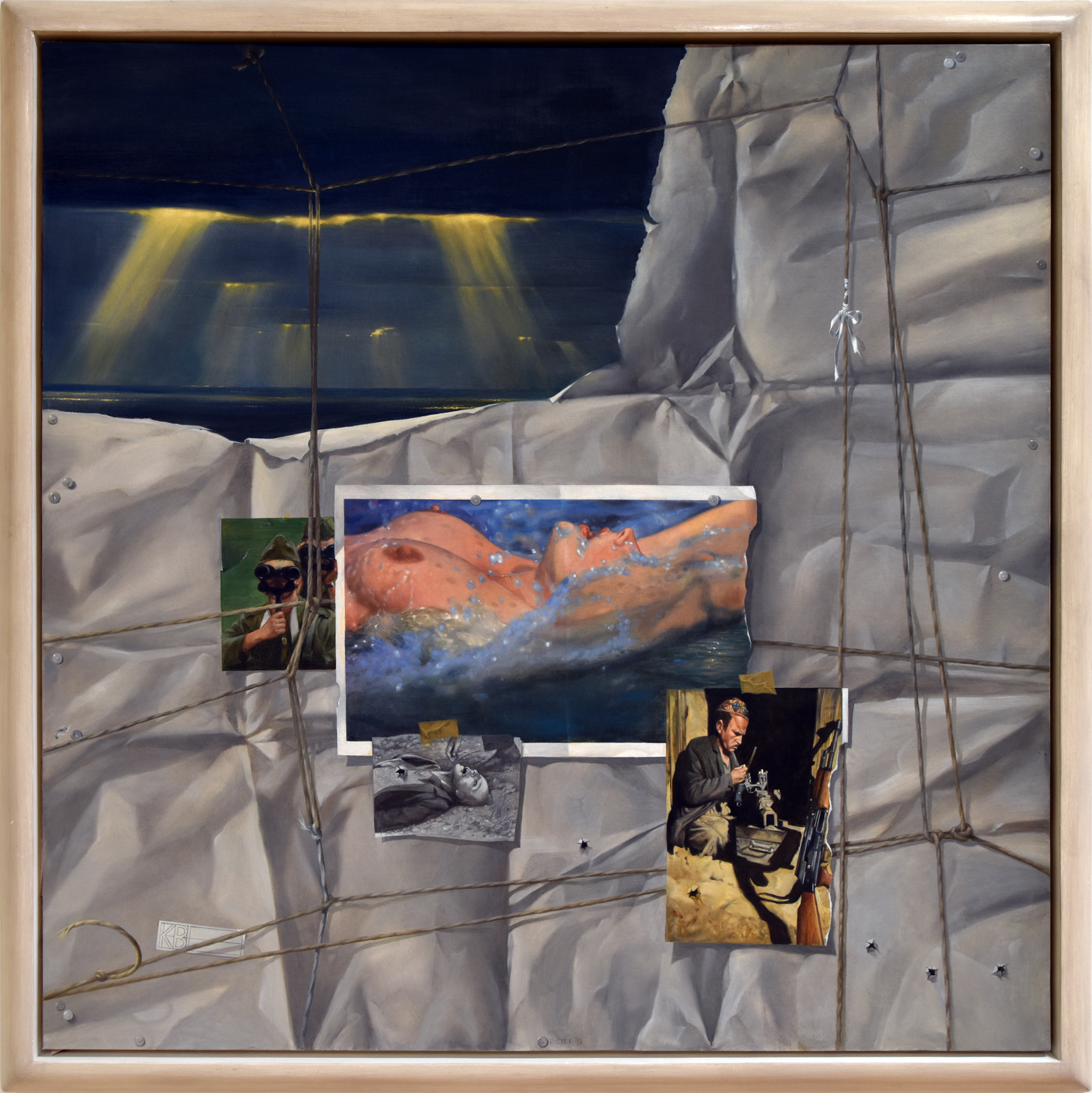
Ze života, 1977
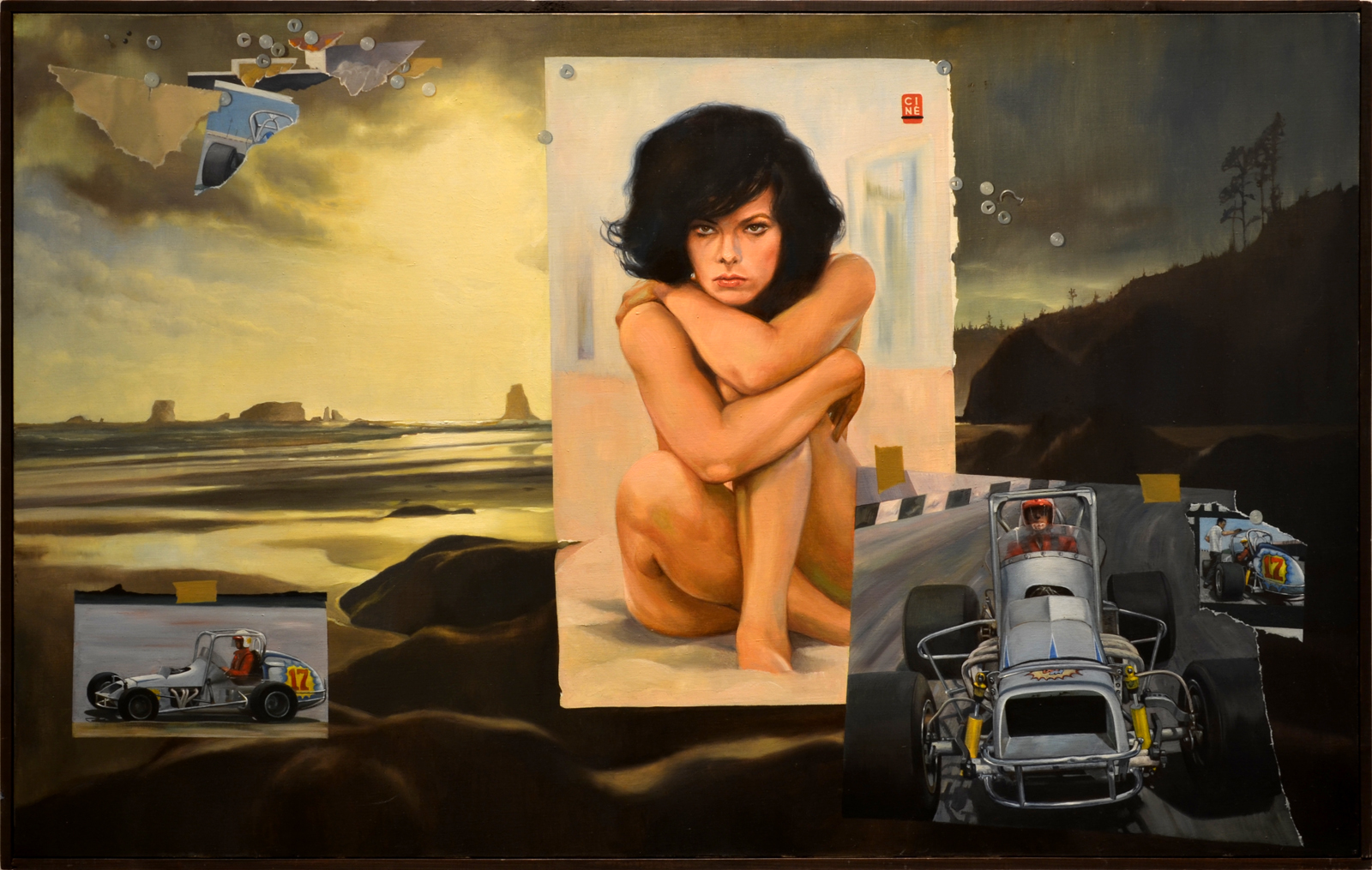
Midget, 1977

Pištěk se opakovaně vrací k biblickým námětům. Jeho Josef je venkovský chlapík v montérkách, který sedí na fošně a balí si cigaretu. Výsek tesařské dílny s Josefem je jako potrhaný plakát zdánlivě přilepen na druhém plánu obrazu se sportovním autem, kam se z něj vysypalo několik tesařských hřebíků. Obraz auta je také v rohu utržen aby bylo vidět pozadí s modrou oblohou a mráčkem (Josef N, 1978). V obrazu Ecce homo (1983) je moderní parafrází na téma Bolestného Krista postava automobilového závodníka v kukle – kříž nahrazuje do prostoru expandující rozložený motor auta v pozadí, Kristovy rány symbolizují iluzivně namalované řezy na závodníkových rukou, na Kristovo mučení odkazuje zdánlivě rozřezané plátno. Cyklus obrazů Poslední večeře (1983), kde opuštěný prázdný stůl stojí před oknem s výhledem do pusté krajiny, opakuje v několika variacích další autorovo téma – mrtvý a prázdný prostor bez lidí, který vytváří napětí odkazem na známý příběh, ke kterému již nelze nic přidat.

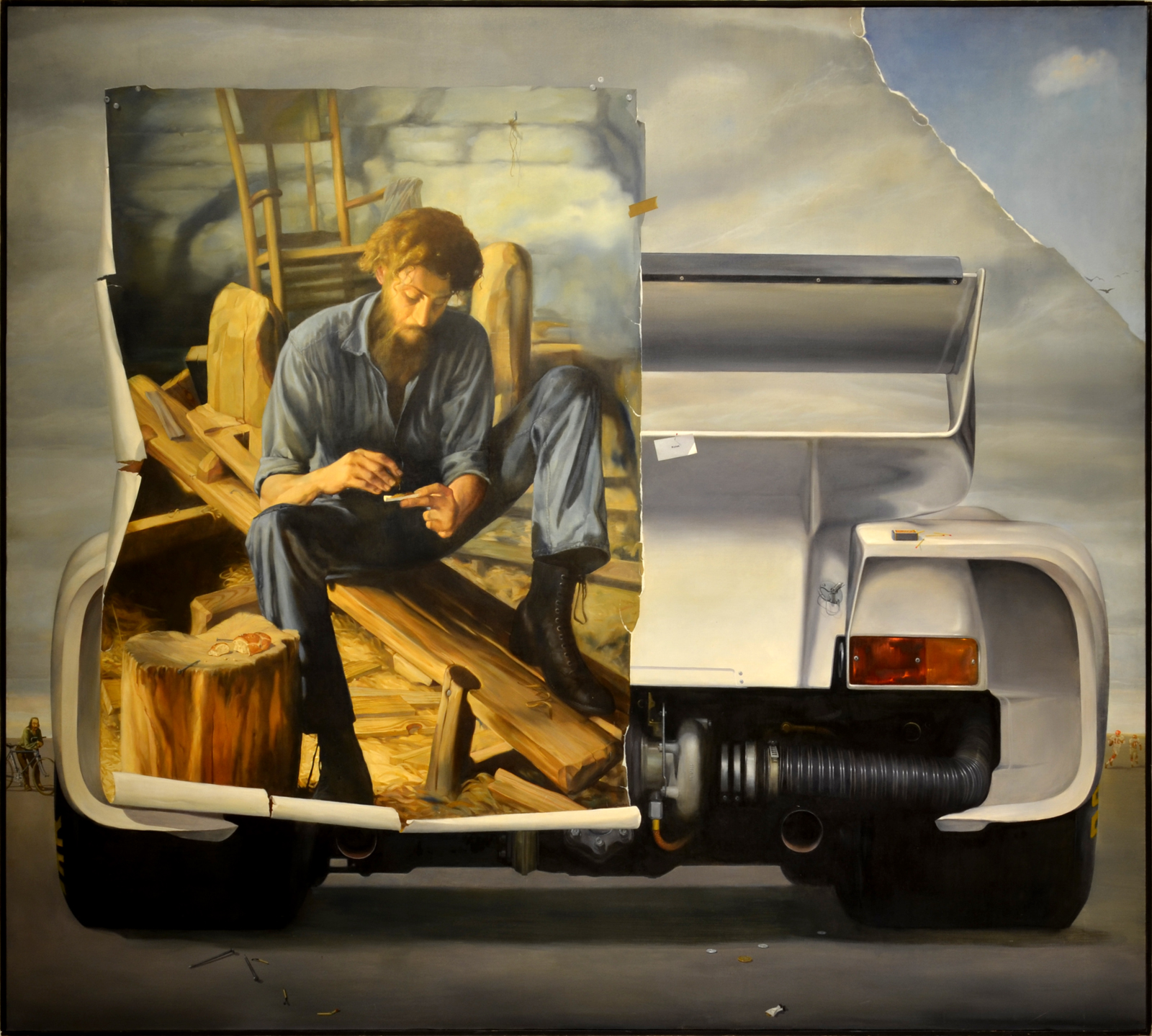
Josef N., 1978
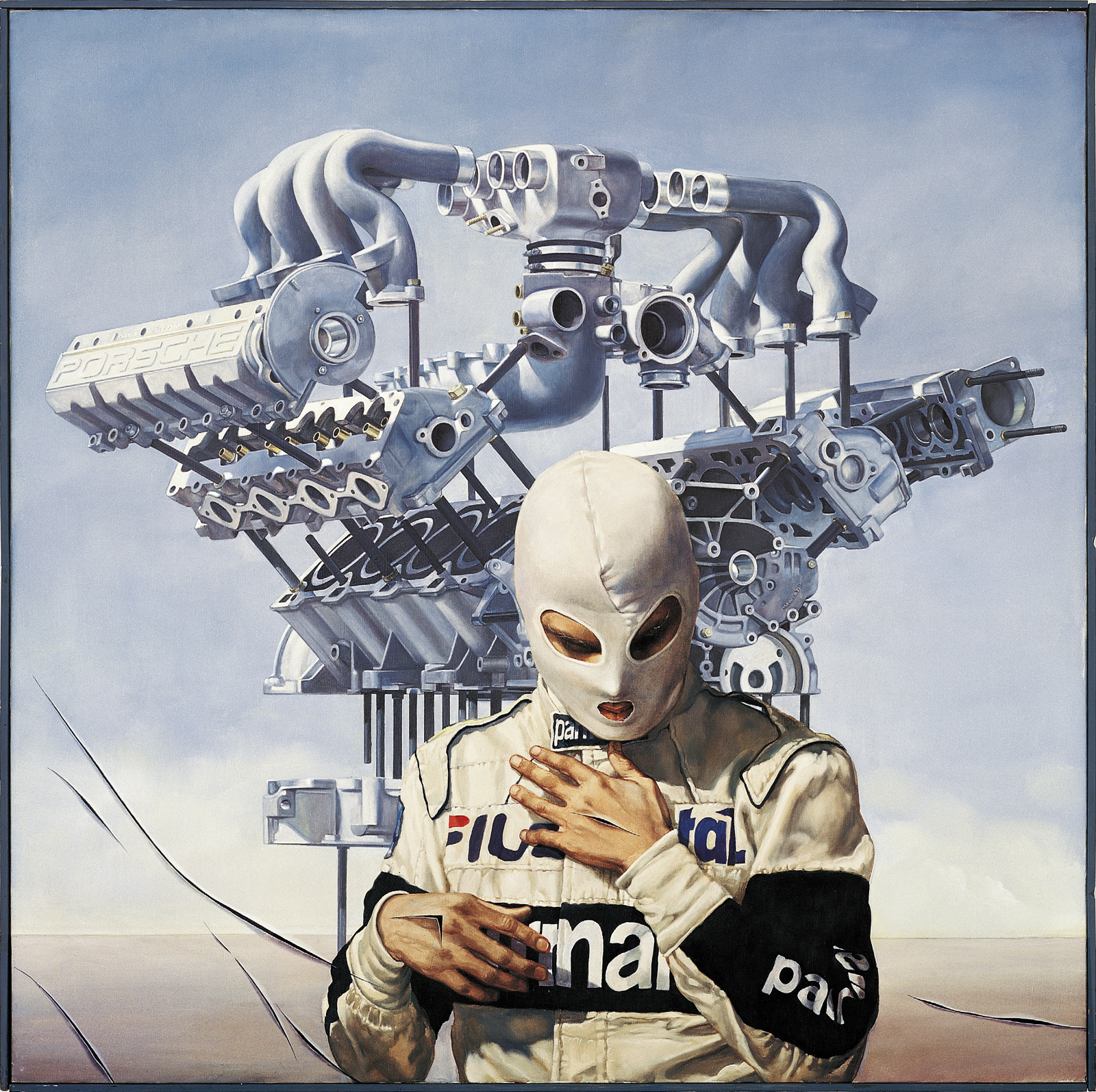
Ecce Homo, 1983
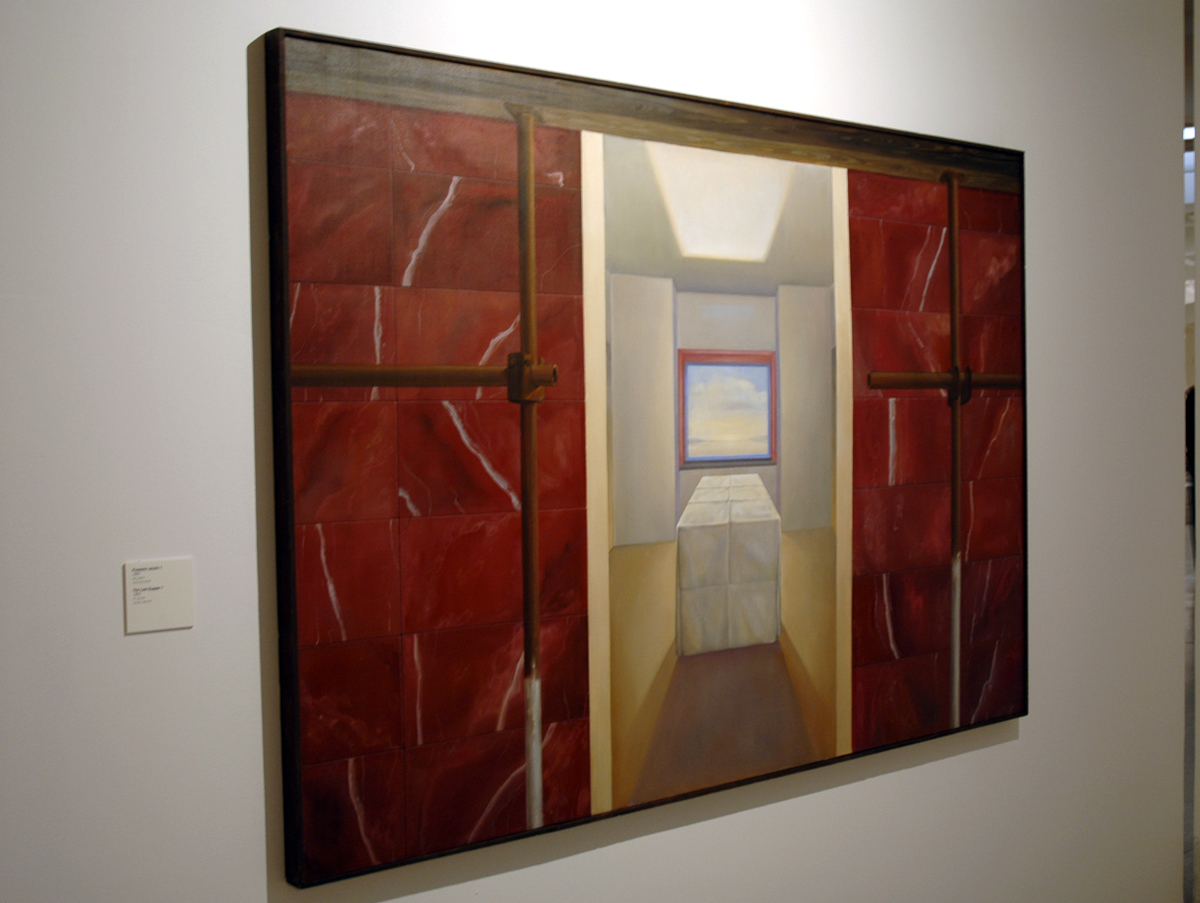
Theodor Pištěk, instalace NG Praha, 2012
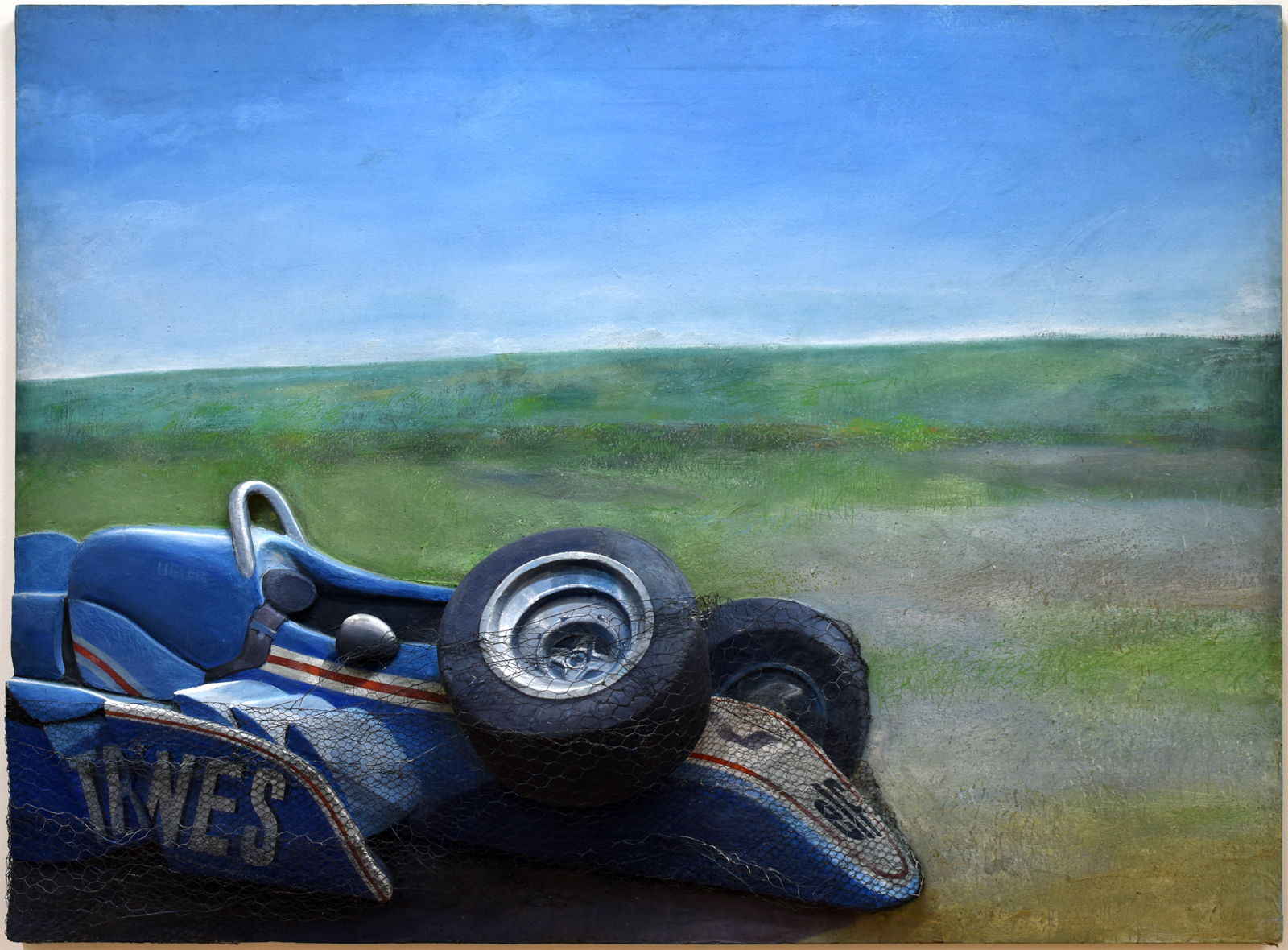
Tichá krajina, 1984, Národní galerie v Praze
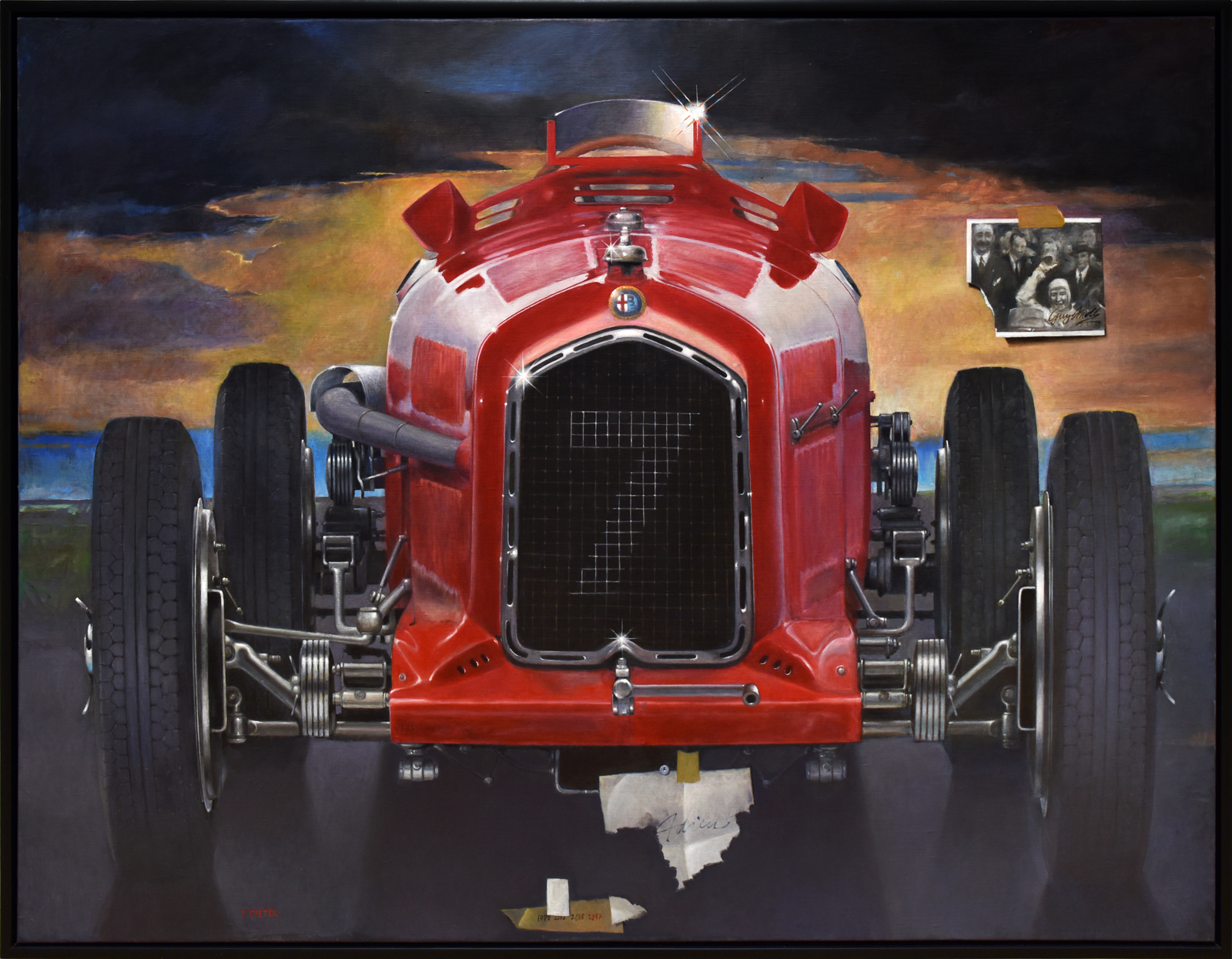
Adieu, Guy Moll (1992-2017)

Pištěkova koncepční instalace sakrálních prvků ve Schwarzenberské jízdárně na Hluboké měla dramatickou gradaci i velkorysost a v rámci postmoderní skepse nabídla aktualizaci psychologické hodnoty kolektivně platných mýtů. Na oltář, stojící v popředí a nazvaný Pocta Böcklinovu obrazu „Kentaur pozorující rybku“, položil lžíci bagru, nakloněnou nad rybkou ve skleněné kouli. V čele jízdárny instalovaný oltářní obraz s iluzivní barokně laděnou krajinou narušil plošný ostře barevný průnik geometrických ploch, citující amerického postmodernistu Franka Stellu. Před ním stojící obří pyramida s hromadou civilizačního odpadu byla označena jako Schránka na ostatky. Postranní oltáře, skryté v labyrintu, zobrazovaly Ukřižování jako zavěšenou kostru závodního monopostu a Navštívení sestavené ze staré benzinové pumpy a s dveřmi auta jako andělskými křídly. Podle Jiřího Šetlíka je autorův subjektivní výklad chorobného světa poselstvím, které demaskuje víru v modly konzumního způsobu života.
Pištěkovy trojrozměrné objekty na výstavě v Městské knihovně (1999) pracovaly s kontrastem obrazu a zvuku. Vedle Zahrady, s pavilonem sestaveným z obřích kostek dětské stavebnice a obklopeným lesem zavěšených tyčí, které chrání jeho intimitu a ševelící zvuky nezřetelných rozhovorů, postavil Les jako prosklenou pyramidu naplněnou úlomky dřeva a odpadky z divoké skládky, doplněnou romantickými obrazy lesních zátiší, ale s průvodním řevem motorových pil a praskotem padajících stromů. Jiné objekty souvisejí s prací pro film nebo jsou ozvěnou Pištěkovy kariéry automobilového závodníka. Ve vstupu na svou retrospektivní výstavu v Národní galerii instaloval labyrint Město a za ním velkou skleněnou krychli s hromadou filmových kostýmů. Centrálnímu prostoru výstavy dominoval kompletní závodní monopost. Koncepční dioráma Konec lesa je arteficiálním lesem zavěšených umělohmotných tyčí, za kterým návštěvník může pozorovat filmovou iluzi malované krajiny pokrývající celou stěnu (Veletržní palác, Národní galerie v Praze, 2012). Důvodem k vystoupení z plochy obrazu do třírozměrného prostoru je program, který Pištěk v úvodu ke svému katalogu označil jako „Nový romantismus“.
Architektury, které připomínají filmové kulisy, se v Pištěkových obrazech objevují od přelomu 80. a 90. let (Variace na dané téma 1–3, 1989) V polovině 90. let se Theodor Pištěk vrátil ke geometrické abstrakci v malbách prázdných schematizovaných architektur, kde pracuje s různými druhy falešné perspektivy nebo světelného režimu (Variace 1–6, 1995–1996, Stavba 1,2, 1995, Dolů 1,2, 1996, Sloup, 1997). Vyvolanou iluzi ve dvou dimenzích násobí a zároveň popírá šalebným dojmem hmatatelného objemu, který vystupuje z plochy a zároveň vede liniemi do hloubky obrazu, kde překvapivě ztrácí stín a z konkrétnosti se promění v abstraktum. „Moje práce se pohybuje ve spirálách, začíná vždy v detailech a pozvolna se od nich oprošťuje. Obraz se vyprazdňuje a zjednodušuje až na minimum.“

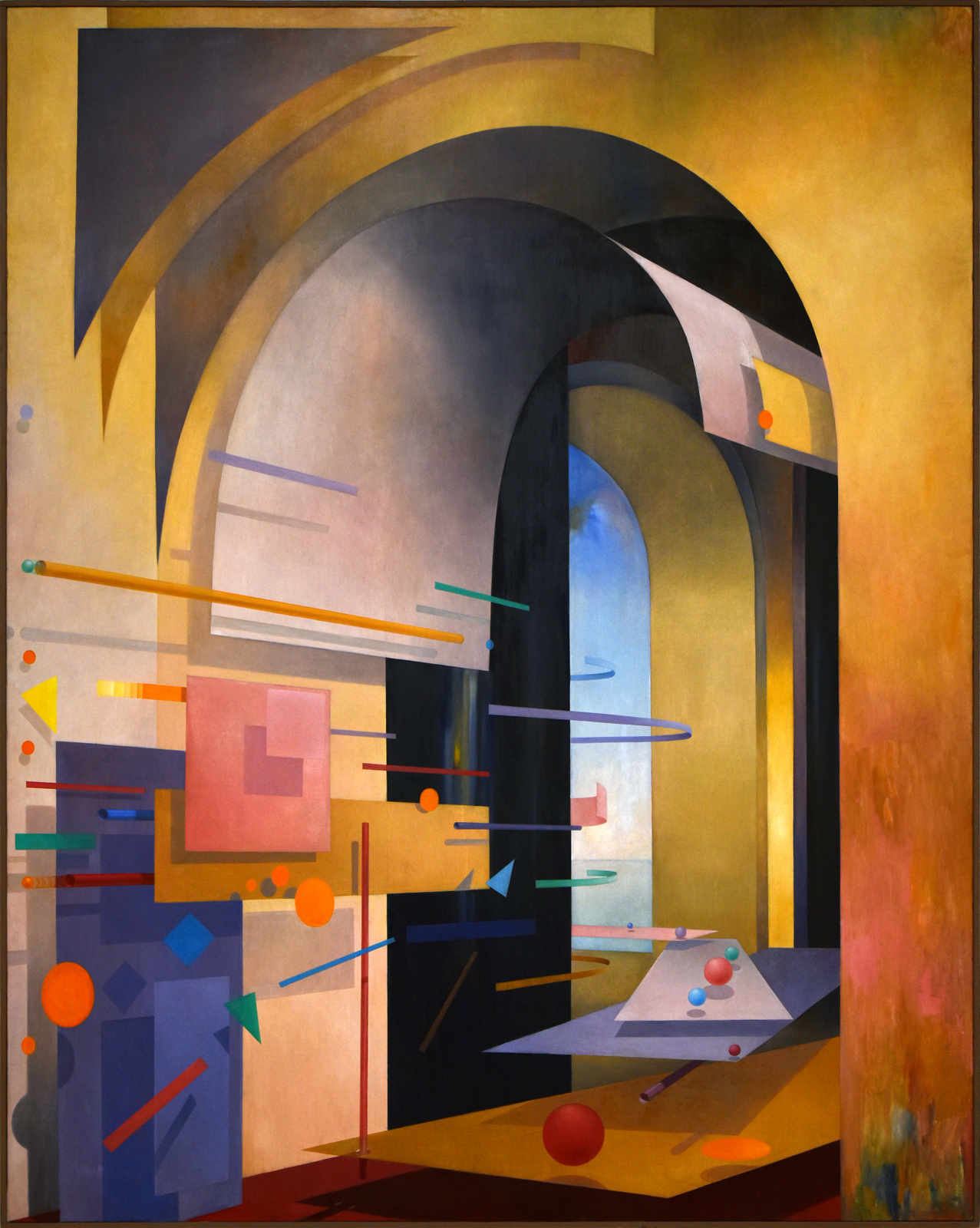
Večírek u Plečnika, 1992–1993
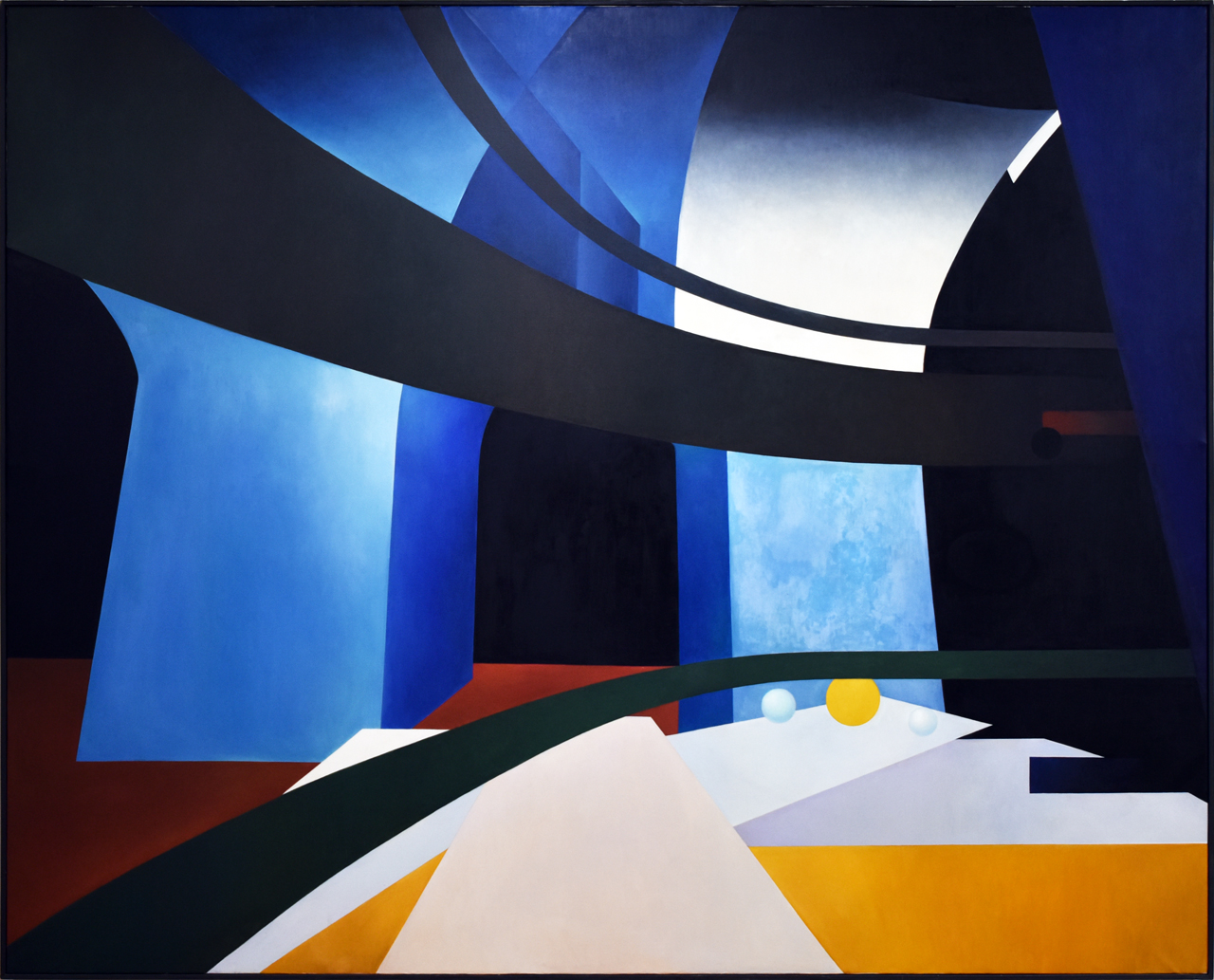
Variace č. 1, 1995
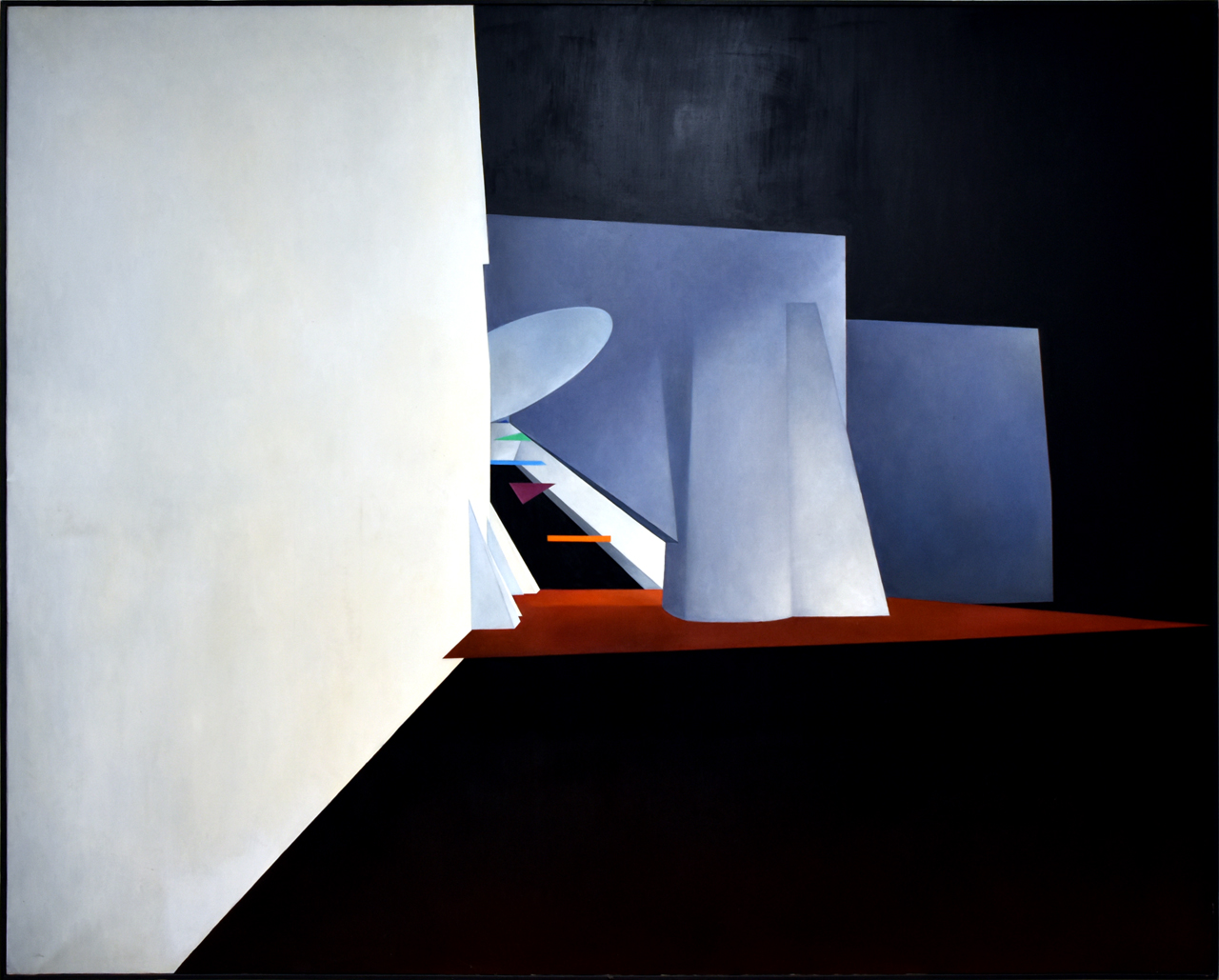
Stavba č. 1, 1995
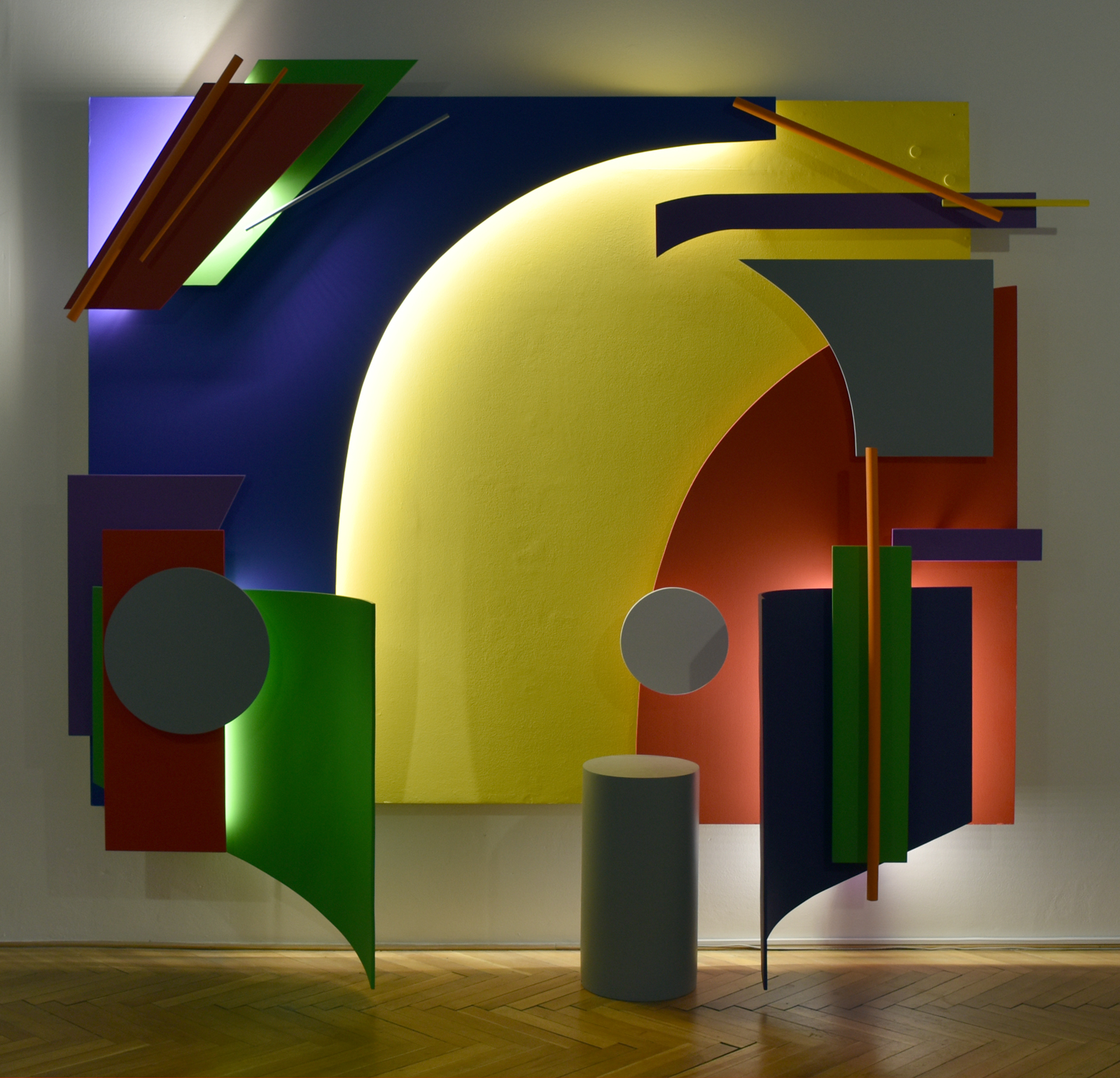
Pro Karolinku, 1997-2019

Kontemplativní Rozmluvy s Hawkingem (2005–2006) jsou křehké geometrické konstrukce vymezující výseky černého prostoru, který je protkán kótami a značkami naznačujícími směr pohybu nebeských těles.

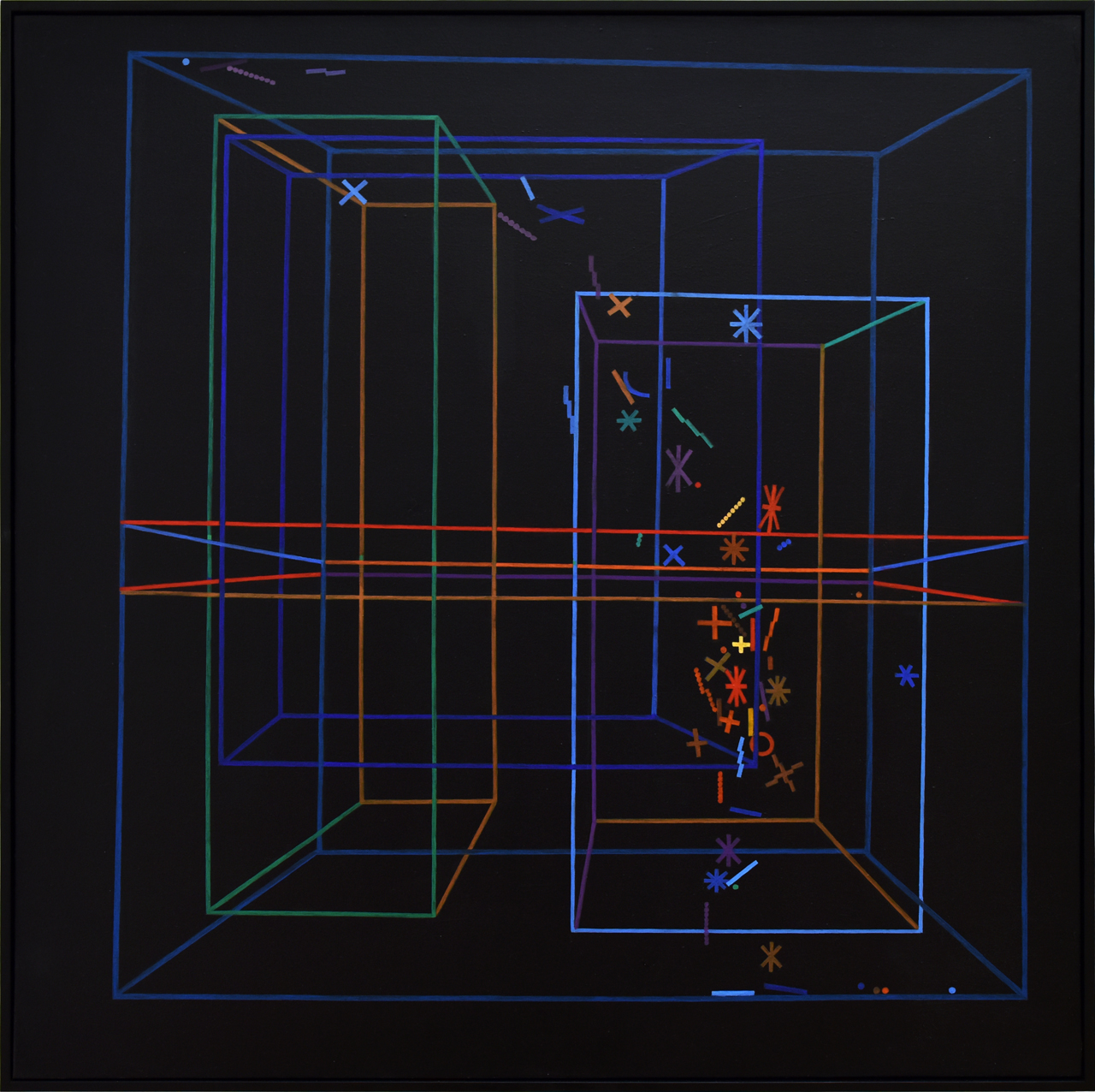
Rozmluva s Hawkingem 1b, 2005-2006
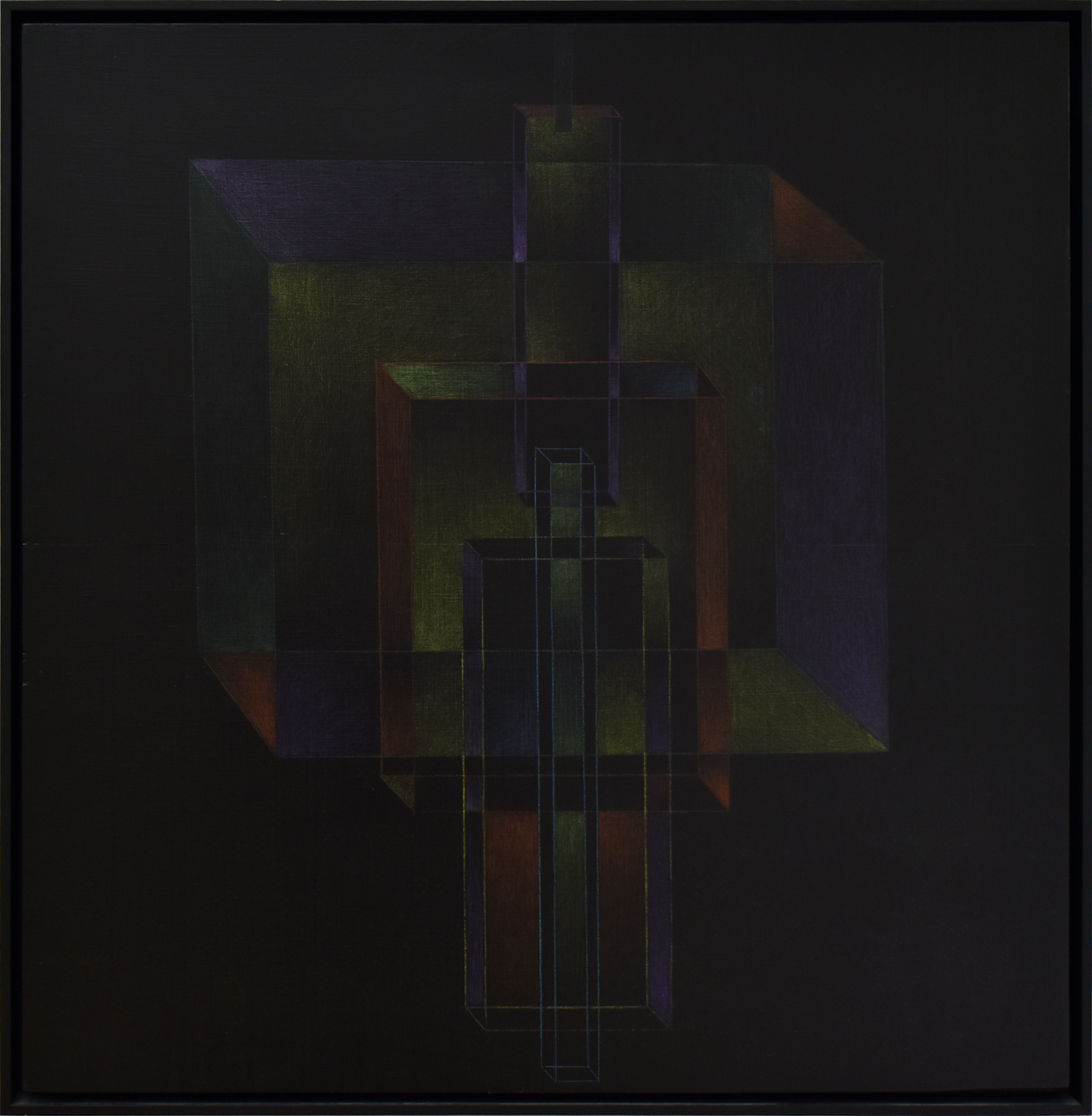
Rozmluva s Hawkingem, 2012
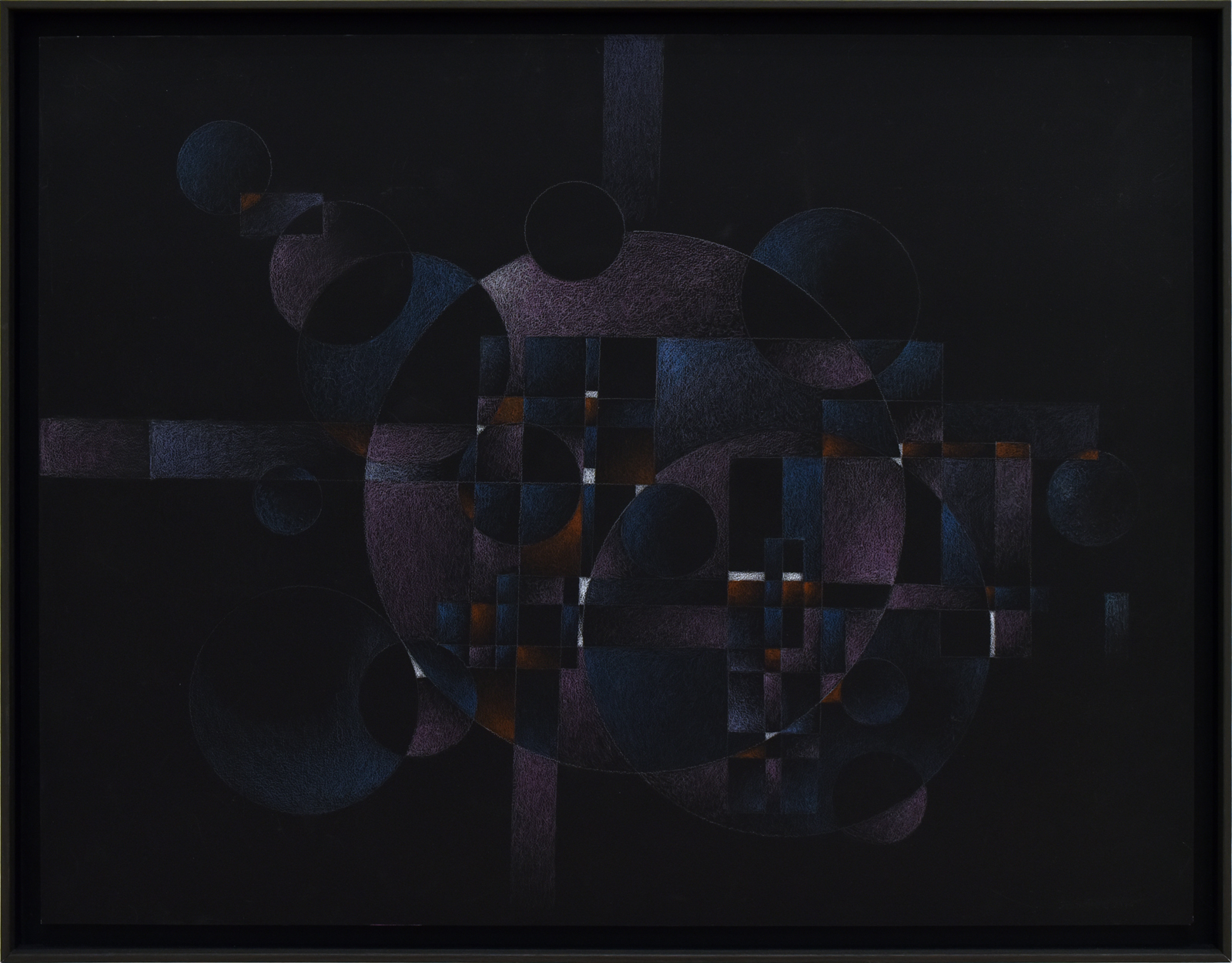
Rozmluva s Hawkingem II, 2017
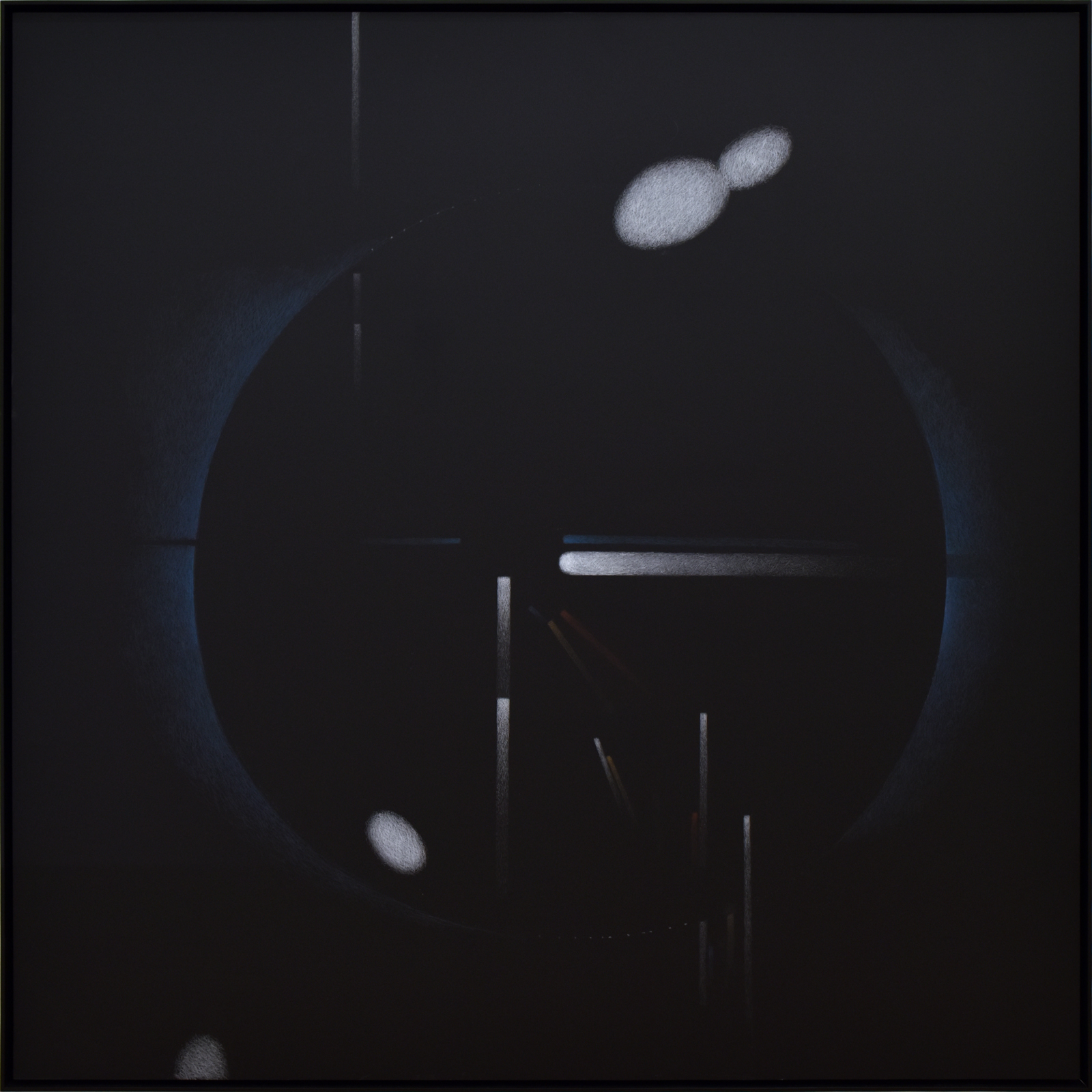
Rozmluva s Hawkingem, 2018
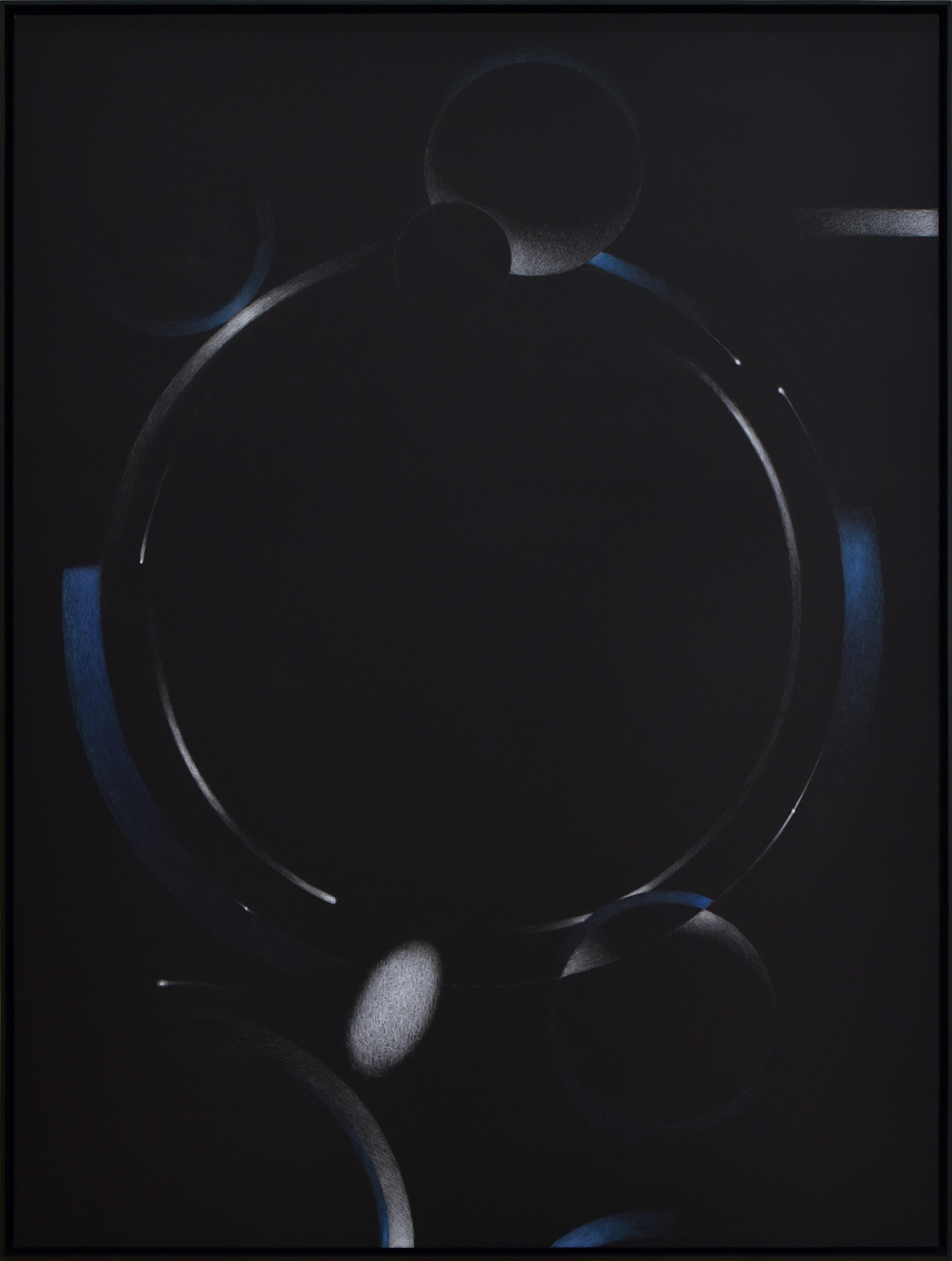
Rozmluva s Hawkingem III, 2019

Vedle práce pro film, kde Theodor Pištěk dosáhl nejvyšších poct, je vysoce ceněno i jeho malířské dílo. Obraz Na návštěvě u Harrachů (1979) se roku 2013 prodal v aukci za 3 240 000 korun, obraz Racek letící do snu (1984) byl roku 2016 vydražen v aukci za 2 900 000 Kč

### Objekty

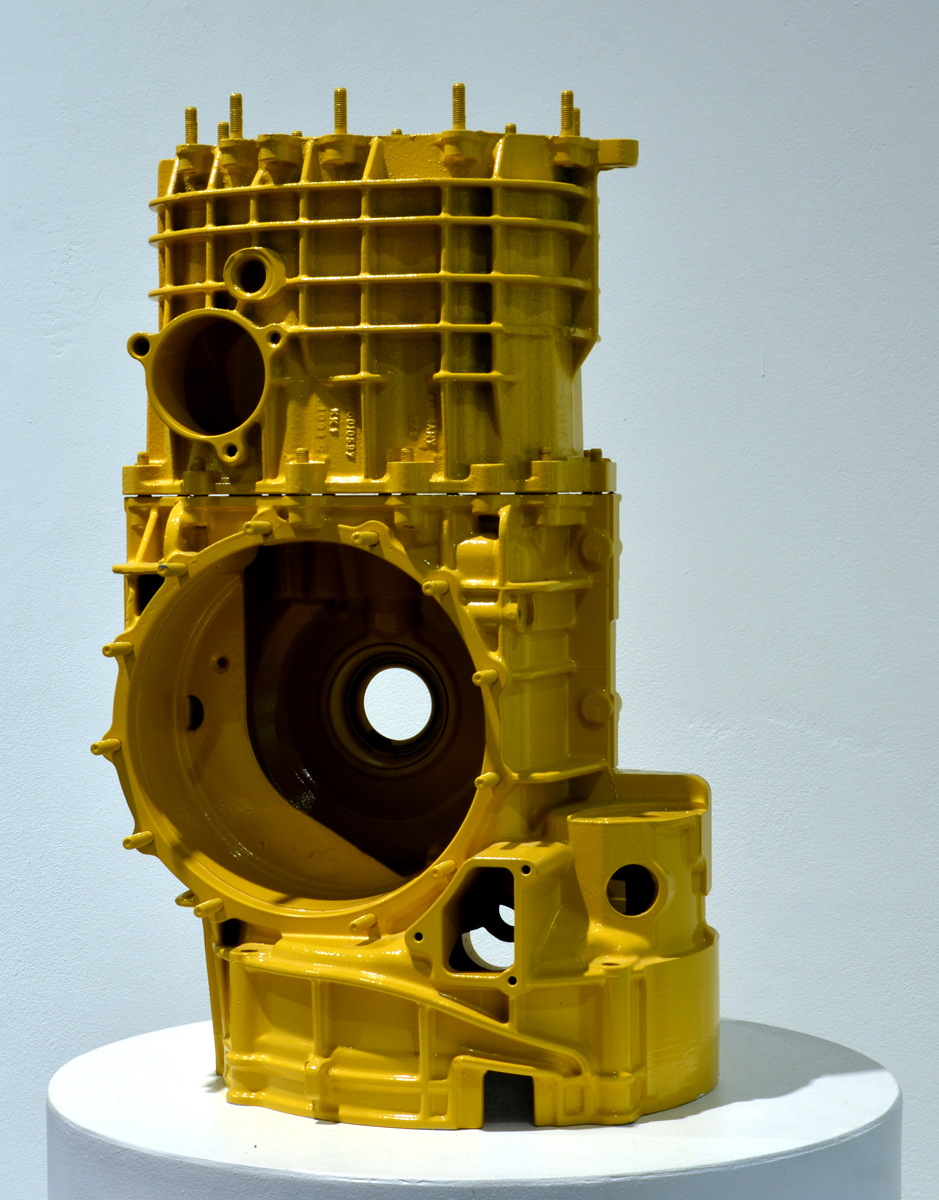
Bart Simpson, 2003
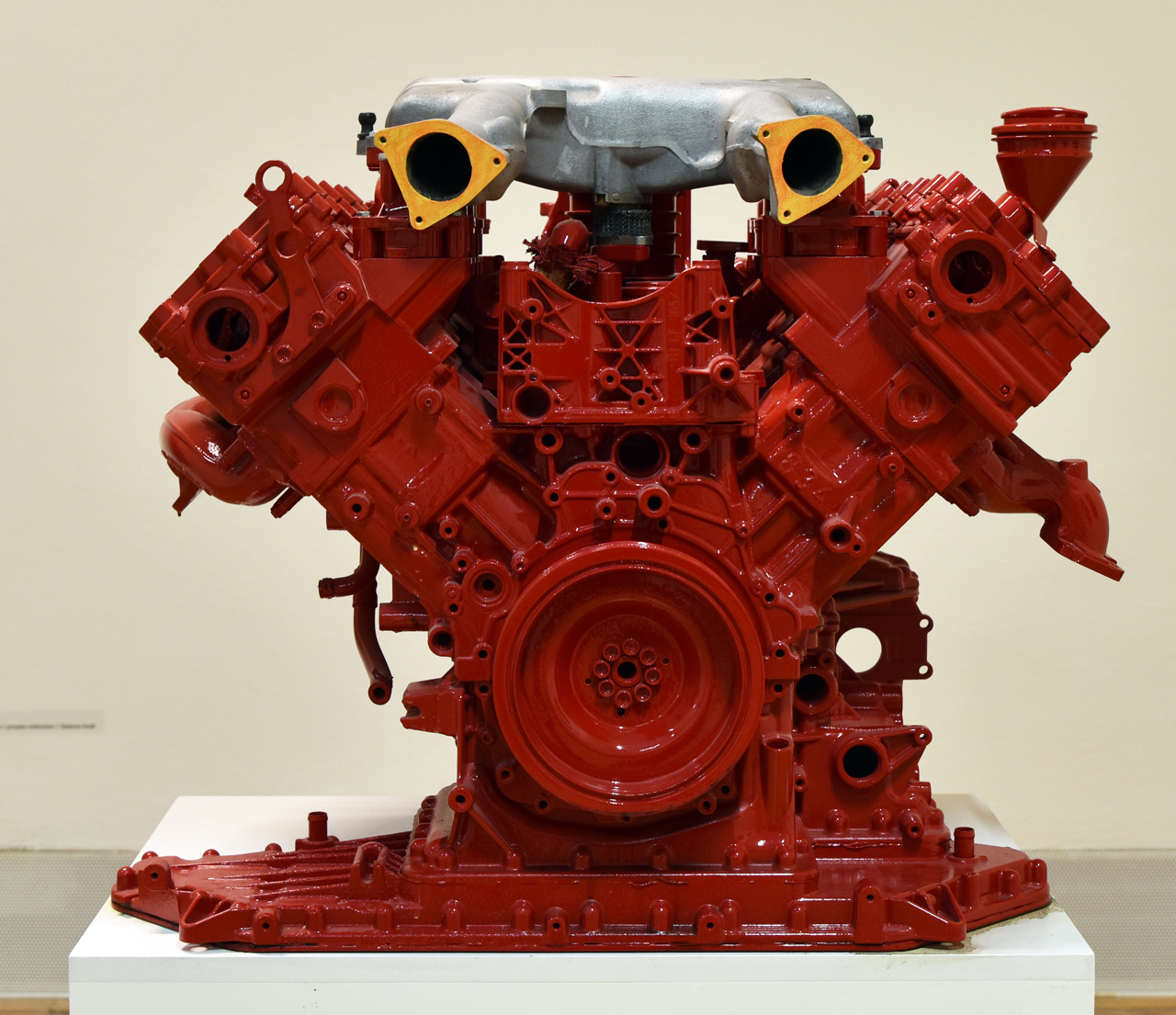
Červená hlava, 2019
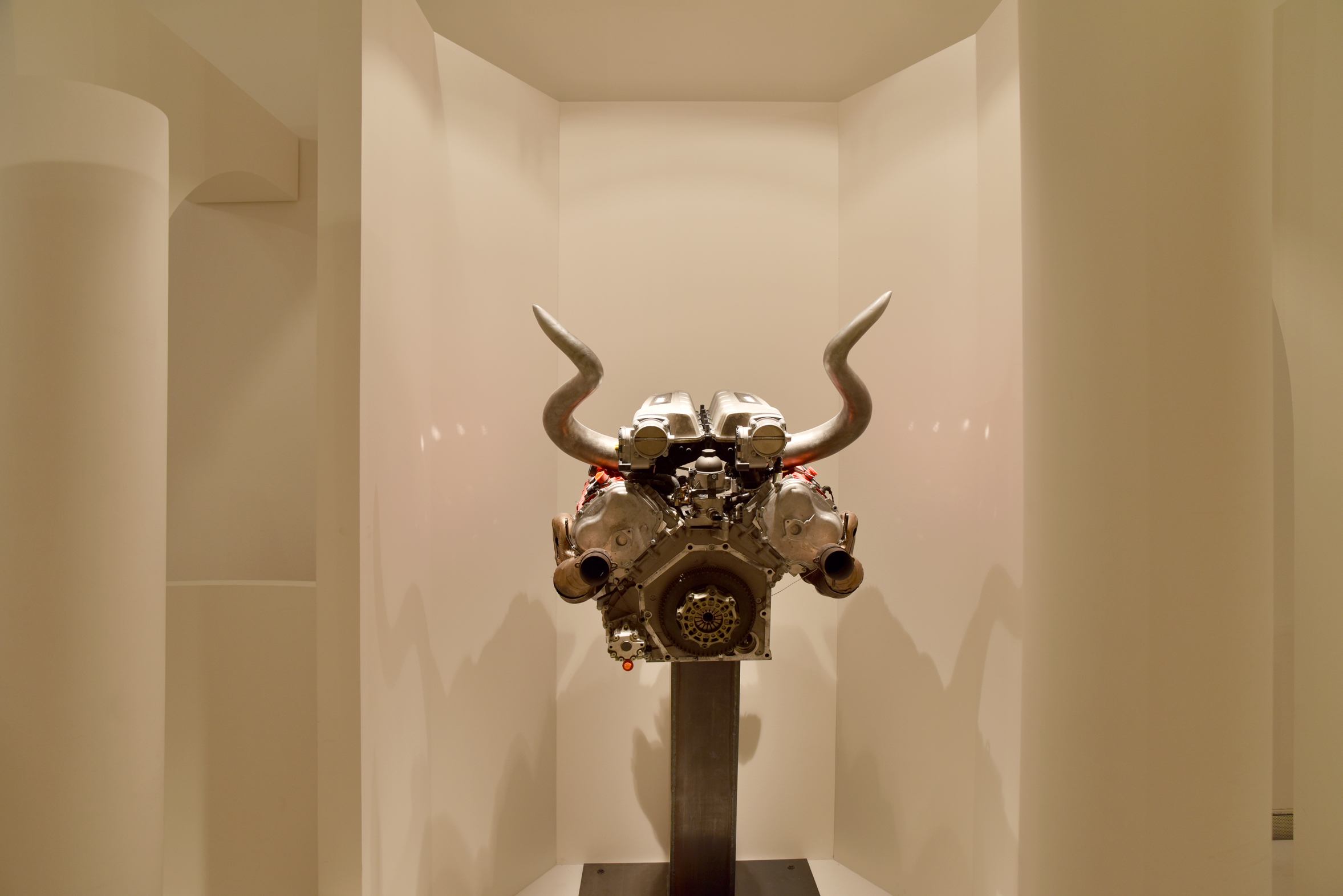
Mínotaurus, 2019

### Zastoupení ve sbírkách
- Národní galerie v Praze
- Museum Kampa
- Alšova jihočeská galerie v Hluboké nad Vltavou
- Galerie hlavního města Prahy
- Galerie Zlatá husa
- Galerie Středočeského kraje v Kutné Hoře
- Galerie moderního umění v Hradci Králové
- Galerie Benedikta Rejta, Louny
- Galerie umění Karlovy Vary
- Oblastní galerie v Liberci
- Oblastní galerie Vysočiny, Jihlava
- Severočeská galerie výtvarného umění v Litoměřicích
- Státní židovské muzeum, Praha
- soukromé sbírky doma a v zahraničí

### Kostýmy a scénografie (výběr)
- 1959 Holubice (kostýmy, scény), režie František Vláčil
- 1967 Markéta Lazarová (kostýmy), režie František Vláčil
- 1967 Údolí včel (kostýmy), režie František Vláčil
- 1973 Tři oříšky pro Popelku (kostýmy), režie Václav Vorlíček
- 1982–1984 Amadeus, režie Miloš Forman
- 1989 Valmont, režie Miloš Forman
- 1990 uniformy, prapory a insignie Hradní stráže
- 1996 Lid versus Larry Flynt, režie Miloš Forman
- Další filmy: Podílel se celkem na 111 filmech a spolupracoval s mnoha českými (Oldřich Lipský, Jiří Menzel, Jiří Krejčík, Juraj Herz) i zahraničními režiséry (Janusz Majewski, Bob Hoskins, Jerzy Skolimowski).[25]
- Divadlo: Slečna Julie (1972), Divadlo na Zábradlí, režie Jiří Krejčík, Piková dáma (1972), Smetanovo divadlo, Don Giovanni (2006), Národní divadlo
- TV seriály: Arabela (1979), Pan Tau (1980), Návštěvníci (1982), Dune (1998, J. Harrison), Children of Dune (2000, F. Herbert)
- Muzikály (režie J. Bednárik): Dracula (1994), Rusalka (1998), Hrabě Monte Christo (1999)

### Samostatné výstavy (výběr)
- 1960 Filmový klub Praha
- 1978 Theodor Pištěk: obrazy a filmové kostýmy, Galerie Nová síň, Praha
- 1982 Theodor Pištěk: Obrazy, kresby, film, Galerie Václava Špály, Praha
- 1984 Galerie umění Karlovy Vary, Karlovy Vary (Karlovy Vary)
- 1985 Arnold and Porter Gallery a Henri Gallery, Washington
- 1986 Theodor Pištěk: kostýmní tvorba, Museum of Evansville, Indiana, obrazy, Down Town Gallery, Indianopolis
- 1987 Nicole Gallery (obrazy), Fifth Avenue Gallery (filmový design), New York
- 1988 Ústřední kulturní dům železničářů, Praha
- 1993 Theodor Pištěk, Schwarzenberská jízdárna, Hluboká nad Vltavou
- 1997/1998 Theodor Pištěk: Práce z let šedesátých až devadesátých / Exhibition of work 1960–1990, Městská knihovna, výstavní sály, Praha
- 2000 České centrum Kyjev, České centrum Berlín
- 2002 Pocta Theodoru Pištěkovi, výstava kostýmních návrhů, hrad Bítov
- 2003 Theodor Pištěk: Prostory 90' / The Spaces 90', Galerie Pecka, Praha
- 2006 Theodor Pištěk: Obrazy / Paintings, Galerie umění Karlovy Vary[26]
- 2006 Theodor Pištěk: Pod povrchem, Galerie Montanelli, Praha
- 2007/2008 3x Theodor Pištěk, Museum Kampa, Praha
- 2012 Theodor Pištěk: Kde budu žít příště, Galerie města Plzně
- 2012/2013 Theodor Pištěk: Ecce Homo, Národní galerie, Veletržní palác, Praha[27]
- 2013 White Gallery, Osík
- 2013 Galerie U Betlémské kaple, Praha[28]
- 2017 Galerie Zdeňka Sklenáře, Praha
- 2019/2020 Theodor Pištěk: Angelus, Dům umění města Brna

#### Výstava v Národní galerii v Praze (2012–13)

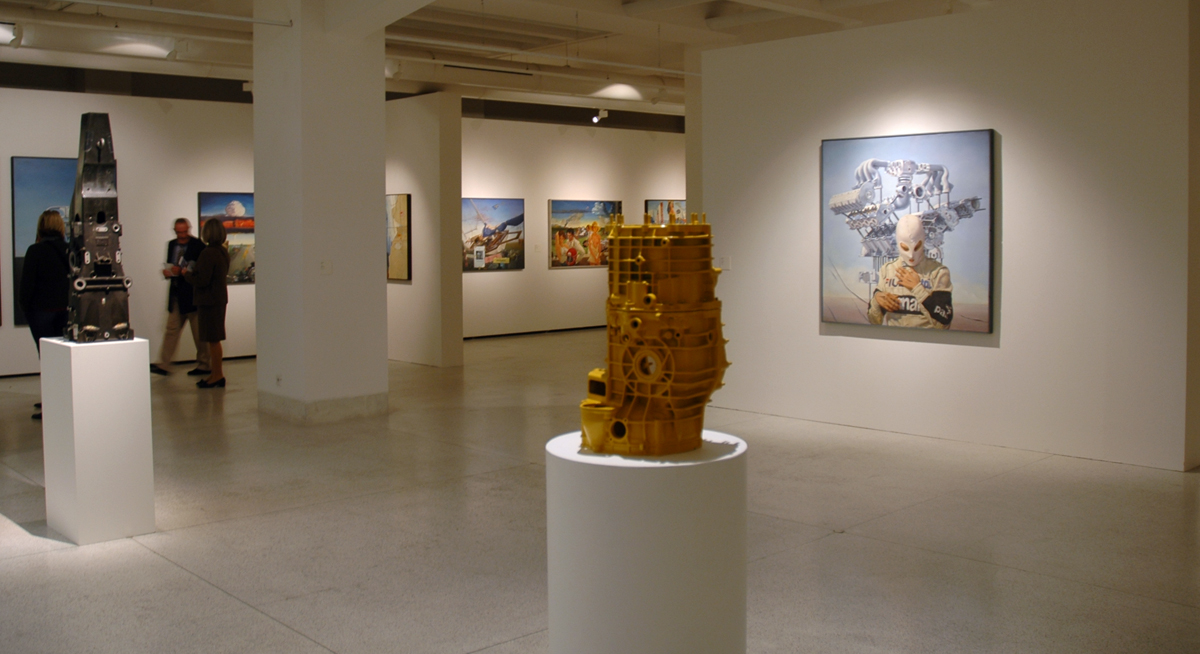
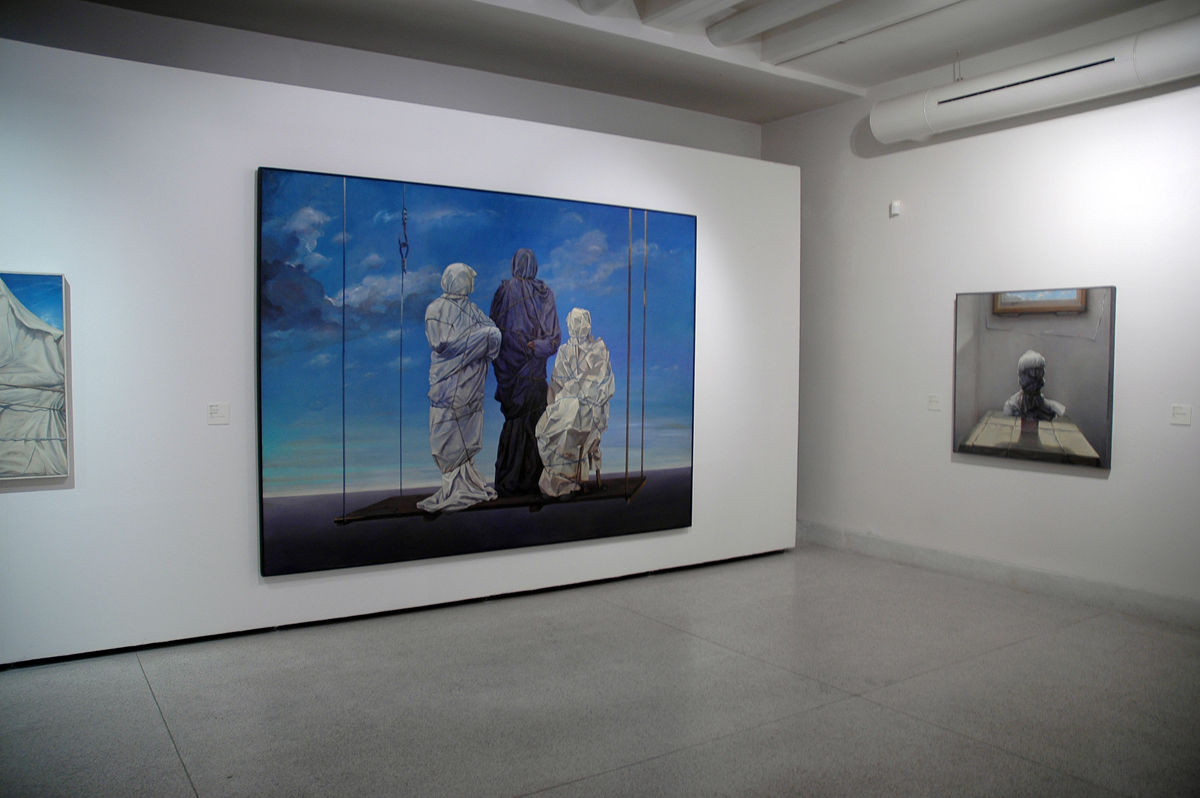
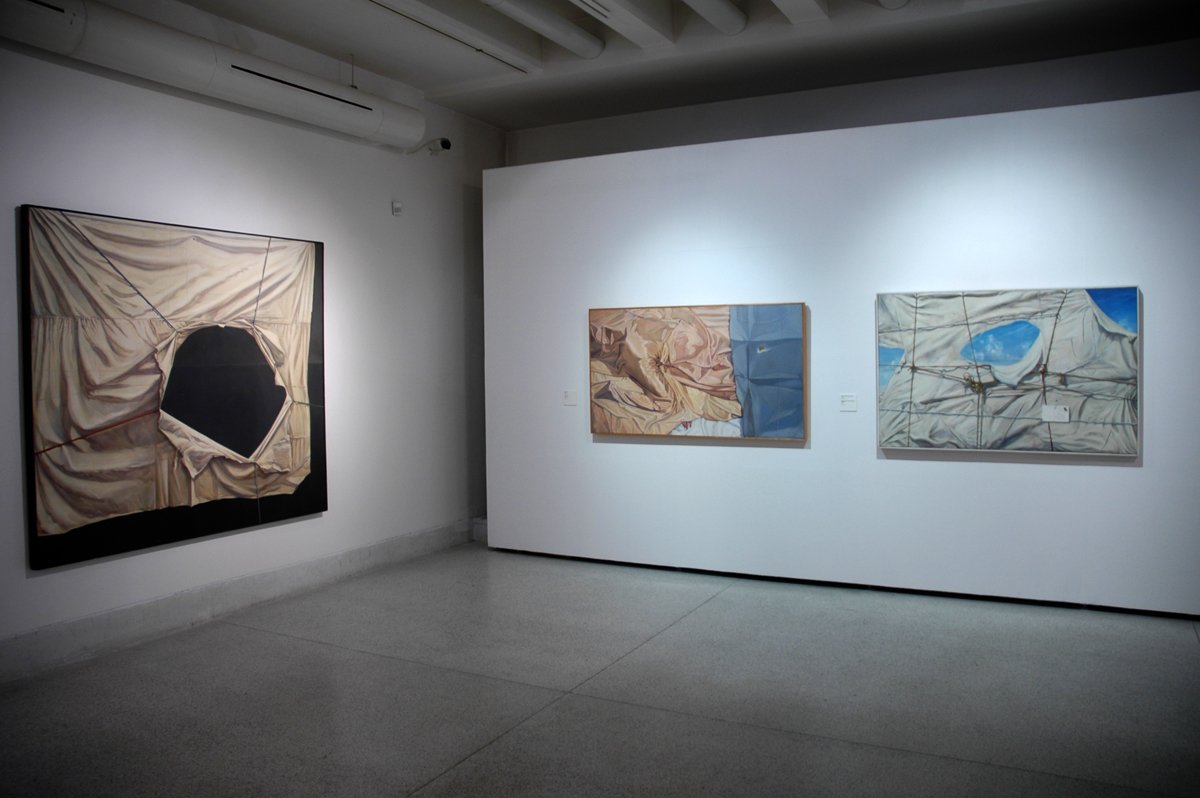
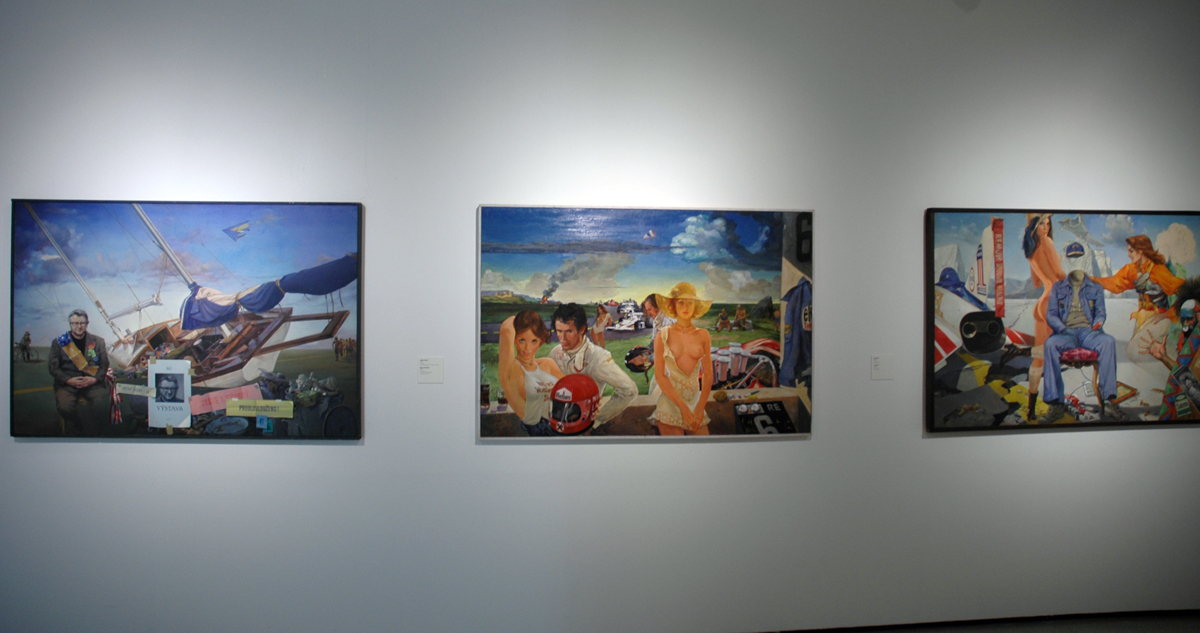
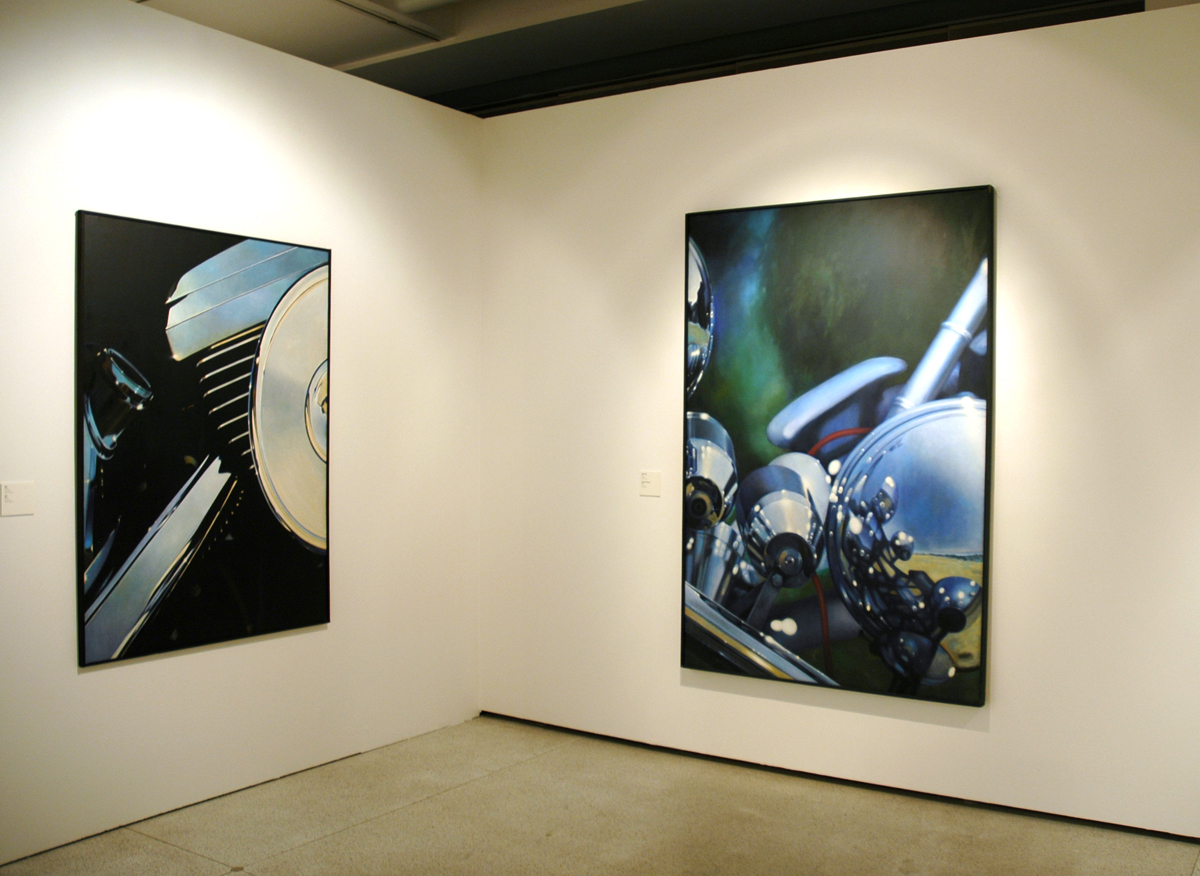
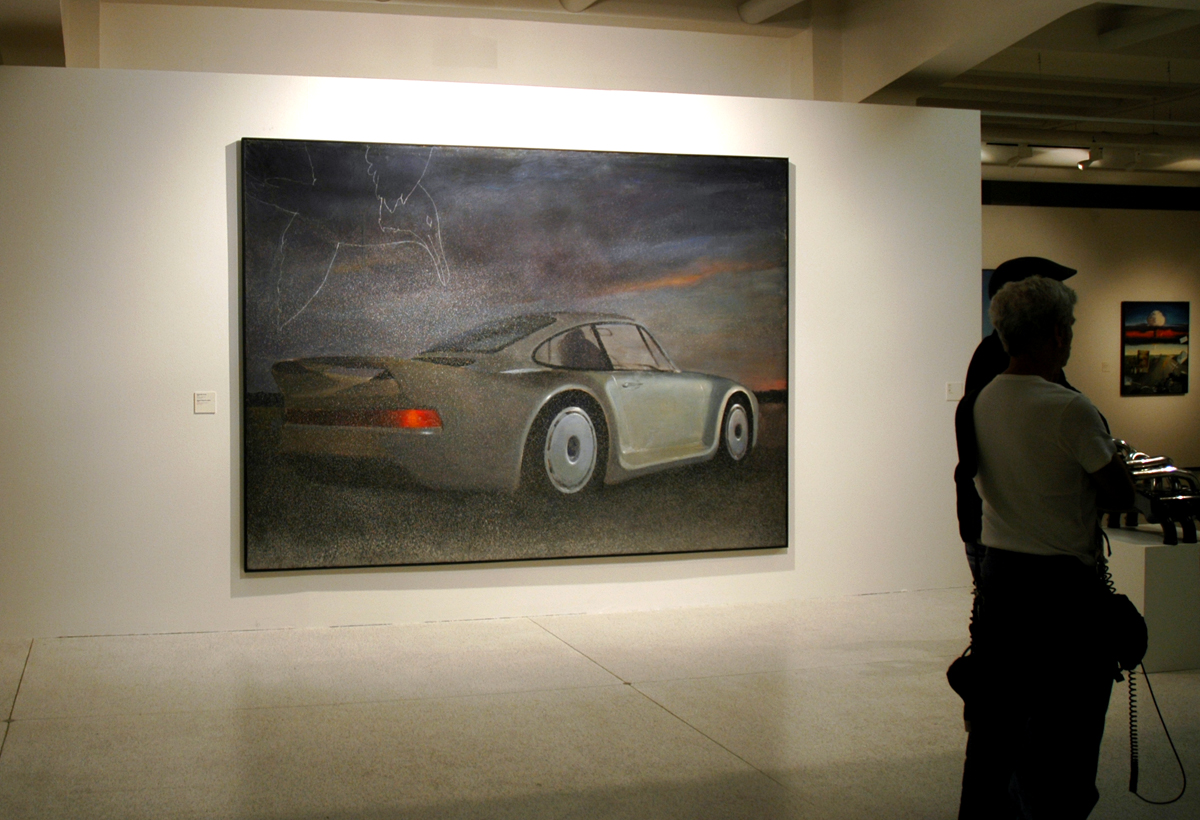
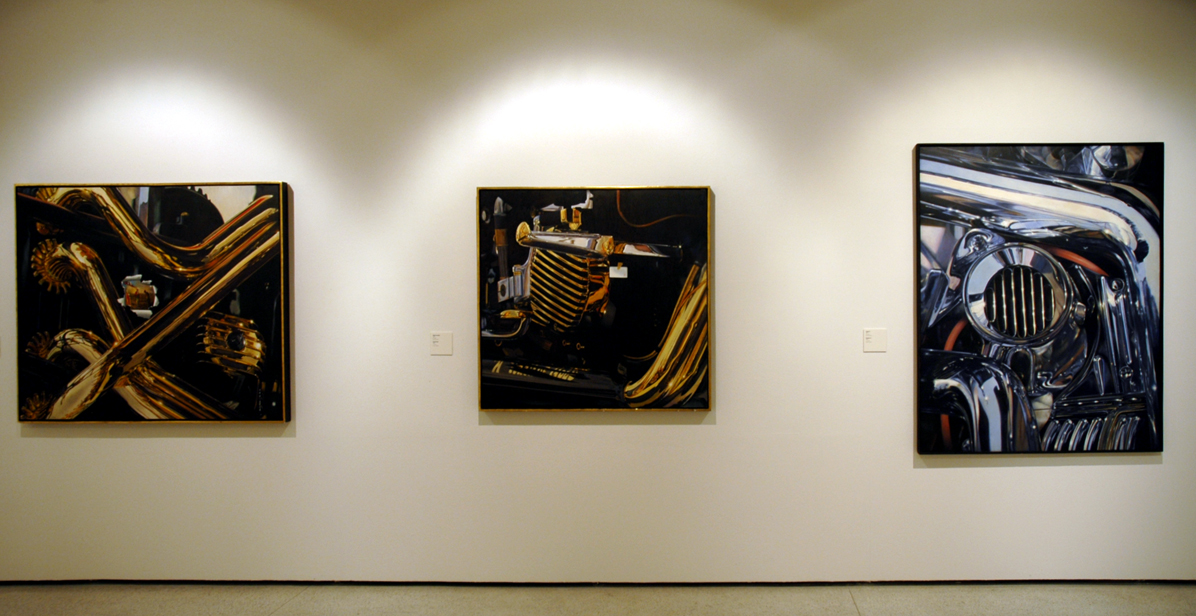
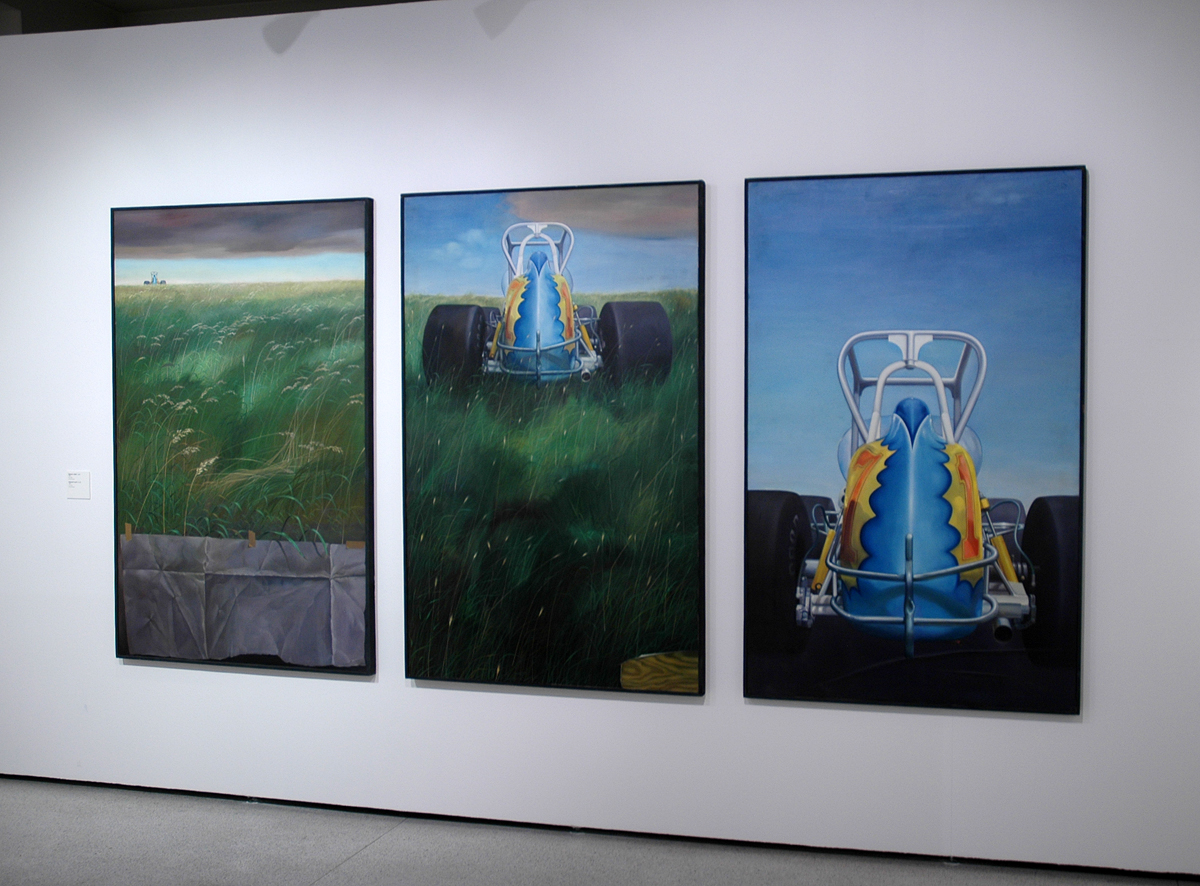
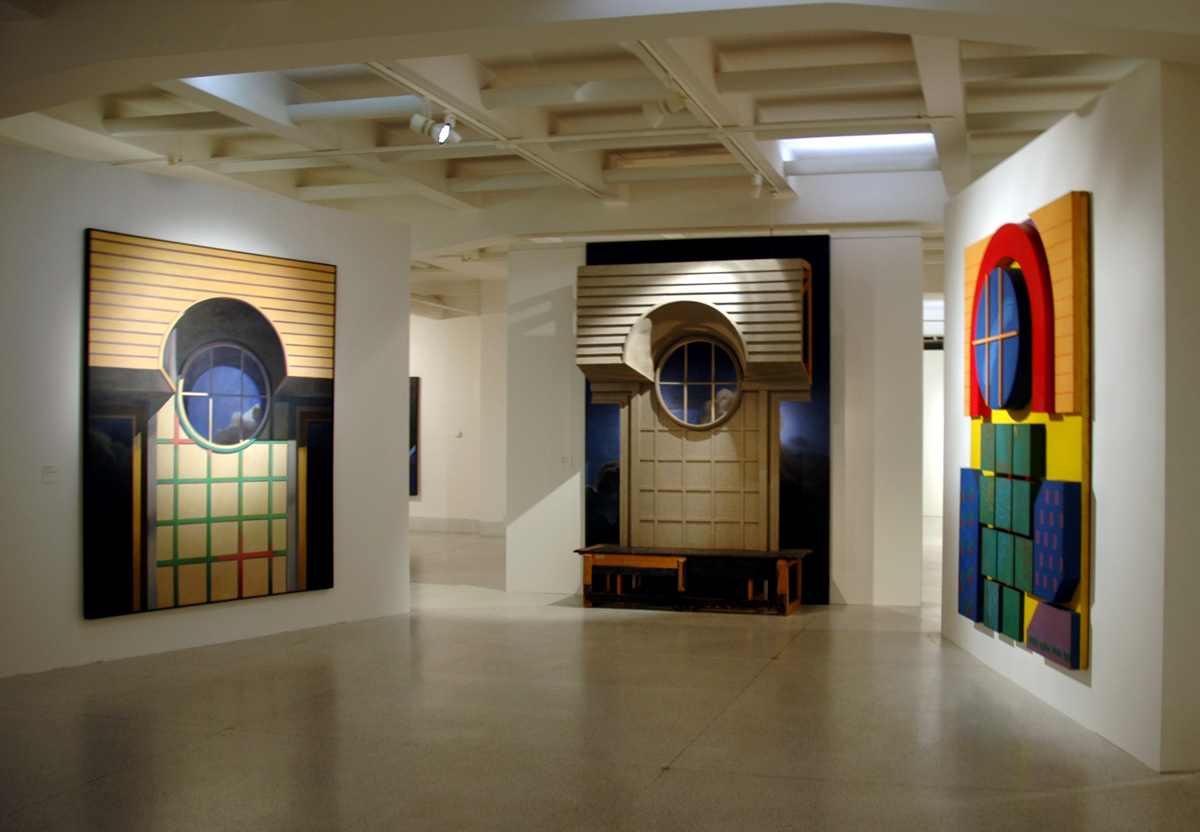
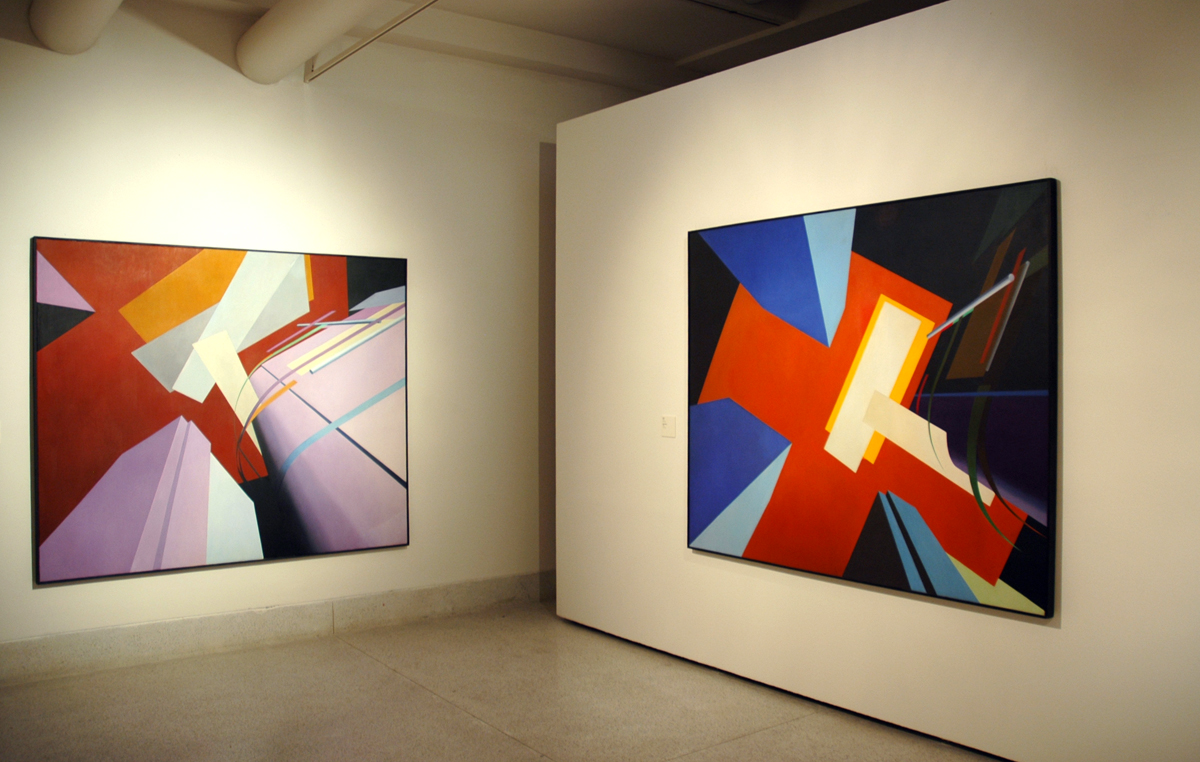
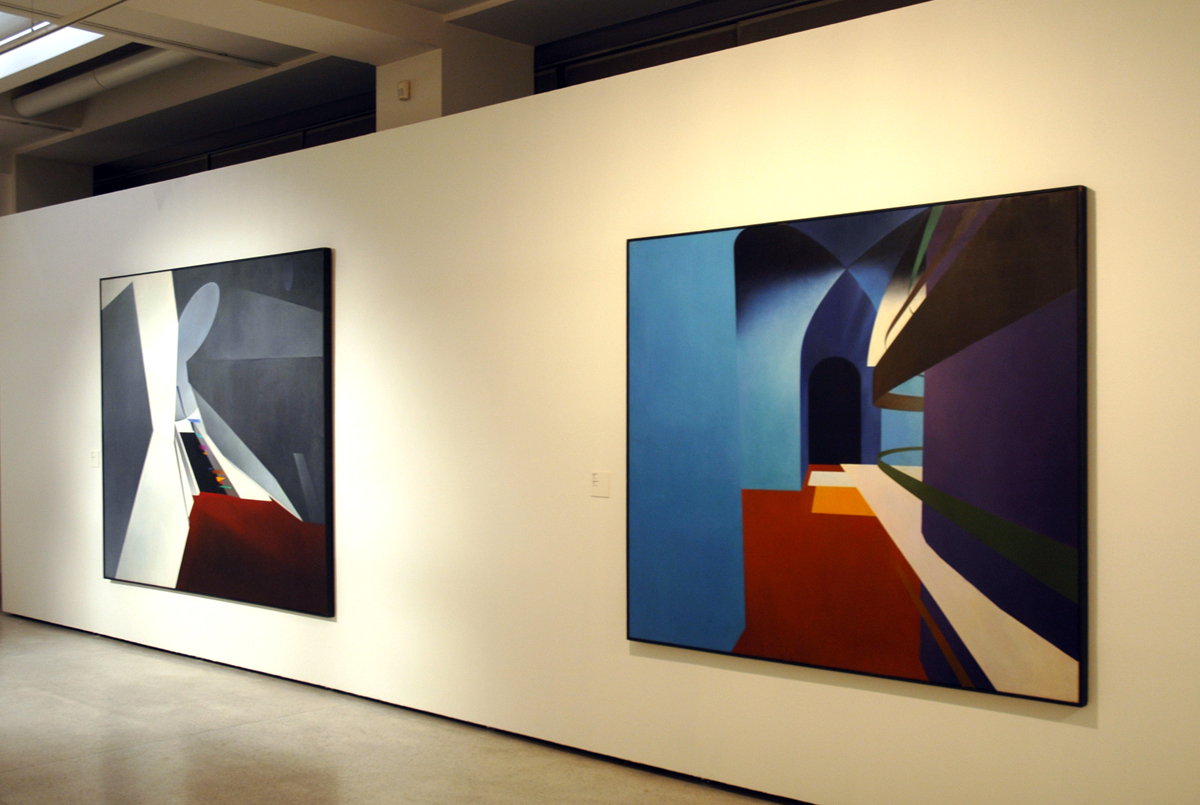

#### Výstava v Domě umění v Brně (2019–2020)

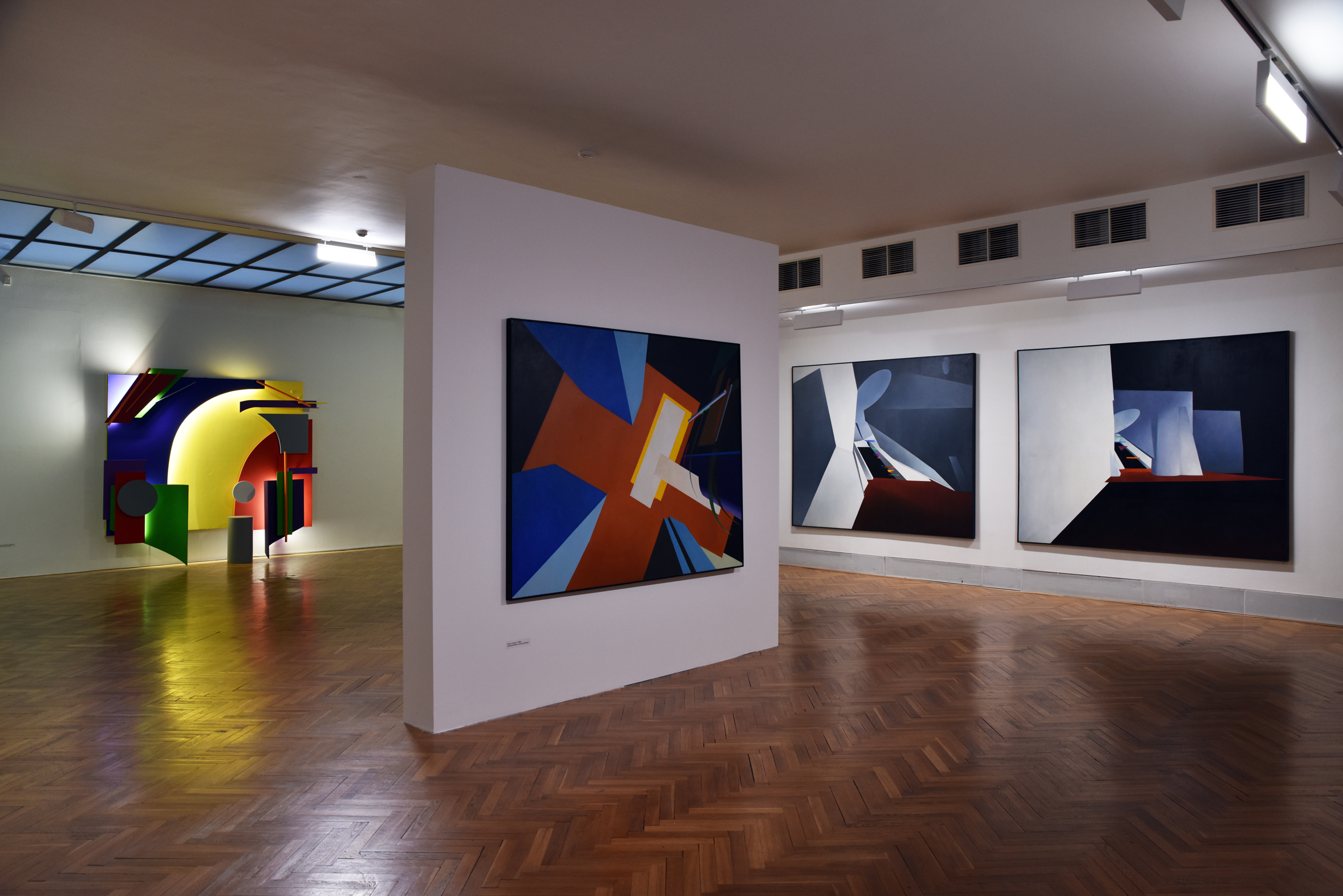
Theodor Pištěk, expozice v Domě umění města Brna, 2019 (1)
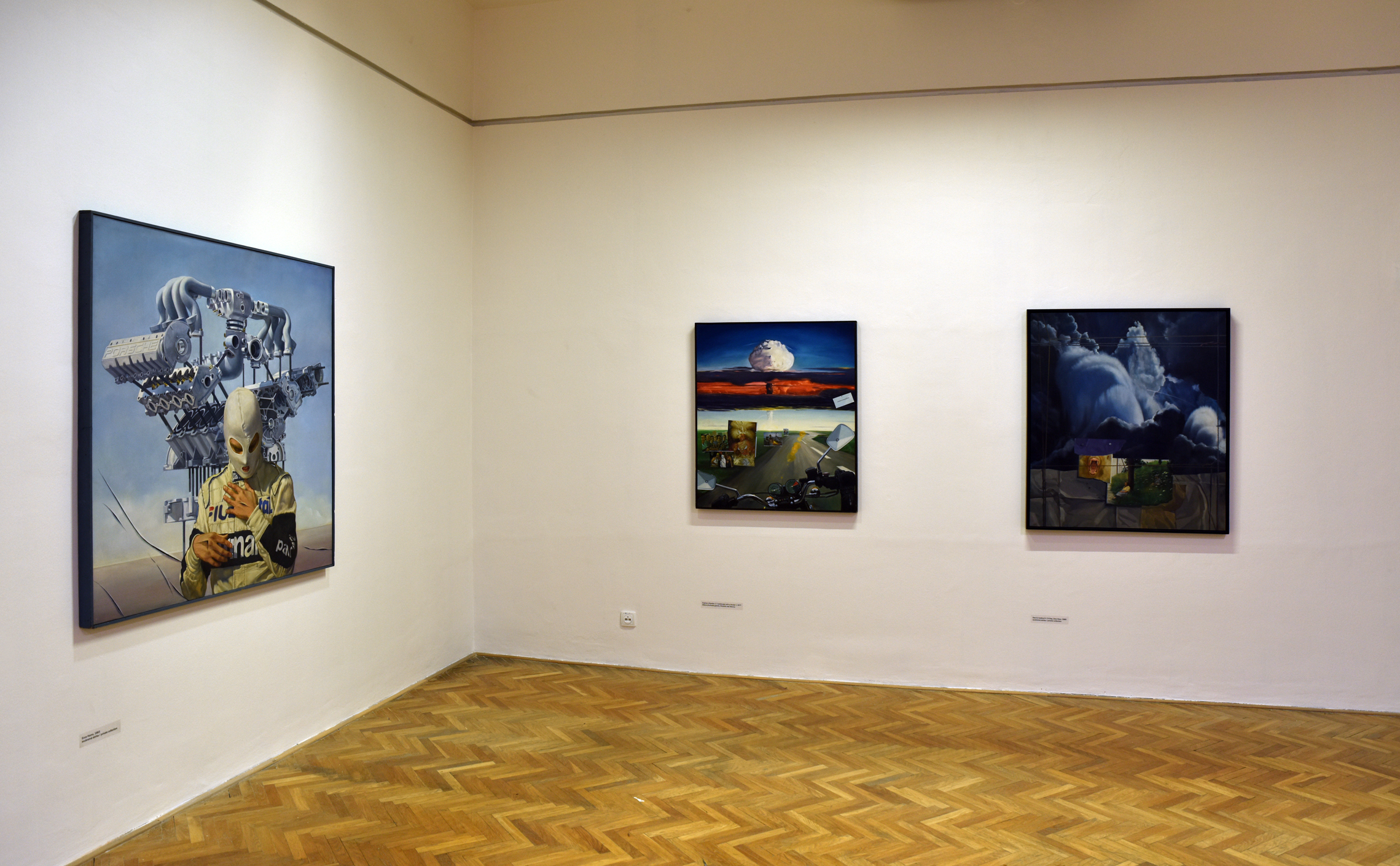
Theodor Pištěk, expozice v Domě umění města Brna, 2019 (2)
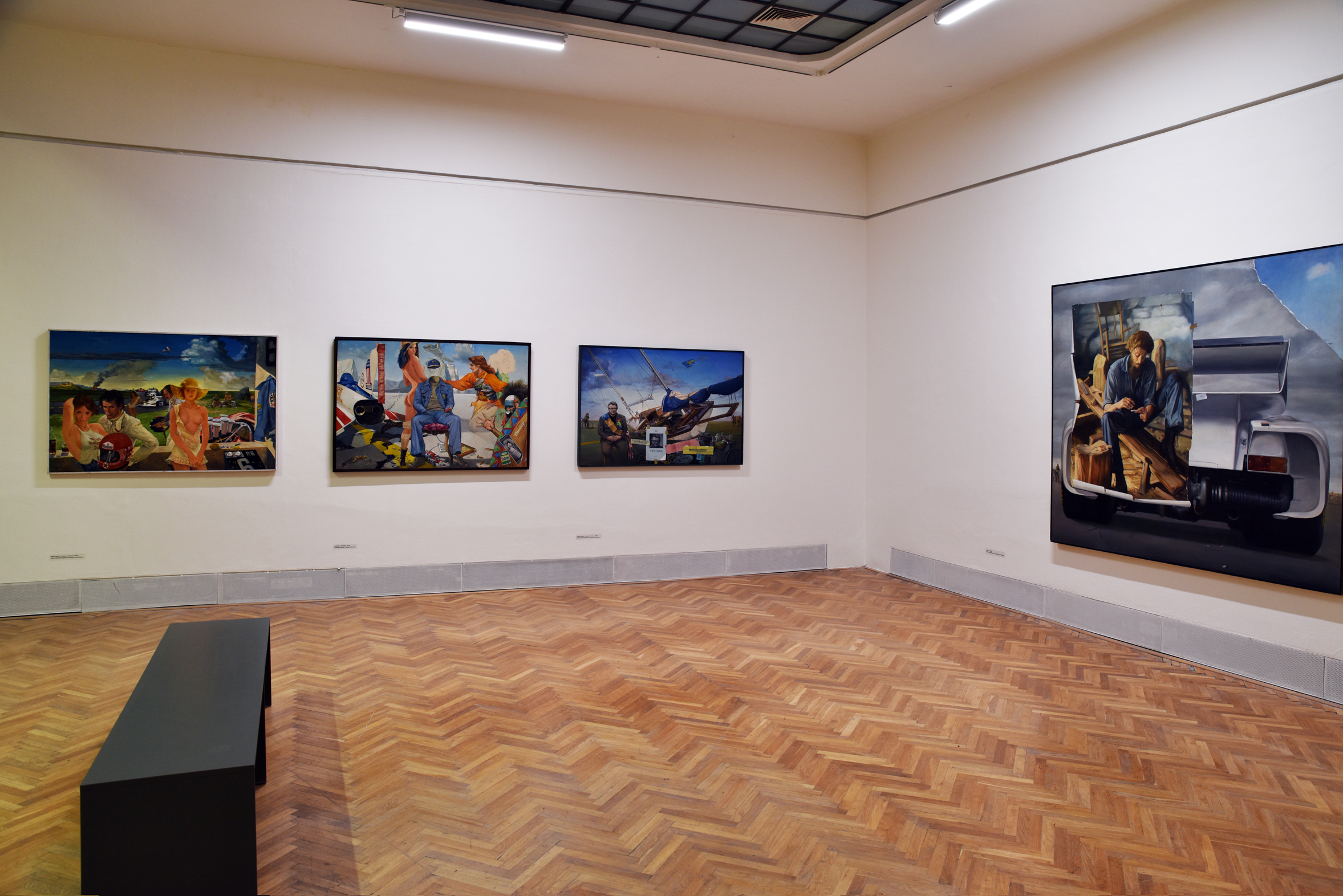
Theodor Pištěk, expozice v Domě umění města Brna, 2019 (3)
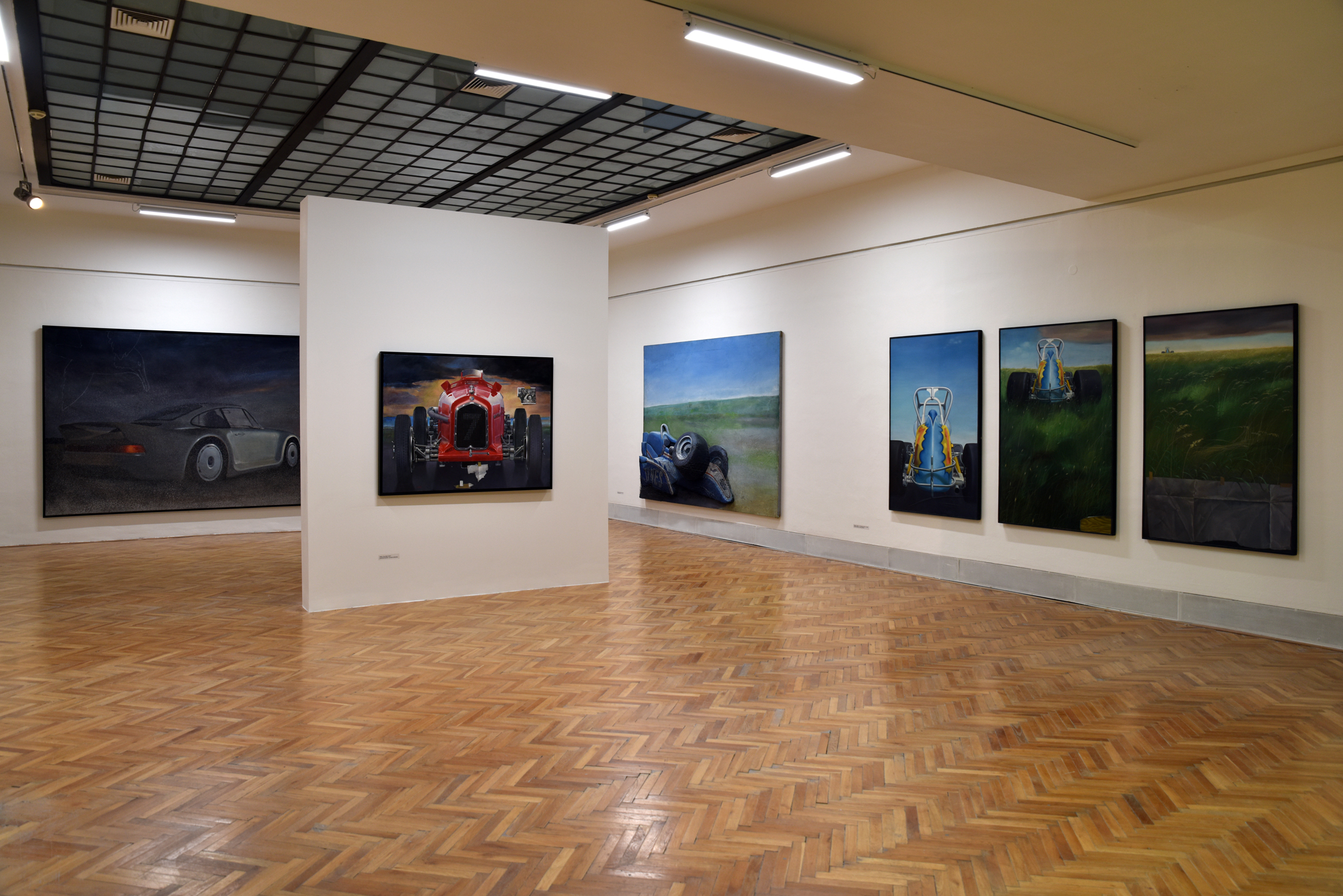
Theodor Pištěk, expozice v Domě umění města Brna, 2019 (4)
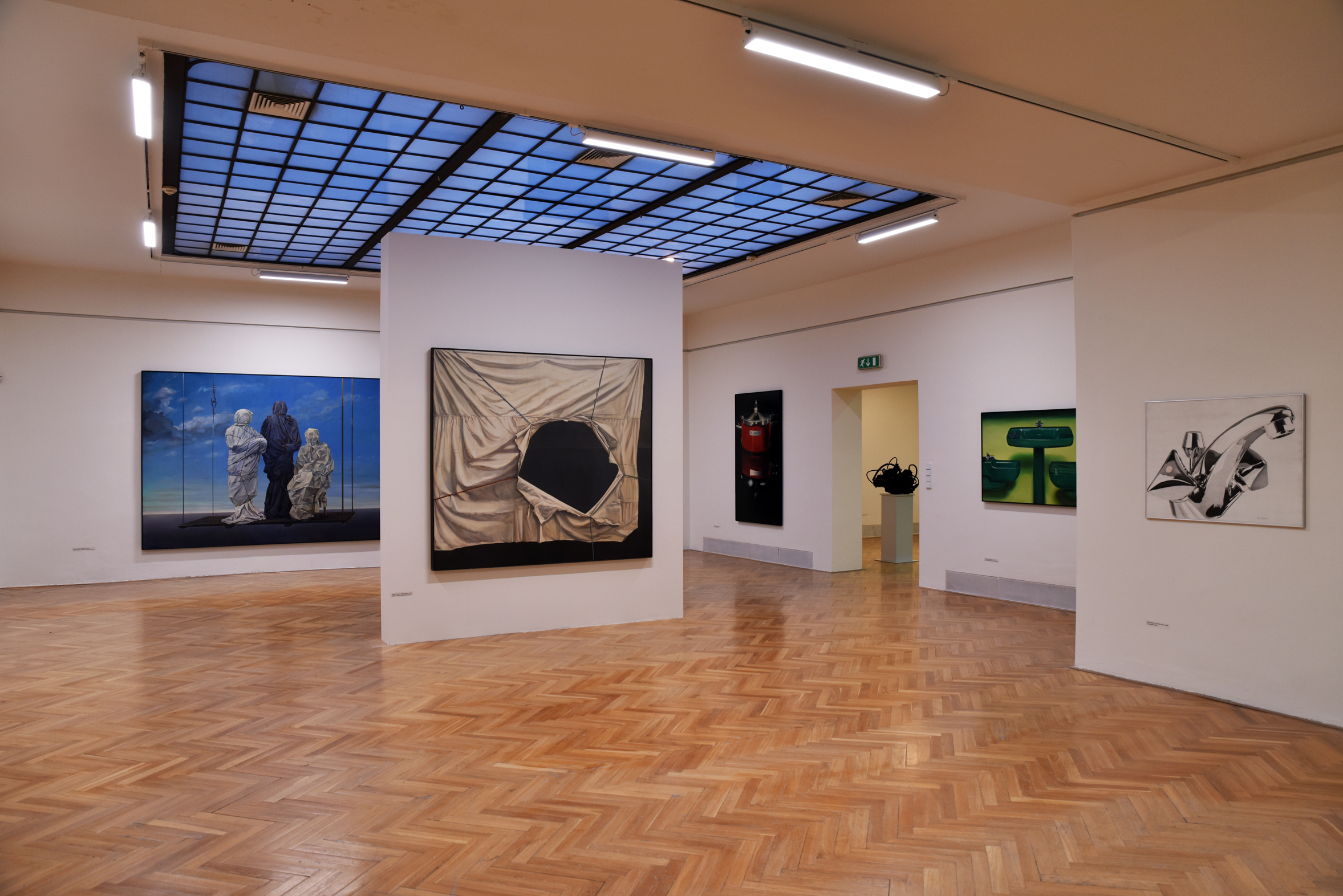
Theodor Pištěk, expozice v Domě umění města Brna, 2019 (5)
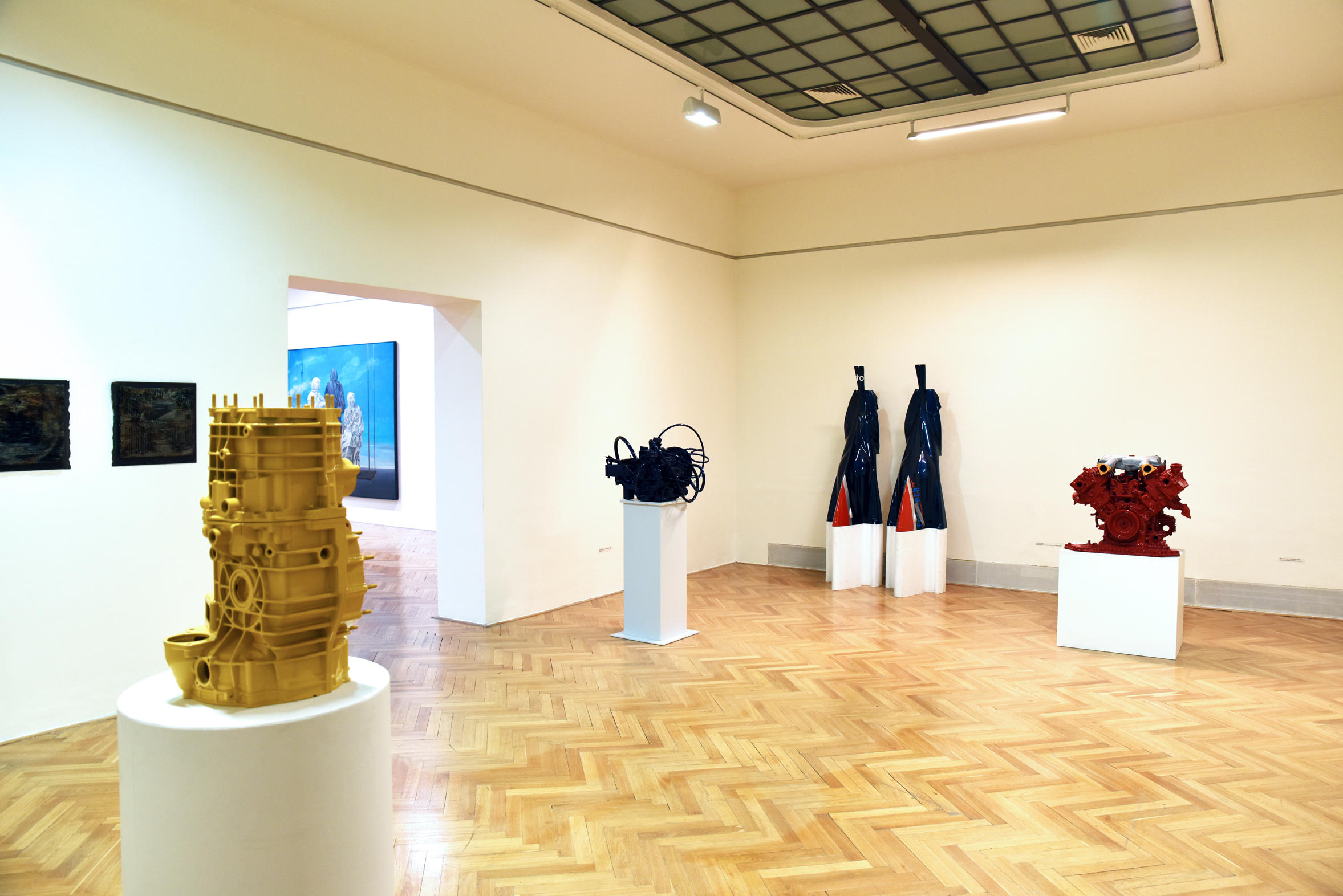
Theodor Pištěk, expozice v Domě umění města Brna, 2019 (6)
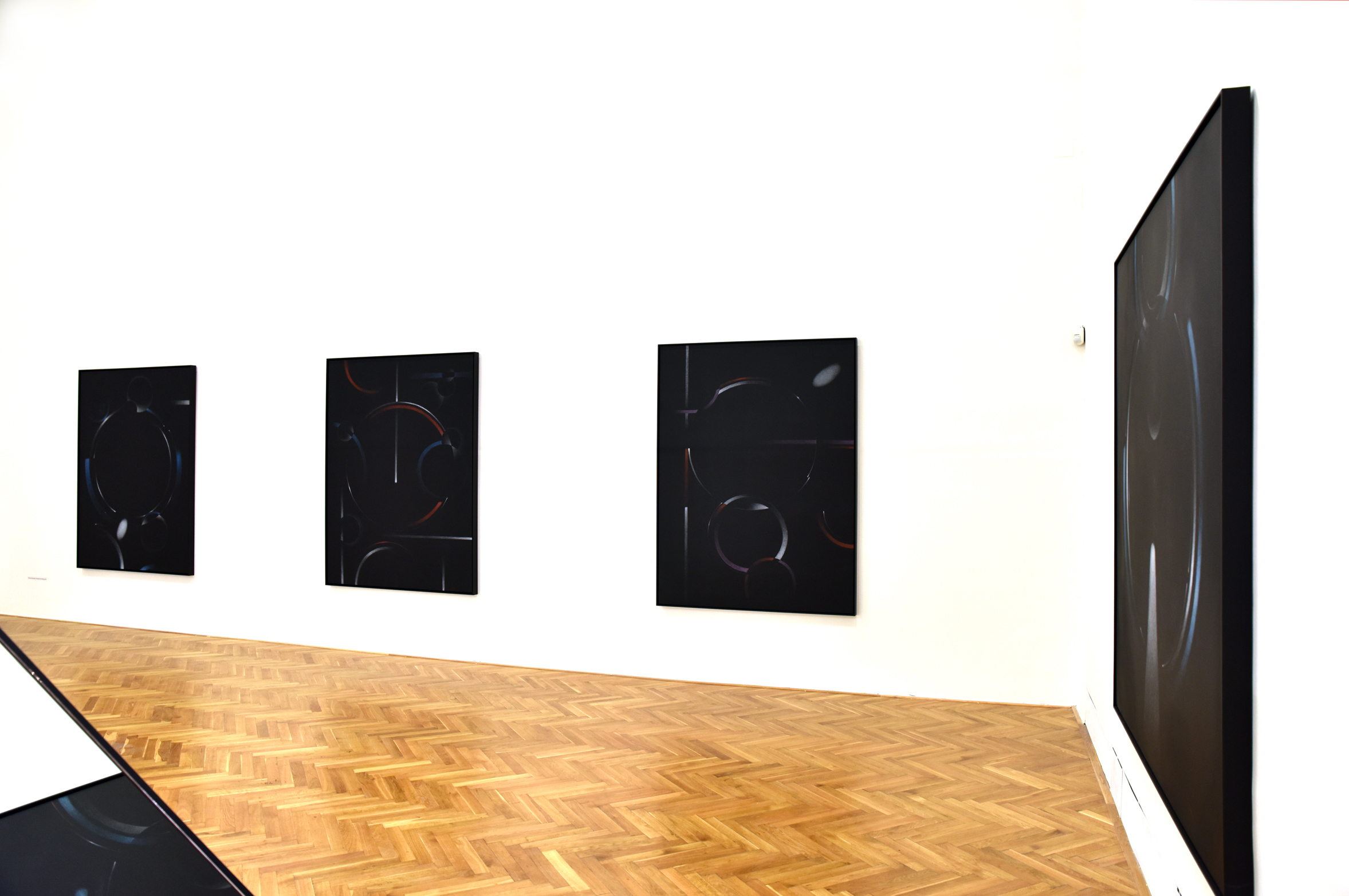
Theodor Pištěk, expozice v Domě umění města Brna, 2019 (8)
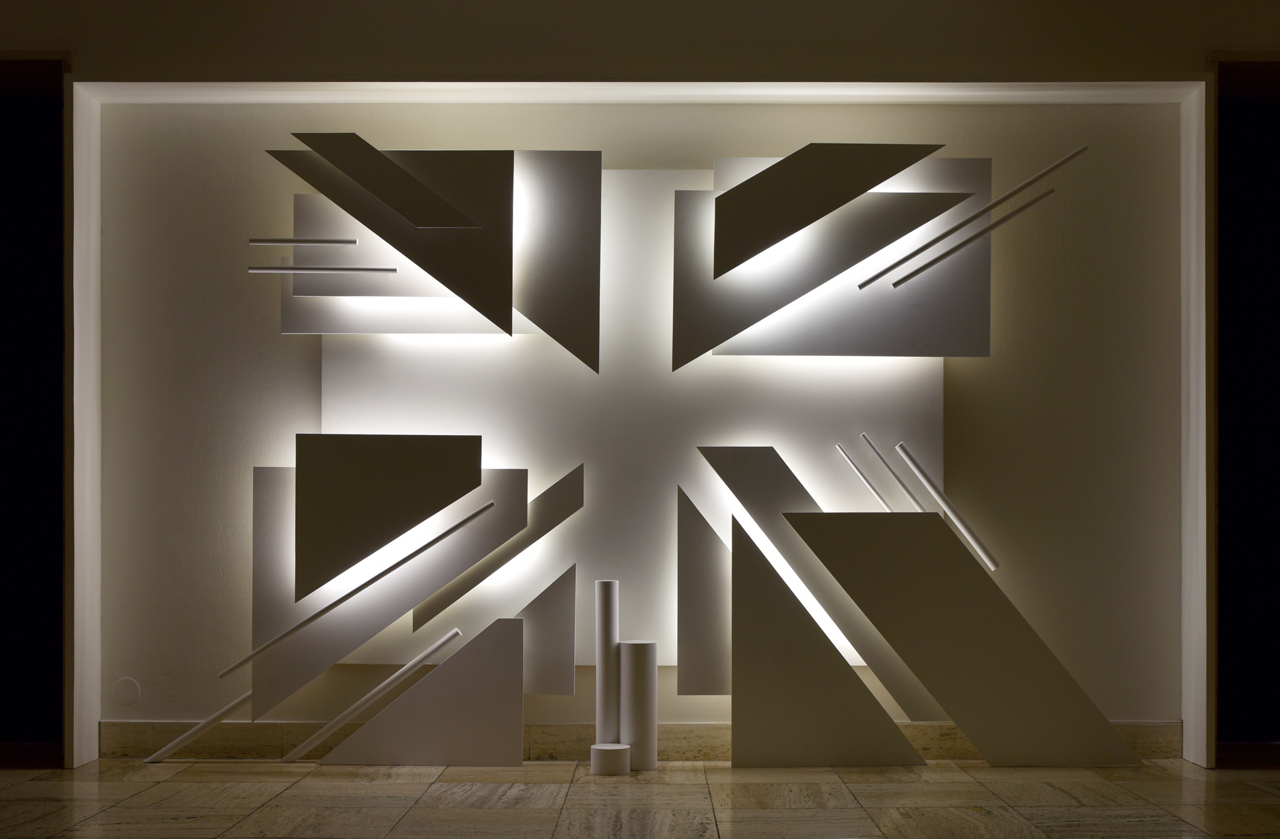
Theodor Pištěk,Bílá 2, expozice v Domě umění města Brna, 2019
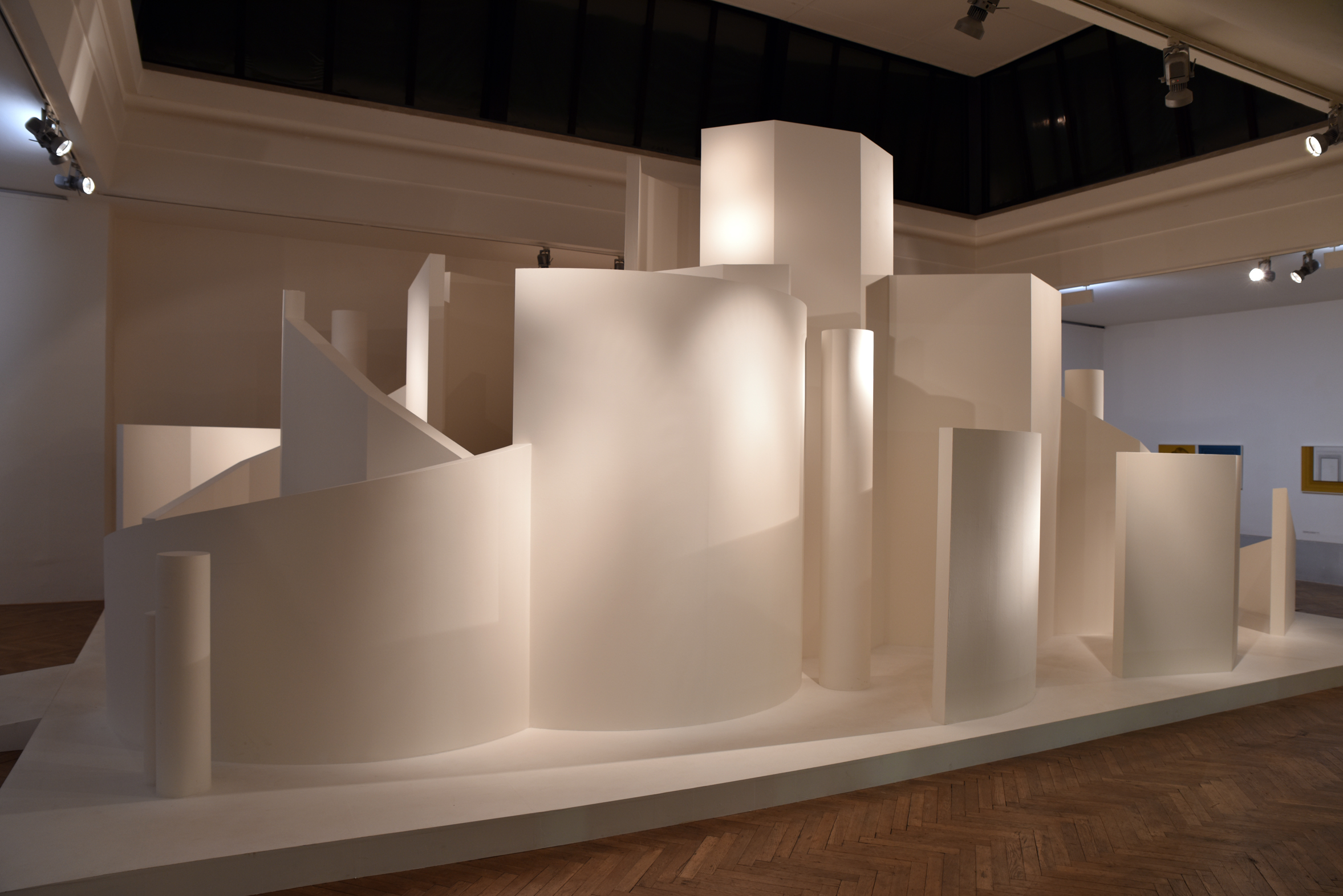
Theodor Pištěk, Labyrint, expozice v Domě umění města Brna, 2019
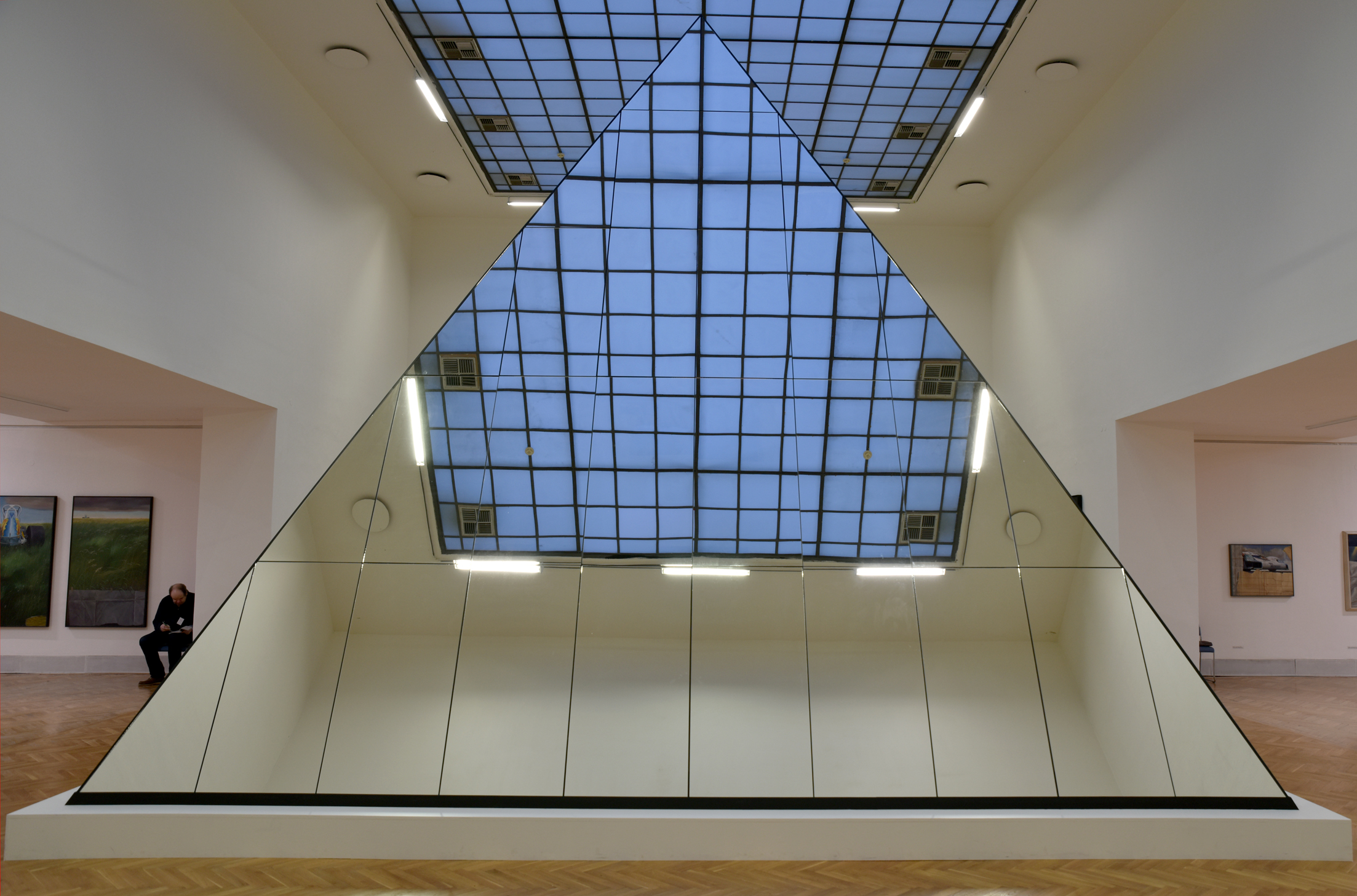
Theodor Pištěk,Pyramida, expozice v Domě umění města Brna, 2019

#### Konceptuální instalace

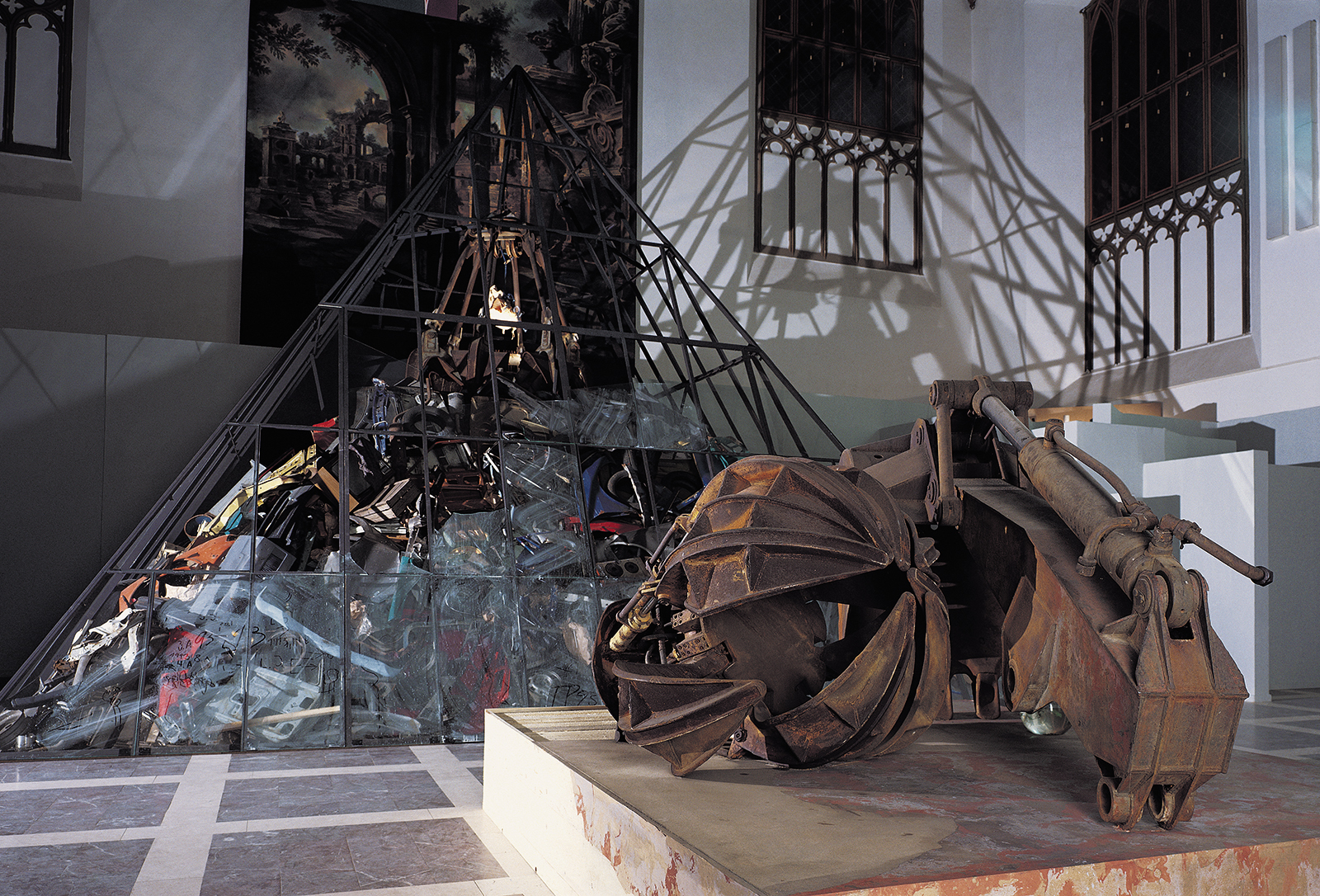
Kentaur pozorující rybku, AJG Hluboká, 1993
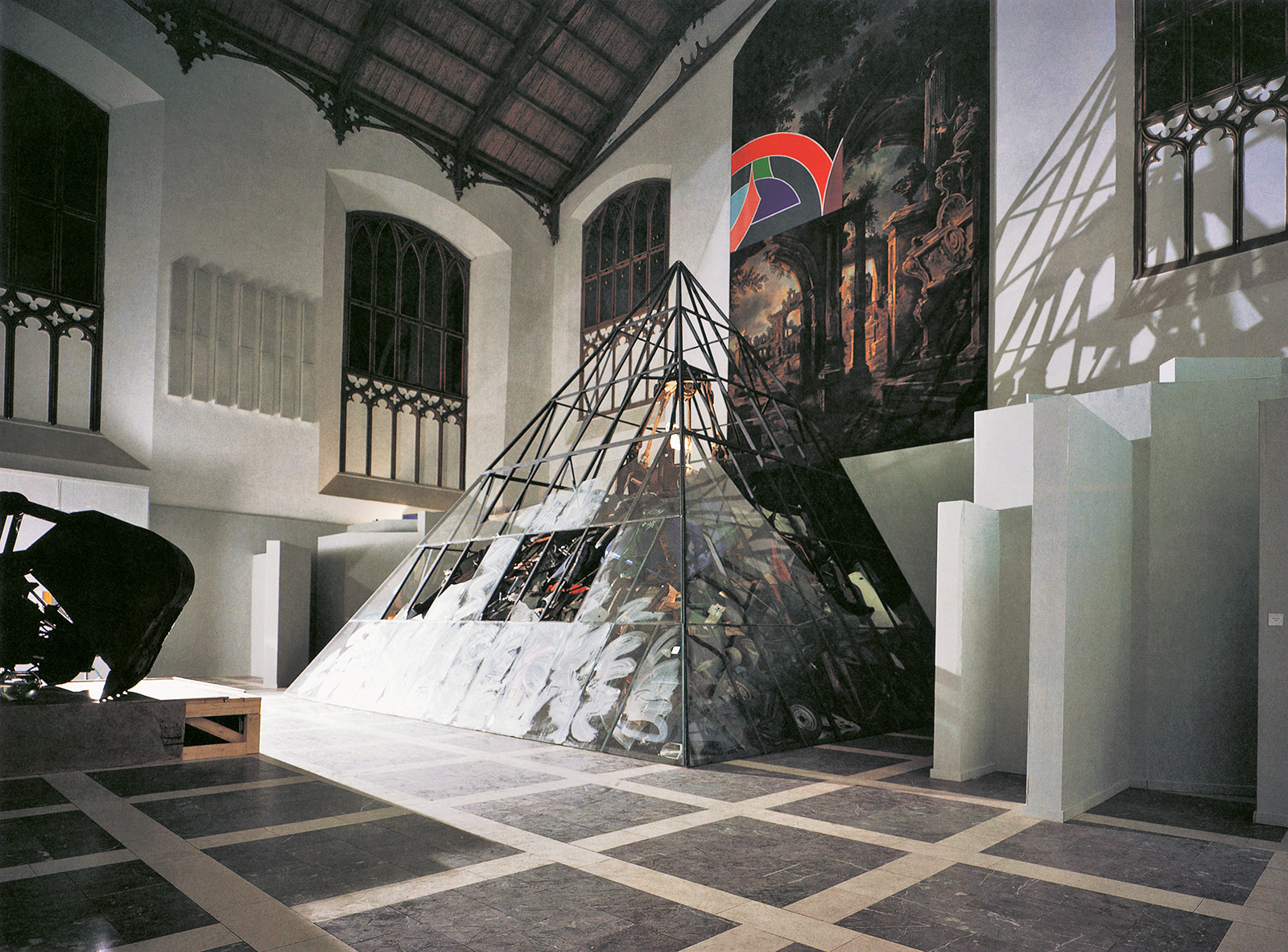
Schránka na ostatky, AJG Hluboká, 1993
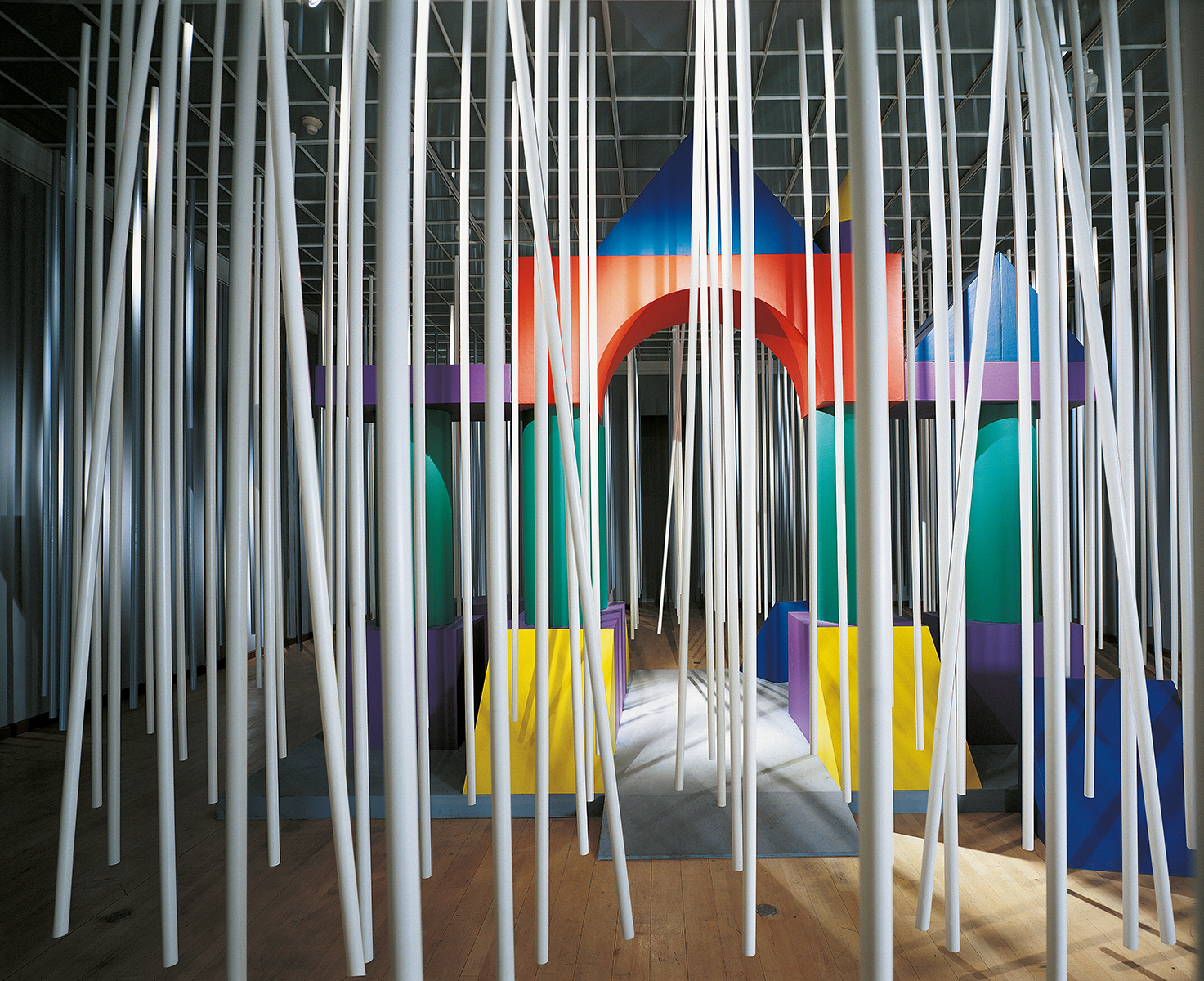
Zahrada, Městská knihovna Praha, 1999
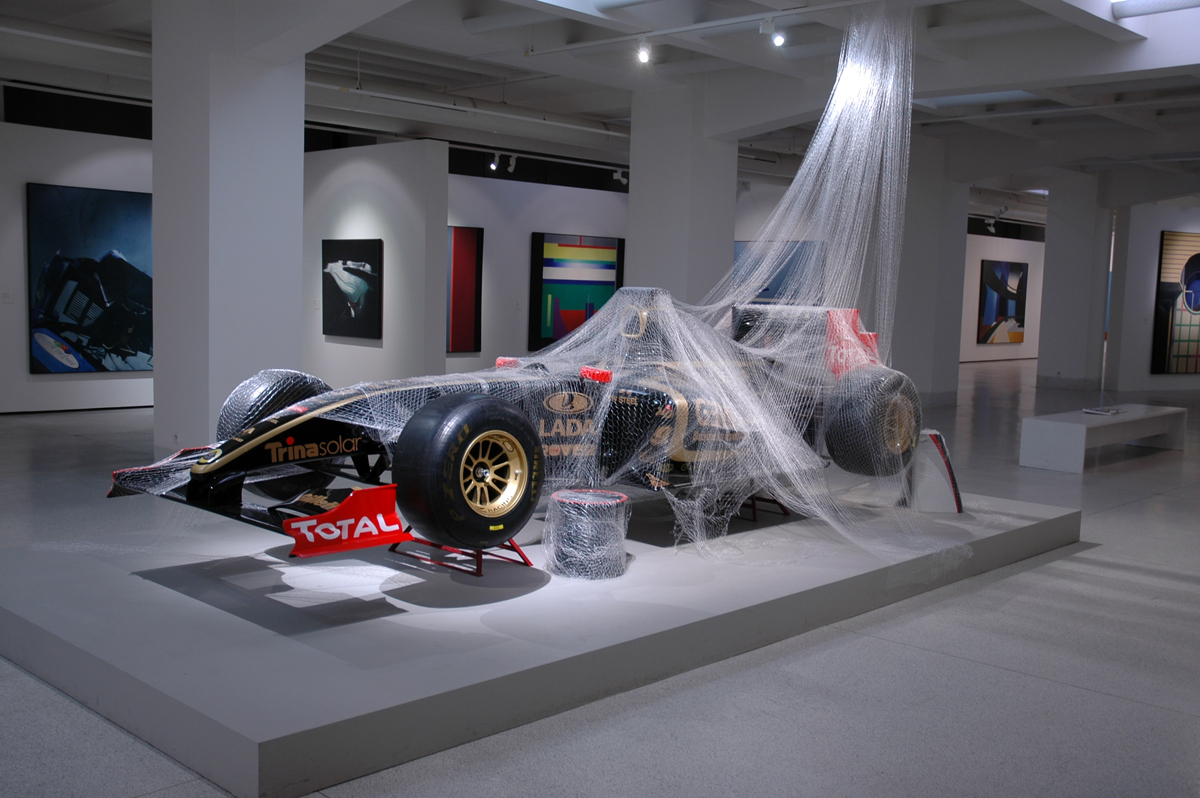
instalace NG Praha, 2012
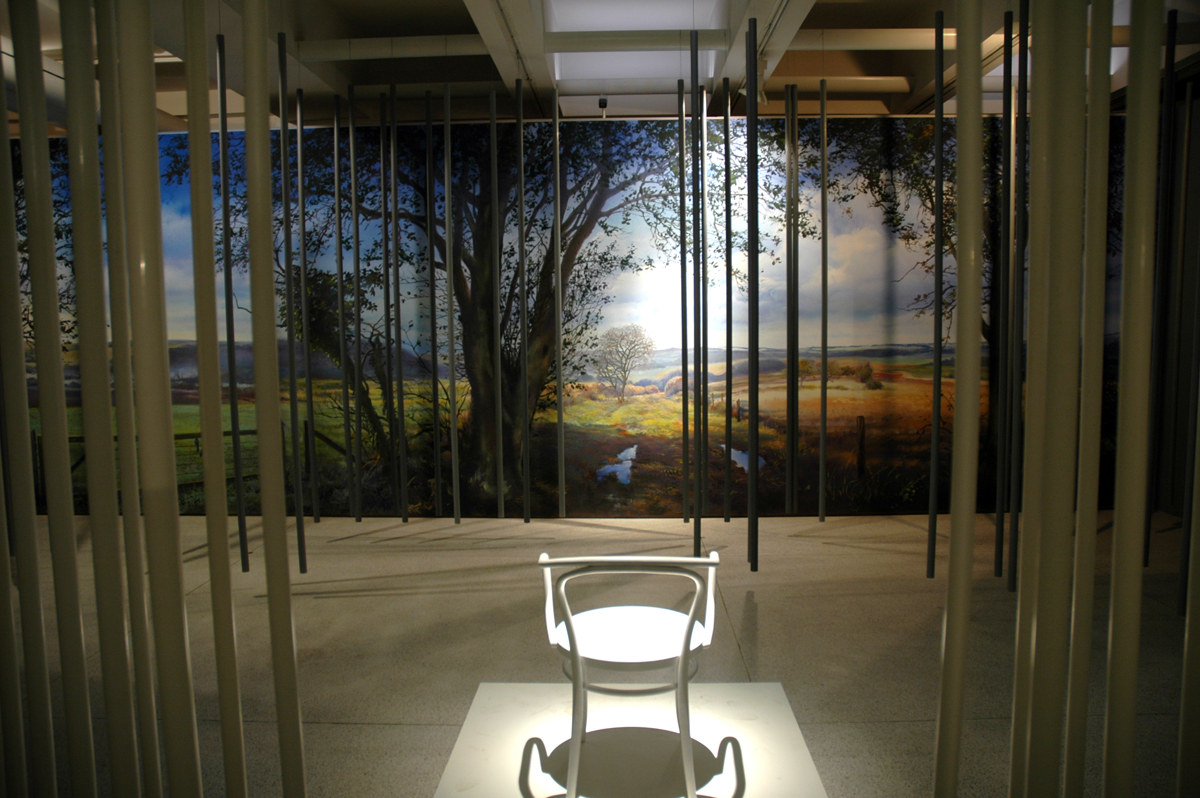
Konec lesa, NG Praha 2012
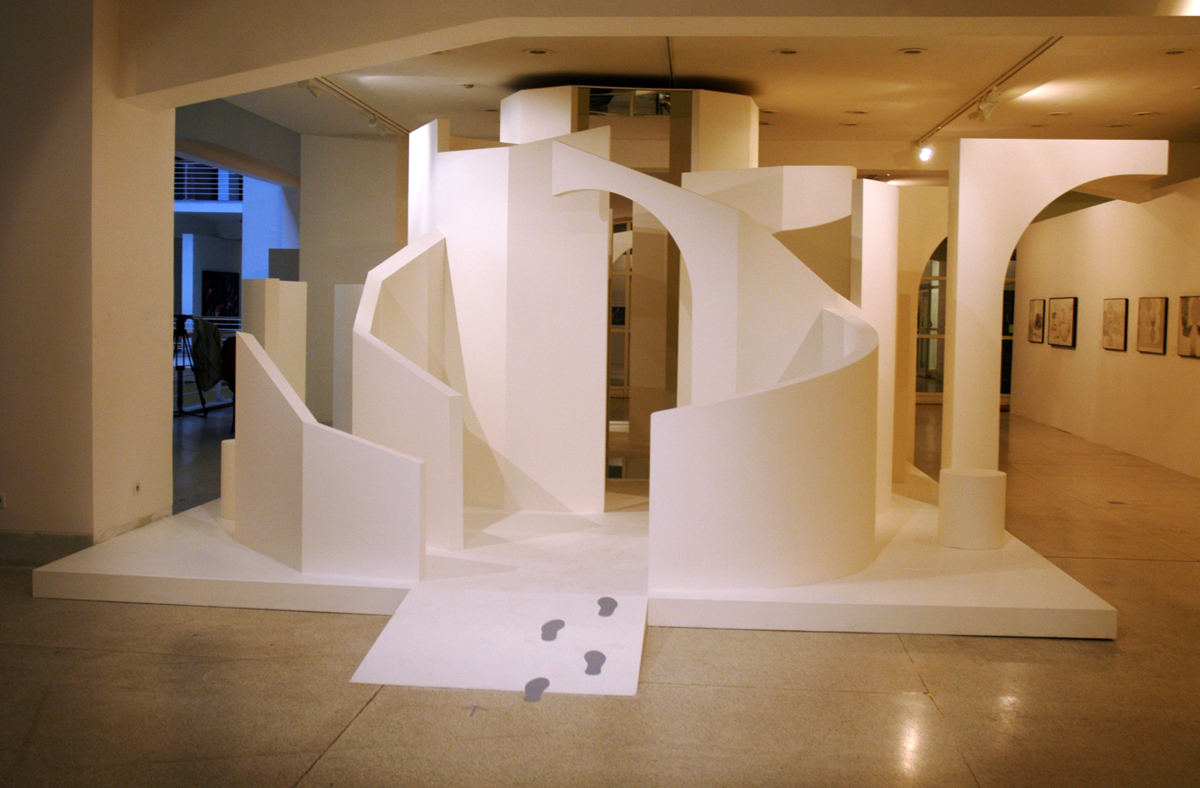
labyrint Město, NG Praha, 2012
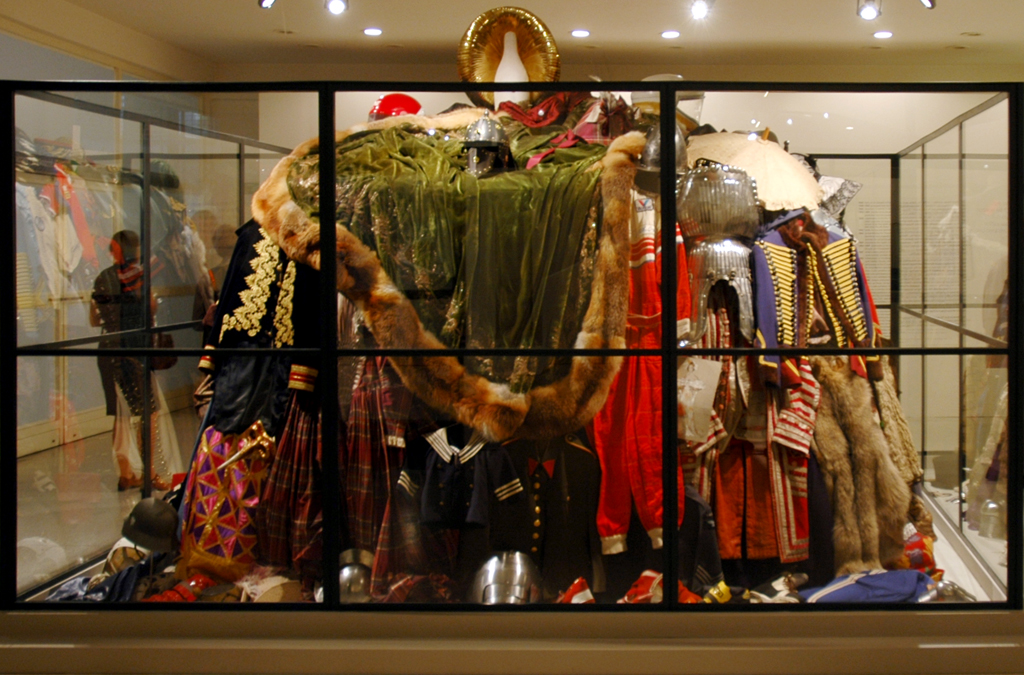
filmové kostýmy, NG Praha 2012

### Monografie
- Helena Musilová (ed.), Theodor Pištěk: Ecce homo, 168 s., Národní galerie v Praze 2013, ISBN 978-80-7035-508-4
- Jiří Šetlík, Jana Brabcová (ed.), Theodor Pištěk, 388 s., Galerie Pecka Praha 2007, ISBN 978-80-904008-0-1
- Jiří Šetlík, Theodor Pištěk, 24 s., Galerie hlavního města Prahy 1999, ISBN 80-7010-054-0
- Jindřich Chalupecký a kol., Theodor Pištěk, 140 s., Alšova jihočeská galerie v Hluboké nad Vltavou, Galerie hlavního města Prahy 1993
- Martin Dostál (ed.), Theodor Pištěk - Angelus, 168 s., Dům umění města Brna, KANT 2019, ISBN 978-80-7437-297-1

### Bakalářské práce
- Pavlína Doubravová, Hyperrealistické tendence v tvorbě Theodora Pištěka, bakalářská práce, FF a UDU JČU v Českých Budějovicích, 2012 On line

### Katalogy
- Theodor Pištěk, 1978, Macourek Miloš, kat. 12 s., SČVU Praha
- Theodor Pištěk: Obrazy, kresby, film, 1982, Kotalík Jiří Tomáš, kat. 20 s., SČVU Praha
- Theodor Pištěk, 1984, Neumann Ivan, kat. 32 s., Galerie umění Karlovy Vary
- Theodor Pištěk: Obrazy, 1988, Janoušek Ivo, kat. 16 s., Ústřední kulturní dům železničářů, Praha
- Theodor Pištěk: Hluboká 93 - 94, 1995, Šetlík Jiří, kat. 48 s., AJG Hluboká nad Vltavou
- Theodor Pištěk, 2006, Machalický Jiří, kat. 10 s., Galerie Montanelli Praha
- 3x Theodor Pištěk, 2007, Machalický Jiří, Mládková Meda, kat. 20 s., Museum Kampa – Nadace Jana a Medy Mládkových, Praha
- Šedesátá, ed. Magdalena Juříková, Galerie Zlatá husa, Praha 2004, ISBN 80-239-3406-6, s. 308–313

### Ostatní (výběr)
- Fascinace skutečností - hyperrealismus v české malbě, Muzeum umění Olomouc 2017, ISBN 9788088103219
- Příliš mnoho zubů / Too Many Teeth, Musilová Helena (ed.), kat. 147 s., Retro Gallery Praha, Praha 2017, ISBN 978-80-905877-8-6
- Postava k otvírání / The figure examined, Nováčková Zuzana, Štefančíková Alica, Svoboda Petr, kat. 132 s., Galerie Benedikta Rejta, Louny, Galerie výtvarného umění v Mostě, 2016
- Hynek Glos, Petr Vizina, Stará garda, nakl. Argo, Praha 2016, s. 134–139, ISBN 978-80-257-1881-0
- Před obrazem, Dospěl Milan a kol., kat. 158 s., Galerie Kodl, Praha 2015, ISBN 978-80-200-2542-5
- Stavy mysli: Za obrazem / States of Mind: Beyond the Soubor: Stálá expozice GASK, David Bartoň a kol., kat. 208 s., Galerie Středočeského kraje (GASK), Kutná Hora 2014, ISBN 978-80-7056-185-0
- České moderní a současné umění 1890 – 2010: 2. díl, Dolanská Karolína a kol., kat. 189 s., Národní galerie v Praze 2010, ISBN 978-80-7035-447-6
- Šedesátá / The sixties ze sbírky Galerie Zlatá husa, Juříková Magdalena, Železný Vladimír, kat. 414 s., Galerie Zlatá husa, Praha 2004, ISBN 80-239-3406-6
- Hyperrealismus, Beran Zdeněk, Vítková Martina, kat. 31 s., Západočeská galerie v Plzni 2002, ISBN 80-85025-29-9
- Současná minulost: Česká postmoderní moderna 1960–2000, Tetiva Vlastimil, kat. 176 s., Alšova jihočeská galerie v Hluboké nad Vltavou 2000, ISBN 80-85857-37-5
- Umění zrychleného času: Česká výtvarná scéna 1958-1968, Alena Potůčková (ed.), kat. 147 s., České muzeum výtvarných umění, Praha 1999
- Umění zastaveného času / Art when time stood still: Česká výtvarná scéna 1969-1985,Alena Potůčková (ed.), kat. 268 s., České muzeum výtvarných umění, Praha 1996
- Skutečnost a iluze: Tendence českého radikálního realismu, Tetiva Vlastimil, 169 s., Alšova jihočeská galerie v Hluboké nad Vltavou 1993
- Forum '88, Hlaváček Josef, Kříž Jan, Nešlehová Mahulena, Petrová Eva, Šetlík Jiří, Wittlich Petr, kat. 96 s., neoficiální výstava v Pražské tržnici 1988
- Netvořice '81, Hlaváček Josef, Kříž Jan, Šetlík Jiří, katalog neoficiální výstavní akce u Bedřich Dlouhého v Netvořicích 1981
- Czech stage costumes / Le costume tchèque de théâtre, Marešová Šimáčková Sylva, Bubeník Květoslav, Vejražka Vítězslav, Divadelní ústav, Praha 1972